# Vitesse in het seizoen 2014/15
|               | Eredivisie | KNVB beker | Play- offs | Totaal |
| ------------- | ---------- | ---------- | ---------- | ------ |
| Wedstrijden   | 34         | 4          | 4          | 42     |
| Gewonnen      | 16         | 3          | 2          | 21     |
| Gelijk        | 10         | 0          | 2          | 12     |
| Verloren      | 8          | 1          | 0          | 9      |
| Thuis         | 17         | 1          | 2          | 20     |
| Uit           | 17         | 3          | 2          | 22     |
| Gele kaarten  | 62         | 8          | 9          | 79     |
| 2× gele kaart | 1          | 0          | 0          | 1      |
| Rode kaarten  | 2          | 1          | 0          | 3      |
| Doelsaldo     | +23        | +2         | +4         | +29    |
| voor          | 66         | 8          | 10         | 84     |
| tegen         | 43         | 6          | 6          | 55     |
| ‘De Nul’      | 8          | 1          | 0          | 9      |

Vitesse kwam in het seizoen 2014/2015 voor het 26e seizoen op rij uit in de hoogste klasse van het betaald voetbal, de Eredivisie. Daarnaast nam het Arnhemse elftal deel aan het toernooi om de KNVB Beker en de play-offs om Europees voetbal.

## Samenvatting
In de Eredivisie staat Vitesse na de laatste speelronde met 58 punten op de 5e plaats; Vitesse plaatste zich hierdoor voor de play-offs om Europees voetbal. Vitesse wint deze play-offs, door in de eerste ronde van de play-offs af te rekenen met PEC Zwolle en vervolgens met sc Heerenveen in de finale. Vitesse eindigde hierdoor als vierde in de officiële eindstand van de Eredivisie en plaatste zich voor de derde voorronde van de UEFA Europa League 2015/16.
In de KNVB Beker begon Vitesse met 2-1 winst tegen VVSB en FC Dordrecht. In de achtste finale werd Ajax in een uitwedstrijd met 4-0 verslagen. In de kwartfinale was FC Groningen te sterk waardoor het bekertoernooi voor Vitesse ten einde kwam.
Op 10 augustus 2014 speelde Vitesse de eerste officiële wedstrijd van het seizoen: in de competitie verliest Vitesse met 4-1 van Ajax.
Op 29 november 2014 speelde Vitesse haar 1000e Eredivisiewedstrijd; Vitesse was de 14e club die deze mijlpaal bereikte. Deze thuiswedstrijd tegen Go Ahead Eagles leverde een 2-2 gelijkspel op.
In de maand februari won Vitesse zes competitieduels op rij, een unicum in de geschiedenis van de Eredivisie.
Op 13 maart 2015 maakte Traoré het 1500e Eredivisie-doelpunt voor Vitesse, thuis tegen AZ in een 3-1 overwinning.
Bij de competitiewedstrijden bezochten gemiddeld 17.149 toeschouwers Vitesse in GelreDome.

### Voorbereiding

#### Juni
- Op 5 juni  debuteerde Davy Pröpper in het Nederlands elftal. Hij verving die dag in de 57ste minuut Robin van Persie tijdens een met 3-4 verloren oefeninterland tegen Amerika in de Amsterdam Arena. Pröpper was de 24ste speler ooit die voor Oranje speelde terwijl hij onder contract stond bij Vitesse.[2]
- De eerste training van het seizoen 2014/15 vond plaats op 29 juni 2014 onder leiding van trainer Peter Bosz. De aanwezige selectie-spelers zijn de keepers Room en Velthuizen, de verdedigers Achenteh, Van der Heijden, Kasjia, Kruiswijk, Leerdam en Mori, de middenvelders Bosz, Labyad, Pröpper en Vejinović en aanvallers Darri, Đurđević, Pedersen en Qazaishvili. Ook de jeugdspelers Diks, Ennali, Klein-Holte, Lelieveld en Mercan trainen mee. Denys Oliynyk ontbreekt omdat zijn werkvergunning pas per 1 juli ingaat en Renato Ibarra heeft nog vakantie na zijn deelname aan het WK voetbal in Brazilië. Het nieuwe thuistenue van Macron met de nieuwe shirtsponsor Truphone wordt bij deze eerste training gepresenteerd.
- Op 30 juni maakte Vitesse bekend dat Wallace Oliveira dos Santos voor één jaar wordt gehuurd van Chelsea.[3]

#### Juli
- Op 2 juli trainde Denys Oliynyk voor het eerst mee met de selectie.[4]
- Op 4 juli werd de eerste oefenwedstrijd tegen Cercle Brugge in Loenen met 1-1 gelijkgespeeld.[5]
- Op 7 juli werd bekend dat Bertrand Traoré opnieuw gehuurd wordt van Chelsea, voor de duur van één seizoen.[6]
- Op 11 juli keert Edward Sturing terug bij Vitesse; hij werd aangesteld als talent- en prestatiecoördinator bij de Vitesse Voetbal Academie en assistent-trainer bij Jong Vitesse.[7]
- Op 12 juli speelde Vitesse met 0-0 gelijk in een oefenwedstrijd in Driel tegen Sparta Rotterdam.[8] Vitesse speelt deze wedstrijd voor het eerst in het nieuwe thuistenue; daarnaast is Marvelous Nakamba aanwezig als toeschouwer, hij zal als testspeler meetrainen tijdens de voorbereiding.
- Op maandag 14 juli vertrok Vitesse voor een trainingskamp tot zaterdag 19 juli in Duitsland, in Regio Hannover.
- Op dinsdag 15 juli speelde Vitesse een oefenwedstrijd tegen VfL Osnabrück in Osnabrück met 2-2 gelijk.
- Op 16 juli meldde Bertrand Traoré zich voor het eerst weer op het trainingsveld.
- Op vrijdag 18 juli speelde Vitesse een oefenwedstrijd tegen Hertha BSC; de wedstrijd vindt plaats op een besloten locatie (Hotel Klosterpforte, Marienfeld) in verband met organisatorische en veiligheidsredenen.[9] In deze wedstrijd wordt niet gescoord: 0-0.
- Op 24 juli tekende aanvaller Abiola Dauda een driejarig contract.[10]
- Op 25 juli stonden Wallace en Dauda voor het eerst op het trainingsveld.[11]
- Op zaterdag 26 juli speelde Vitesse een oefenwedstrijd tegen Levante UD in Driel; ook deze vijfde oefenwedstrijd eindigt in een gelijkspel: 1-1.
- Op woensdag 30 juli verloor Vitesse een oefenwedstrijd van Chelsea in GelreDome met 1-3.

#### Augustus
- Op zondag 3 augustus won Vitesse een oefenwedstrijd tegen Bolton Wanderers met 0-1 in het Macron Stadium te Horwich; het is de eerste overwinning van het seizoen. Vitesse speelt voor het eerst in het nieuwe uittenue, bestaande uit de Airborne-kleuren blauw en maroon-rood.

### Competitie / Competitieseizoen
Eredivisie, verloop punten en stand:

| Speelronde         | 01 | 02 | 03 | 04 | 05 | 06 | 07 | 08 | 09 | 10 | 11 | 12 | 13 | 14 | 15 | 16 | 17 | 18 | 19 | 20 | 21 | 22 | 23 | 24 | 25 | 26 | 27 | 28 | 29 | 30 | 31 | 32 | 33 | 34 | Eindstand |
| ------------------ | -- | -- | -- | -- | -- | -- | -- | -- | -- | -- | -- | -- | -- | -- | -- | -- | -- | -- | -- | -- | -- | -- | -- | -- | -- | -- | -- | -- | -- | -- | -- | -- | -- | -- | --------- |
| Punten, speelronde | 0  | 1  | 0  | 0  | 3  | 1  | 3  | 3  | 3  | 1  | 0  | 1  | 0  | 1  | 1  | 1  | 3  | 0  | 0  | 3  | 3  | 3  | 3  | 3  | 3  | 1  | 3  | 3  | 1  | 3  | 3  | 0  | 3  | 1  | Eindstand |
| Punten, totaal     | 0  | 1  | 1  | 1  | 4  | 5  | 8  | 11 | 14 | 15 | 15 | 16 | 16 | 17 | 18 | 19 | 22 | 22 | 22 | 25 | 28 | 31 | 34 | 37 | 40 | 41 | 44 | 47 | 48 | 51 | 54 | 54 | 57 | 58 | 58        |
| Stand              | 17 | 14 | 17 | 17 | 17 | 17 | 13 | 11 | 7  | 7  | 11 | 11 | 12 | 11 | 11 | 12 | 10 | 12 | 12 | 10 | 9  | 8  | 7  | 7  | 5  | 6  | 5  | 5  | 5  | 4  | 4  | 5  | 5  | 5  | 4 *       |

0* Officiële eindstand, na de Play-offs.
Legenda:

Winst Gelijk Verlies
| Plaats     | Kwalificatie voor                                 |
| ---------- | ------------------------------------------------- |
| 1e         | Groepsfase Champions League                       |
| 2e         | Derde voorronde Champions League                  |
| 3e         | Derde voorronde Europa League                     |
| 4e t/m 7e  | Play-offs voor de derde voorronde Europa League   |
| 8e t/m 15e | –                                                 |
| 16e & 17e  | Play-offs tegen degradatie naar de Eerste divisie |
| 18e        | Degradatie naar de Eerste divisie                 |

#### Augustus
- Op zondag 10 augustus 2014 speelde Vitesse de eerste officiële wedstrijd van het seizoen, uit tegen Ajax in de Eredivisie. Vitesse verliest de wedstrijd met 4-1, waarbij Vejinović het Vitesse-doelpunt scoort. De wedstrijd is het debuut van Wallace Oliveira dos Santos, Arnold Kruiswijk en Denys Oliynyk.
- Op 11 augustus vertrok Marcus Pedersen naar SK Brann.[12]
- Op 13 augustus tekende Marvelous Nakamba een contract voor vier seizoenen, nadat hij al enkele weken op proef was bij de selectie.[13]
- Op zaterdag 16 augustus speelde Vitesse de eerste officiële thuiswedstrijd. In GelreDome wordt met 2-2 gelijkgespeeld tegen SC Cambuur, waarbij Labyad beide Vitesse-doelpunten voor zijn rekening neemt. De wedstrijd is het debuut van Abiola Dauda.
- Op 18 augustus maakte Vitesse bekend dat middenvelder Josh McEachran voor de duur van het seizoen 2014/15 gehuurd wordt van Chelsea.[14]
- Op zondag 24 augustus verloor Vitesse uit bij PEC Zwolle met 2-1; Pröpper maakte het Vitesse-doelpunt. De wedstrijd is het debuut van Kevin Diks en Josh McEachran.
- Op zondag 31 augustus verloor Vitesse uit bij koploper PSV met 2-0.

#### September
- Op zondag 14 september won Vitesse thuis van Excelsior met 3-1. Dauda maakte een perfect hattrick door met links, rechts en met het hoofd te scoren. Het was de eerste overwinning van Vitesse in een officiële wedstrijd sinds 8 maart. Aanvoerder Goeram Kasjia houdt een gebroken kleine teen over aan de wedstrijd en is daardoor enkele weken uitgeschakeld.[15]
- Op zaterdag 20 september speelde Vitesse thuis in de Airborne-duel met 1-1 gelijk tegen sc Heerenveen. Het Vitesse-doelpunt werd gemaakt door Pröpper.
- Op dinsdag 23 september won Vitesse met 1-2 uit tegen VVSB in de tweede ronde van de KNVB Beker. De Vitesse-doelpunten werden gemaakt door Traoré en Ibarra.
- Op zaterdag 27 september won Vitesse uit bij FC Dordrecht met 2-6. De Vitesse-doelpunten werden gemaakt door Qazaishvili (3x), Dauda, Oliynyk en Wallace. De wedstrijd is het debuut van Marvelous Nakamba. Kort voor aanvang van de wedstrijd raakte Pröpper geblesseerd waardoor Qazaishvili in de basis kon starten; Nakamba kon hierdoor plaatsnemen op de bank.

#### Oktober
- Op vrijdag 3 oktober won Vitesse thuis van ADO Den Haag met 6-1. De Vitesse-doelpunten werden gemaakt door Vejinović (3x), Leerdam (2x) en Timothy Derijck (eigen doelpunt). De wedstrijd is het debuut van Gino Bosz.
- Op zaterdag 18 oktober won Vitesse uit van Willem II met 1-4. De Vitesse-doelpunten werden gemaakt door Pröpper, Traoré, Oliynyk en Dauda.
- Op zaterdag 25 oktober speelde Vitesse thuis met 2-2 gelijk tegen NAC Breda. De beide Vitesse-doelpunten werden gemaakt door Vejinović. Wallace hield een gebroken middenhandsbeen aan de wedstrijd over.
- Op dinsdag 28 oktober won Vitesse thuis met 2-1 van FC Dordrecht in de derde ronde van de KNVB Beker.

#### November
- Op 2 november bracht Vitesse naar buiten dat de club over het seizoen 2013/2014 een nettoverlies heeft gemaakt van 4,4 miljoen euro.[16] Binnen de regels van het UEFA Finiancial Fair Play bedroeg het verlies over de drie afgelopen seizoenen samen 44 miljoen, net onder het maximaal toegestane plafond van 45 miljoen.
- Op zondag 2 november verloor Vitesse uit bij FC Utrecht met 3-1. Het Vitesse-doelpunt werd gemaakt door Pröpper. Kruiswijk kreeg in de 75e minuut zijn tweede gele kaart en dus rood.
- Op zondag 9 november speelde Vitesse thuis met 0-0 gelijk tegen Feyenoord. Voor het eerst sinds 1 maart 2014 hield Vitesse de nul in een officiële wedstrijd.
- Op zaterdag 22 november verloor Vitesse uit bij AZ met 1-0. Vitesse speelde met rouwbanden vanwege het overlijden van clubman en Zilveren Vitessenaar Willem van Reem.
- Op zaterdag 29 november speelde Vitesse thuis met 2-2 gelijk tegen Go Ahead Eagles, met de Vitesse-doelpunten op naam van Vejinović en Dauda. Deze wedstrijd is de 1000e Eredivisiewedstrijd van Vitesse.

#### December
- Op zondag 7 december speelde Vitesse thuis met 2-2 gelijk tegen FC Twente, met de Vitesse-doelpunten op naam van Vejinović en Van der Heijden. Aan het begin van de tweede helft krijgt Davy Pröpper een rode kaart voor het op onreglementaire wijze een tegenspeler beletten de bal te spelen waardoor een scoringskans teniet wordt gedaan.
- Op 8 december kreeg Davy Pröpper een straf van één wedstrijd schorsing voor zijn rode kaart tegen FC Twente.
- Op zondag 14 december speelde Vitesse uit met 1-1 gelijk tegen FC Groningen; Traoré maakte het Vitesse-doelpunt.
- Op donderdag 18 december won Vitesse met 0-4 uit bij Ajax in de achtste finale van de KNVB Beker; deze overwinning is een evenaring van de grootste thuisnederlaag ooit van Ajax. Traoré (2x), Labyad en Qazaishvili maakten de vier doelpunten voor Vitesse.
- Op zondag 21 december won Vitesse thuis met 3-0 van Heracles Almelo door doelpunten van Traoré (2x) en Labyad.

#### Januari
- Op 3 januari trainde de selectie voor het eerst in het jaar 2015.
- Van 5 t/m 10 januari verblijft de selectie in Orihuela-Costa (Alicante) voor een trainingskamp.[17] Afwezig zijn Arnold Kruiswijk (rugblessure) en Bertrand Traoré (Afrika Cup); de selectie werd aangevuld met Ewout Gouw, Elmo Lieftink en Tim Linthorst uit de beloften.
- Op 8 januari maakte Vitesse bekend dat Kevin Diks zijn contract had verlengd tot 2018.[18]
- Op vrijdag 9 januari verloor Vitesse een oefenwedstrijd van RSC Anderlecht met 0-5.
- Op zaterdag 17 januari verloor Vitesse thuis met 0-1 van koploper PSV. Dit is de eerste thuisnederlaag van het seizoen.
- Op zaterdag 24 januari verloor Vitesse uit met 4-1 van sc Heerenveen waarbij Kasjia het Vitesse-doelpunt maakte.
- Op woensdag 28 januari verloor Vitesse uit met 4-0 van FC Groningen in de kwartfinale van de KNVB Beker.

#### Februari
- Op zondag 1 februari won Vitesse thuis met 1-0 van Ajax; het doelpunt werd gemaakt door Đurđević.
- Op maandag 2 februari sloot de winterse transferperiode zonder één enkele transfer bij het eerste elftal. Bij de beloften vonden wel enkele mutaties plaats: Alvin Fortes, Mohamed Hamdaoui en Arsjak Korjan kwamen de selectie versterken en Brahim Darri vertrok naar Heracles Almelo.
- Op woensdag 4 februari won Vitesse uit van SC Cambuur met 0-2 op een besneeuwd veld. De doelpunten werden gemaakt door Qazaishvili en Oliynyk.
- Op zaterdag 7 februari won Vitesse uit van NAC Breda met 0-1 door een doelpunt van Traoré.
- Op 10 februari maakte Vitesse bekend dat Milot Rashica een driejarig contract heeft getekend, met ingang van seizoen 2015/'16.[19] Vitesse heeft daarnaast een optie voor verlenging met twee jaar.
- Op zaterdag 14 februari won Vitesse thuis van Willem II met 2-0 door doelpunten van Labyad en Traoré. Het is de vierde wedstrijd op rij die Vitesse wint en daarbij de nul houdt.
- Op donderdag 19 februari tekende Maikel van der Werff een vierjarig contract bij Vitesse, met ingang van 1 juli 2015.[20]
- Op zondag 22 februari won Vitesse uit van FC Twente met 1-2. Labyad en Qazaishvili maakten de Vitesse-doelpunten. Het is de vijfde winst op rij voor Vitesse.
- Op zaterdag 28 februari won Vitesse thuis van PEC Zwolle met 2-1. Traoré en Pröpper maakten de Vitesse-doelpunten. Vitesse is hiermee de eerste ploeg die 18 Eredivisie-punten weet te behalen in de maand februari.[21]

#### Maart
- Op zaterdag 7 maart speelde Vitesse met 1-1 gelijk uit tegen Heracles Almelo. Traoré maakte het Vitesse-doelpunt.
- Op donderdag 12 maart verlengde trainer Peter Bosz zijn contract met één jaar tot medio 2016.[22]
- Op vrijdag 13 maart won Vitesse thuis van AZ met 3-1. De Vitesse-doelpunten werden gemaakt door Traoré, Vejinović en Qazaishvili. Het doelpunt van Traoré is het 1500e Eredivisie-doelpunt van Vitesse.
- Op zaterdag 14 maart werd een borstbeeld van Theo Bos onthuld op het trainingscomplex op Papendal. Supporters hebben dit samen met de club mogelijk gemaakt.[23][24]
- Op zaterdag 21 maart won Vitesse uit bij Go Ahead Eagles met 0-2 door doelpunten van Labyad en Vejinović.
- Op woensdag 25 maart won Vitesse een besloten oefenduel in Loenen tegen K. Lierse SK met 3-1. De doelpuntenmakers voor Vitesse zijn Hamdaoui (2x) en Kruiswijk.
- Op maandag 30 maart gaf Vitesse duidelijkheid over de aflopende spelerscontracten; Jan-Arie van der Heijden en Dan Mori zullen aan het einde van het seizoen vertrekken, het contract van de verhuurde Robin Gosens is door het lichten van een optie verlengd en doelman Eloy Room heeft een aanbieding voor een nieuw contract gekregen.[25] Beloftenspelers Mohammed Osman en Elmo Lieftink zullen in het seizoen 2015/'16 in principe aansluiten bij het eerste elftal, als ze akkoord gaan met hun aangeboden contract.

#### April
- Op zaterdag 4 april speelde Vitesse thuis tegen FC Groningen met 1-1 gelijk. Het Vitesse-doelpunt kwam als eigen doelpunt op naam van Sergio Padt.
- Op donderdag 9 april maakte Vitesse bekend een principe-overeenkomst te hebben gesloten met Sheran Yeini van Maccabi Tel Aviv voor een vierjarig contract vanaf seizoen 2015/'16.[26]
- Op vrijdag 10 april werd Wallace vroeg in de ochtend door de politie opgepakt in het centrum van Arnhem; hij wordt dezelfde dag vrijgelaten en niet vervolgd. Wallace maakte geen deel uit van de wedstrijdselectie tegen Excelsior omdat hij zich kort voor de wedstrijd in het uitgaansleven bevond en daardoor de gedragscode voor spelers niet heeft nageleefd.[27]
- Op zaterdag 11 april won Vitesse uit bij Excelsior met 1-3. De Vitesse-doelpunten werden gemaakt door Traoré (2x) en Ibarra.
- Op zaterdag 18 april won Vitesse thuis van FC Dordrecht met 3-0, door doelpunten van Qazaishvili (2x) en Ibarra. Vitesse is 12 wedstrijden op rij ongeslagen en is na deze overwinning zeker van een top 7 klassering in de Eredivisie.
- Op 19 april maakte Vitesse bekend dat doelman Eloy Room zijn contract met drie jaar verlengde.[28]
- Op 20 april maakte Vitesse bekend dat de laatste formaliteiten met Sheran Yeini zijn afgehandeld; hij staat daarmee vanaf seizoen 2015/'16 onder contract.[29]
- Op vrijdag 24 april verloor Vitesse uit met 1-0 van ADO Den Haag. Een reeks van 12 ongeslagen wedstrijden is hiermee ten einde gekomen.

#### Mei
- Op 5 mei werd de officiële elftalfoto gemaakt bij het Airborne Museum in Oosterbeek.
- Op donderdag 7 mei werd de uitwedstrijd van Vitesse tegen Feyenoord van 10 mei verboden door de burgemeester Ahmed Aboutaleb van Rotterdam, omdat de reguliere politie-inzet niet beschikbaar was vanwege acties van de politiebond.[30] De wedstrijd wordt uitgesteld naar maandagavond 11 mei en is dus niet tegelijkertijd met de andere wedstrijden uit de 33e competitieronde.
- Op maandag 11 mei speelde Vitesse de één dag uitgestelde uitwedstrijd tegen Feyenoord. Vitesse won de wedstrijd met 1-4 met doelpunten van Qazaishvili, Van der Heijden, Achenteh en Labyad.
- Op vrijdag 15 mei werd Davy Pröpper opgeroepen voor het Nederlands elftal.
- Op zondag 17 mei speelde Vitesse thuis met 3-3 gelijk tegen FC Utrecht. Vitesse speelde deze wedstrijd eenmalig met maatschappelijk partner KWF Kankerbestrijding op de borst, in plaats van sponsor Truphone.[31] Vitesse heeft zich met een vijfde plaats na 34 wedstrijden geplaatst voor de Play-offs om Europees voetbal. Davy Pröpper werd na afloop van de wedstrijd uitgeroepen tot speler van het jaar.
- Op 18 mei begon officieel de voorbereidingen voor de bouw van het nieuwe supportershome van Supportersvereniging Vitesse.
- Op 21 mei maakte Vitesse bekend dat de officiële fanshop in de binnenstad van Arnhem met ingang van het seizoen 2015/16 zal worden gesloten en zal terugkeren naar GelreDome.
- Op donderdag 21 mei won Vitesse met 1-2 uit bij PEC Zwolle in de eerste wedstrijd van de halve finale van de Play-offs. De Vitesse-doelpunten werden gemaakt door Vejinović en Qazaishvili.
- Op 22 mei maakte Vitesse bekend dat jeugdspeler Elmo Lieftink vanaf het volgende seizoen aan de selectie van het eerste elftal zal worden toegevoegd.
- Op zondag 24 mei speelde Vitesse thuis met 1-1 gelijk tegen PEC Zwolle waardoor de finale van de Play-offs wordt bereikt. Traoré maakte het Vitesse-doelpunt.
- Op donderdag 28 mei speelde Vitesse uit tegen sc Heerenveen met 2-2 gelijk in de eerste wedstrijd van de finale van de Play-offs. De Vitesse-doelpunten werden gemaakt door Qazaishvili en Pröpper.
- Op 31 mei maakte Vitesse bekend dat het speelveld in GelreDome tijdens de zomerstop zal worden vervangen door een hybride natuurgrasveld met een kunstgras backing.[32] Ook op de trainingsaccommodatie zal dit hybride gras worden toegepast voor de A-selectie.
- Op zondag 31 mei won Vitesse thuis met 5-2 van sc Heerenveen waardoor Vitesse de Play-offs wint om het ticket voor de derde voorronde van de UEFA Europa League 2015/16. De Vitesse-doelpunten werden gemaakt door Kasjia, Vejinović, Pröpper, Labyad en Van der Heijden.

### Tenue
Vitesse speelde en trainde in het seizoen 2014/'15 voor het eerst in kleding van Macron. Op 18 maart 2014 werd een overeenkomst getekend waarmee Macron de nieuwe kledingsponsor van Vitesse werd voor de duur van vijf seizoenen.
Voorafgaand aan het seizoen werd een nieuwe hoofdsponsor gepresenteerd: Truphone. Er is een overeenkomst getekend voor drie seizoenen.
In de tweede seizoenshelft wordt er een rugsponsor toegevoegd aan het shirt: Smipe heeft zich voor 2,5 seizoenen verbonden aan Vitesse.
Het 'custom made' thuisshirt werd gepresenteerd bij de eerste training op 29 juni. Op 12 juli speelde Vitesse voor het eerst in het nieuwe thuistenue, in een oefenwedstrijd tegen Sparta Rotterdam.
Vanwege de 70e herdenking van de Slag om Arnhem in september 2014 speelde Vitesse de uitwedstrijden van het seizoen 2014/2015 in een Airborne-tenue met de Airborne-kleuren blauw en maroon-rood. Het shirt beeldt tevens een silhouet van de John Frostbrug af. In tegenstelling tot de afgelopen seizoenen waarin het thuistenue zo vaak mogelijk gedragen werd, zal in dit seizoen het uittenue zo vaak als mogelijk gedragen worden in de wedstrijden buiten Arnhem. Het uittenue werd voor het eerst gedragen op 3 augustus in de oefenwedstrijd tegen Bolton Wanderers in het Macron Stadium.
In de Airborne-wedstrijd thuis tegen sc Heerenveen op 20 september 2014 speelde Vitesse in een speciale versie van het Airborne-tenue, voor de 70e herdenking van de Slag om Arnhem. Op de rug zijn gouden cijfers en letters gebruikt en is de tekst Lest We Forget toegevoegd. De shirts werden na afloop geveild waarbij de opbrengst ten goede kwam aan de Stichting Airborne Herdenkingen.
In de thuiswedstrijd tegen FC Utrecht op 17 mei 2015 speelde Vitesse eenmalig met maatschappelijk partner KWF Kankerbestrijding op de borst, in plaats van sponsor Truphone.
| thuis | uit |

## Staf eerste elftal 2014/15

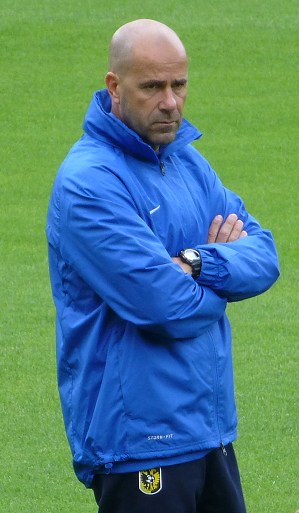
Hoofdtrainer Peter Bosz

Voorafgaand aan het seizoen vonden er een enkele wijziging plaats in de staf en werden contracten verlengd:
- Rob Maas werd aangetrokken om de vertrokken assistent-trainer Albert Capellas Herms ter vervangen; hij tekende voor twee seizoenen.[40]
- Specialistentrainer en trainer van Jong Vitesse John Lammers tekende een nieuw contract en blijft hierdoor twee jaar langer aan Vitesse verbonden.[41]
- Keeperstrainer Raimond van der Gouw verlengde zijn contract met drie seizoenen.[42]
- Loop- en conditietrainer Terry Peters en videoanalist Erwin Koenis tekenden voor twee seizoenen bij.[43]
- In maart 2015 verlengde trainer Peter Bosz zijn contract met één jaar tot medio 2016.[22]

Overzicht trainersstaf

|                    | Naam                 | Functie                  | Contract tot |
| ------------------ | -------------------- | ------------------------ | ------------ |
| Vlag van Nederland | Peter Bosz           | Hoofdtrainer/Coach       | 30 juni 2016 |
| Vlag van Nederland | Hendrie Krüzen       | Assistent-trainer        | 30 juni 2015 |
| Vlag van Nederland | Rob Maas             | Assistent-trainer        | 30 juni 2016 |
| Vlag van Nederland | John Lammers         | Assistent-trainer        | 30 juni 2016 |
| Vlag van Nederland | Raimond van der Gouw | Keeperstrainer           | 30 juni 2017 |
| Vlag van Nederland | Terry Peters         | Loop- en conditietrainer | 30 juni 2016 |

Overige staf

|                    | Naam            | Functie                                    |
| ------------------ | --------------- | ------------------------------------------ |
| Vlag van Nederland | Erwin Koenis    | Videoanalist                               |
| Vlag van Nederland | Jos Kortekaas   | Coördinator medische staf / fysiotherapeut |
| Vlag van Nederland | Leo Heere       | Clubarts                                   |
| Vlag van Nederland | Jasper Steens   | Fysiotherapeut                             |
| Vlag van Nederland | Mark Hendriks   | Masseur                                    |
| Vlag van Nederland | Mirjam Clifford | Teammanager                                |
| Vlag van Nederland | Marco Kamphuis  | Materiaalman                               |
| Vlag van Nederland | Frits Hartemink | Materiaalman                               |

## Selectie in het seizoen 2014/15
Tot de selectie 2014/15 worden alle spelers gerekend die gedurende (een deel van) het seizoen tot de selectie van het eerste elftal hebben behoord volgens de clubwebsite, dus ook als ze bijvoorbeeld geen wedstrijd gespeeld hebben of tijdens het seizoen zijn vertrokken naar een andere club. De spelers van Jong Vitesse worden hier ook tot de selectie gerekend, als ze bij minimaal 1 officiële wedstrijd van het eerste elftal tot de wedstrijdselectie behoorden.

### Selectie
| Nr.             |                                       | Naam                        | Contract        | Geboortedatum    | Seizoen         | Vorige club                       | Debuut            |
| Doelverdediging | Doelverdediging                       | Doelverdediging             | Doelverdediging | Doelverdediging  | Doelverdediging | Doelverdediging                   | Doelverdediging   |
| --------------- | ------------------------------------- | --------------------------- | --------------- | ---------------- | --------------- | --------------------------------- | ----------------- |
| 48              | Vlag van Nederland                    | Jeroen Houwen*1             | 2018            | 18 februari 1996 | 2e              | Vitesse Voetbal Academie          | –                 |
| 01              | Vlag van Nederland · Vlag van Curaçao | Eloy Room                   | 2018            | 6 februari 1989  | 7e              | Go Ahead Eagles (verhuur Vitesse) | 8 maart 2009      |
| 22              | Vlag van Nederland                    | Piet Velthuizen             | 2016            | 3 november 1986  | 9e              | Hércules Alicante                 | 31 december 2006  |
| Verdediging     |                                       |                             |                 |                  |                 |                                   |                   |
| 35              | Vlag van Marokko · Vlag van Nederland | Rochdi Achenteh             | 2016            | 7 maart 1988     | 2e              | PEC Zwolle                        | 23 februari 2014  |
| 40              | Vlag van Nederland                    | Kevin Diks*2                | 2018            | 6 oktober 1996   | 1e              | Vitesse Voetbal Academie          | 24 augustus 2014  |
| 23              | Vlag van Nederland                    | Jan-Arie van der Heijden    | 2015            | 3 maart 1988     | 4e              | Ajax                              | 20 augustus 2011  |
| 37              | Vlag van Georgië                      | Goeram Kasjia               | 2016            | 7 april 1987     | 5e              | FC Dinamo Tbilisi                 | 18 september 2010 |
| 15              | Vlag van Nederland                    | Arnold Kruiswijk            | 2017            | 2 november 1984  | 1e              | sc Heerenveen                     | 10 augustus 2014  |
| 05              | Vlag van Nederland                    | Kelvin Leerdam              | 2017            | 24 juni 1990     | 2e              | Feyenoord                         | 1 augustus 2013   |
| 03              | Vlag van Israël                       | Dan Mori                    | 2015            | 8 november 1988  | 3e              | Bnei Jehoeda Tel Aviv             | 16 september 2012 |
| 02              | Vlag van Brazilië                     | Wallace Oliveira dos Santos | 2015            | 1 mei 1994       | 1e              | Chelsea FC                        | 10 augustus 2014  |
| Middenveld      |                                       |                             |                 |                  |                 |                                   |                   |
| 25              | Vlag van Nederland                    | Gino Bosz                   | 2016            | 23 april 1993    | 2e              | Vitesse Voetbal Academie          | 3 oktober 2014    |
| 20              | Vlag van Marokko · Vlag van Nederland | Zakaria Labyad              | 2015            | 9 maart 1993     | 2e              | Sporting Lissabon                 | 18 januari 2014   |
| 06              | Vlag van Engeland                     | Josh McEachran              | 2015            | 1 maart 1993     | 1e              | Chelsea FC                        | 24 augustus 2014  |
| 18              | Vlag van Zimbabwe                     | Marvelous Nakamba           | 2018            | 19 januari 1994  | 1e              | AS Nancy                          | 27 september 2014 |
| 10              | Vlag van Nederland                    | Davy Pröpper                | 2017            | 2 september 1991 | 6e              | Vitesse Voetbal Academie          | 17 januari 2010   |
| 07              | Vlag van Nederland                    | Marko Vejinović             | 2017            | 3 februari 1990  | 2e              | Heracles Almelo                   | 1 augustus 2013   |
| Aanval          |                                       |                             |                 |                  |                 |                                   |                   |
| 14              | Vlag van Nigeria · Vlag van Zweden    | Abiola Dauda                | 2017            | 3 februari 1988  | 1e              | Rode Ster Belgrado                | 16 augustus 2014  |
| 09              | Vlag van Servië                       | Uroš Đurđević               | 2018            | 2 maart 1994     | 2e              | FK Rad                            | 7 februari 2014   |
| 30              | Vlag van Ecuador                      | Renato Ibarra               | 2016            | 20 januari 1991  | 4e              | Club Deportivo El Nacional        | 27 november 2011  |
| 11              | Vlag van Oekraïne                     | Denys Oliynyk               | 2016            | 16 juni 1987     | 1e              | Dnipro Dnipropetrovsk             | 10 augustus 2014  |
| 08              | Vlag van Georgië                      | Valeri Qazaishvili          | 2018            | 29 januari 1993  | 4e              | Sioni Bolnisi                     | 27 november 2011  |
| 27              | Vlag van Burkina Faso                 | Bertrand Traoré             | 2015            | 6 september 1995 | 2e              | Chelsea FC                        | 26 januari 2014   |

### Internationals
Internationals uit de selectie, opgeroepen in het seizoen 2014/15:
| Naam               | Team                              |
| ------------------ | --------------------------------- |
| Rochdi Achenteh    | Marokkaans voetbalelftal          |
| Kevin Diks         | Nederlands voetbalelftal onder 19 |
| Uroš Đurđević      | Servisch voetbalelftal onder 21   |
| Jeroen Houwen      | Nederlands voetbalelftal onder 19 |
| Renato Ibarra      | Ecuadoraans voetbalelftal         |
| Goeram Kasjia      | Georgisch voetbalelftal           |
| Zakaria Labyad     | Marokkaans voetbalelftal          |
| Marvelous Nakamba  | Zimbabwaans voetbalelftal         |
| Denys Oliynyk      | Oekraïens voetbalelftal           |
| Davy Pröpper       | Nederlands voetbalelftal          |
| Valeri Qazaishvili | Georgisch voetbalelftal           |
| Eloy Room          | Curaçaos voetbalelftal            |
| Bertrand Traoré    | Burkinees voetbalelftal           |

### Statistieken
Legenda
| - W Wedstrijden - Doelpunten | - Gele kaarten (inclusief 2× geel) - 2× gele kaart in 1 wedstrijd - Rode kaarten (inclusief 2× geel) | - B Bankzitter, zonder speeltijd |

| Naam                        | Eredivisie      | Eredivisie      | Eredivisie      | Eredivisie      | Eredivisie      | Eredivisie      |                 | KNVB Beker | KNVB Beker | KNVB Beker | KNVB Beker | KNVB Beker | KNVB Beker |           | Play-offs | Play-offs | Play-offs | Play-offs | Play-offs | Play-offs |        | Totaal | Totaal | Totaal | Totaal | Totaal | Totaal |
| Naam                        | W               |                 |                 |                 |                 | B               |                 | W          |            |            |            |            | B          |           | W         |           |           |           |           | B         |        | W      |        |        |        |        | B      |
| Doelverdediging             | Doelverdediging | Doelverdediging | Doelverdediging | Doelverdediging | Doelverdediging | Doelverdediging | Doelverdediging |            |            |            |            |            |            |           |           |           |           |           |           |           |        |        |        |        |        |        |        |
| --------------------------- | --------------- | --------------- | --------------- | --------------- | --------------- | --------------- | --------------- | ---------- | ---------- | ---------- | ---------- | ---------- | ---------- | --------- | --------- | --------- | --------- | --------- | --------- | --------- | ------ | ------ | ------ | ------ | ------ | ------ | ------ |
| Jeroen Houwen               | 0               | 0               | 0               | 0               | 0               | 11              |                 | 0          | 0          | 0          | 0          | 0          | 1          |           | 0         | 0         | 0         | 0         | 0         | 0         |        | 0      | 0      | 0      | 0      | 0      | 12     |
| Eloy Room                   | 23              | 0               | 0               | 0               | 0               | 10              |                 | 3          | 0          | 0          | 0          | 0          | 1          |           | 4         | 0         | 0         | 0         | 0         | 0         |        | 30     | 0      | 0      | 0      | 0      | 11     |
| Piet Velthuizen             | 11              | 0               | 1               | 0               | 0               | 13              |                 | 1          | 0          | 0          | 0          | 0          | 2          |           | 0         | 0         | 0         | 0         | 0         | 4         |        | 12     | 0      | 1      | 0      | 0      | 19     |
| Verdediging                 |                 |                 |                 |                 |                 |                 |                 |            |            |            |            |            |            |           |           |           |           |           |           |           |        |        |        |        |        |        |        |
| Rochdi Achenteh             | 33              | 1               | 4               | 0               | 0               | 1               |                 | 4          | 0          | 1          | 0          | 0          | 0          |           | 4         | 0         | 0         | 0         | 0         | 0         |        | 41     | 1      | 5      | 0      | 0      | 1      |
| Kevin Diks                  | 22              | 0               | 4               | 0               | 0               | 11              |                 | 4          | 0          | 1          | 0          | 0          | 0          |           | 4         | 0         | 1         | 0         | 0         | 0         |        | 30     | 0      | 6      | 0      | 0      | 11     |
| Jan-Arie van der Heijden    | 32              | 2               | 5               | 0               | 0               | 1               |                 | 4          | 0          | 1          | 0          | 0          | 0          |           | 4         | 1         | 1         | 0         | 0         | 0         |        | 40     | 3      | 7      | 0      | 0      | 1      |
| Goeram Kasjia               | 26              | 1               | 7               | 0               | 0               | 2               |                 | 2          | 0          | 0          | 0          | 1          | 0          |           | 4         | 1         | 1         | 0         | 0         | 0         |        | 32     | 2      | 8      | 0      | 1      | 2      |
| Arnold Kruiswijk            | 16              | 0               | 3               | 1               | 1               | 3               |                 | 2          | 0          | 0          | 0          | 0          | 0          |           | 0         | 0         | 0         | 0         | 0         | 4         |        | 18     | 0      | 3      | 1      | 1      | 7      |
| Kelvin Leerdam              | 20              | 2               | 2               | 0               | 0               | 9               |                 | 3          | 0          | 0          | 0          | 0          | 0          |           | 0         | 0         | 0         | 0         | 0         | 0         |        | 23     | 2      | 2      | 0      | 0      | 9      |
| Dan Mori                    | 6               | 0               | 2               | 0               | 0               | 19              |                 | 1          | 0          | 0          | 0          | 0          | 2          |           | 1         | 0         | 1         | 0         | 0         | 3         |        | 8      | 0      | 3      | 0      | 0      | 24     |
| Wallace Oliveira dos Santos | 18              | 1               | 7               | 0               | 0               | 7               |                 | 1          | 0          | 0          | 0          | 0          | 1          |           | 4         | 0         | 2         | 0         | 0         | 0         |        | 23     | 1      | 9      | 0      | 0      | 8      |
| Middenveld                  |                 |                 |                 |                 |                 |                 |                 |            |            |            |            |            |            |           |           |           |           |           |           |           |        |        |        |        |        |        |        |
| Gino Bosz                   | 1               | 0               | 0               | 0               | 0               | 12              |                 | 0          | 0          | 0          | 0          | 0          | 2          |           | 0         | 0         | 0         | 0         | 0         | 0         |        | 1      | 0      | 0      | 0      | 0      | 14     |
| Zakaria Labyad              | 29              | 8               | 4               | 0               | 0               | 0               |                 | 2          | 1          | 1          | 0          | 0          | 0          |           | 4         | 1         | 1         | 0         | 0         | 0         |        | 35     | 10     | 6      | 0      | 0      | 0      |
| Josh McEachran              | 15              | 0               | 1               | 0               | 0               | 12              |                 | 2          | 0          | 0          | 0          | 0          | 1          |           | 4         | 0         | 0         | 0         | 0         | 0         |        | 21     | 0      | 1      | 0      | 0      | 13     |
| Marvelous Nakamba           | 6               | 0               | 1               | 0               | 0               | 10              |                 | 0          | 0          | 0          | 0          | 0          | 3          |           | 2         | 0         | 0         | 0         | 0         | 2         |        | 8      | 0      | 1      | 0      | 0      | 15     |
| Davy Pröpper                | 30              | 5               | 5               | 0               | 1               | 0               |                 | 4          | 0          | 2          | 0          | 0          | 0          |           | 4         | 2         | 1         | 0         | 0         | 0         |        | 38     | 7      | 8      | 0      | 1      | 0      |
| Marko Vejinović             | 31              | 10              | 5               | 0               | 0               | 1               |                 | 4          | 1          | 1          | 0          | 0          | 0          |           | 4         | 2         | 1         | 0         | 0         | 0         |        | 39     | 13     | 7      | 0      | 0      | 1      |
| Aanval                      |                 |                 |                 |                 |                 |                 |                 |            |            |            |            |            |            |           |           |           |           |           |           |           |        |        |        |        |        |        |        |
| Abiola Dauda                | 16              | 6               | 1               | 0               | 0               | 9               |                 | 2          | 0          | 0          | 0          | 0          | 2          |           | 0         | 0         | 0         | 0         | 0         | 0         |        | 18     | 6      | 1      | 0      | 0      | 11     |
| Uroš Đurđević               | 17              | 1               | 1               | 0               | 0               | 8               |                 | 1          | 0          | 1          | 0          | 0          | 2          |           | 1         | 0         | 0         | 0         | 0         | 3         |        | 19     | 1      | 2      | 0      | 0      | 13     |
| Renato Ibarra               | 23              | 2               | 2               | 0               | 0               | 3               |                 | 3          | 1          | 0          | 0          | 0          | 1          |           | 2         | 0         | 0         | 0         | 0         | 0         |        | 28     | 3      | 2      | 0      | 0      | 4      |
| Denys Oliynyk               | 30              | 3               | 2               | 0               | 0               | 1               |                 | 2          | 1          | 0          | 0          | 0          | 1          |           | 1         | 0         | 0         | 0         | 0         | 1         |        | 33     | 4      | 2      | 0      | 0      | 3      |
| Valeri Qazaishvili          | 33              | 9               | 0               | 0               | 0               | 1               |                 | 3          | 1          | 0          | 0          | 0          | 1          |           | 4         | 2         | 0         | 0         | 0         | 0         |        | 40     | 12     | 0      | 0      | 0      | 2      |
| Bertrand Traoré             | 29              | 13              | 5               | 0               | 0               | 1               |                 | 3          | 3          | 0          | 0          | 0          | 0          |           | 4         | 1         | 0         | 0         | 0         | 0         |        | 36     | 17     | 5      | 0      | 0      | 1      |
| Totaal                      | 34              | 66              | 62              | 1               | 2               | 145             |                 | 4          | 8          | 8          | 0          | 1          | 20         |           | 4         | 10        | 9         | 0         | 0         | 17        |        | 42     | 84     | 79     | 1      | 3      | 182    |
|                             | W               |                 |                 |                 |                 | B               |                 | W          |            |            |            |            | B          |           | W         |           |           |           |           | B         |        | W      |        |        |        |        | B      |
| Eredivisie                  | Eredivisie      | Eredivisie      | Eredivisie      | Eredivisie      | Eredivisie      |                 | KNVB Beker      | KNVB Beker | KNVB Beker | KNVB Beker | KNVB Beker | KNVB Beker |            | Play-offs | Play-offs | Play-offs | Play-offs | Play-offs | Play-offs |           | Totaal | Totaal | Totaal | Totaal | Totaal | Totaal |        |

#### Topscorers
Legenda
- Doelpunten (inclusief strafschoppen)
- Waarvan strafschoppen

| Nr.                         | Naam                        | Doelpunt(en) | Gescoord met penalty |
| --------------------------- | --------------------------- | ------------ | -------------------- |
| 1                           | Bertrand Traoré             | 13           | 0                    |
| 2                           | Marko Vejinović             | 10           | 4                    |
| 3                           | Valeri Qazaishvili          | 9            | 0                    |
| 4                           | Zakaria Labyad              | 8            | 1                    |
| 5                           | Abiola Dauda                | 6            | 0                    |
| 6                           | Davy Pröpper                | 5            | 0                    |
| 7                           | Denys Oliynyk               | 3            | 0                    |
| 8                           | Jan-Arie van der Heijden    | 2            | 0                    |
| 8                           | Renato Ibarra               | 2            | 0                    |
| 8                           | Kelvin Leerdam              | 2            | 0                    |
| 11                          | Rochdi Achenteh             | 1            | 0                    |
| 11                          | Uroš Đurđević               | 1            | 0                    |
| 11                          | Goeram Kasjia               | 1            | 0                    |
| 11                          | Wallace Oliveira dos Santos | 1            | 0                    |
| Eigen doelpunt tegenstander | Eigen doelpunt tegenstander | 2            | 0                    |
| Totaal                      | Totaal                      | 66           | 5                    |

| Nr.    | Naam               | Doelpunt(en) | Gescoord met penalty |
| ------ | ------------------ | ------------ | -------------------- |
| 1      | Bertrand Traoré    | 3            | 0                    |
| 2      | Renato Ibarra      | 1            | 0                    |
| 2      | Zakaria Labyad     | 1            | 0                    |
| 2      | Denys Oliynyk      | 1            | 0                    |
| 2      | Valeri Qazaishvili | 1            | 0                    |
| 2      | Marko Vejinović    | 1            | 1                    |
| Totaal | Totaal             | 8            | 1                    |

| Nr.    | Naam                     | Doelpunt(en) | Gescoord met penalty |
| ------ | ------------------------ | ------------ | -------------------- |
| 1      | Davy Pröpper             | 2            | 0                    |
| 1      | Valeri Qazaishvili       | 2            | 0                    |
| 1      | Marko Vejinović          | 2            | 1                    |
| 4      | Jan-Arie van der Heijden | 1            | 0                    |
| 4      | Goeram Kasjia            | 1            | 0                    |
| 4      | Zakaria Labyad           | 1            | 0                    |
| 4      | Bertrand Traoré          | 1            | 0                    |
| Totaal | Totaal                   | 10           | 1                    |

| Nr.                         | Naam                        | Doelpunt(en) | Gescoord met penalty |
| --------------------------- | --------------------------- | ------------ | -------------------- |
| 1                           | Bertrand Traoré             | 17           | 0                    |
| 2                           | Marko Vejinović             | 13           | 6                    |
| 3                           | Valeri Qazaishvili          | 12           | 0                    |
| 4                           | Zakaria Labyad              | 10           | 1                    |
| 5                           | Davy Pröpper                | 7            | 0                    |
| 6                           | Abiola Dauda                | 6            | 0                    |
| 7                           | Denys Oliynyk               | 4            | 0                    |
| 8                           | Jan-Arie van der Heijden    | 3            | 0                    |
| 8                           | Renato Ibarra               | 3            | 0                    |
| 10                          | Goeram Kasjia               | 2            | 0                    |
| 10                          | Kelvin Leerdam              | 2            | 0                    |
| 12                          | Rochdi Achenteh             | 1            | 0                    |
| 12                          | Uroš Đurđević               | 1            | 0                    |
| 12                          | Wallace Oliveira dos Santos | 1            | 0                    |
| Eigen doelpunt tegenstander | Eigen doelpunt tegenstander | 2            | 0                    |
| Totaal                      | Totaal                      | 84           | 7                    |

| Nr.    | Naam             | Doelpunt(en) | Gescoord met penalty |
| ------ | ---------------- | ------------ | -------------------- |
| 1      | Mohamed Hamdaoui | 2            | 0                    |
| 1      | Zakaria Labyad   | 2            | 1                    |
| 3      | Uroš Đurđević    | 1            | 0                    |
| 3      | Arnold Kruiswijk | 1            | 0                    |
| 3      | Marcus Pedersen  | 1            | 0                    |
| 3      | Davy Pröpper     | 1            | 0                    |
| 3      | Marko Vejinović  | 1            | 0                    |
| Totaal | Totaal           | 9            | 1                    |

#### Opstelling: basis, wissels & bank
| Naam                        | Wedstr. | Basis | In | Uit | Bank | Min. |
| --------------------------- | ------- | ----- | -- | --- | ---- | ---- |
| Jeroen Houwen               | 0       | 0     | 0  | 0   | 11   | 0    |
| Eloy Room                   | 23      | 23    | 0  | 0   | 10   | 2070 |
| Piet Velthuizen             | 11      | 11    | 0  | 0   | 13   | 990  |
| Rochdi Achenteh             | 33      | 30    | 3  | 2   | 1    | 2706 |
| Kevin Diks                  | 22      | 20    | 2  | 2   | 11   | 1808 |
| Jan-Arie van der Heijden    | 32      | 32    | 0  | 2   | 1    | 2832 |
| Goeram Kasjia               | 26      | 24    | 2  | 1   | 2    | 2199 |
| Arnold Kruiswijk            | 16      | 13    | 3  | 2   | 3    | 1161 |
| Kelvin Leerdam              | 20      | 14    | 6  | 6   | 9    | 1267 |
| Dan Mori                    | 6       | 3     | 3  | 0   | 19   | 323  |
| Wallace Oliveira dos Santos | 18      | 13    | 5  | 2   | 7    | 1177 |
| Gino Bosz                   | 1       | 0     | 1  | 0   | 12   | 0    |
| Zakaria Labyad              | 29      | 24    | 5  | 10  | 0    | 2086 |
| Josh McEachran              | 15      | 7     | 8  | 3   | 12   | 680  |
| Marvelous Nakamba           | 6       | 0     | 6  | 0   | 10   | 91   |
| Davy Pröpper                | 30      | 30    | 0  | 3   | 0    | 2587 |
| Marko Vejinović             | 31      | 31    | 0  | 7   | 1    | 2726 |
| Abiola Dauda                | 16      | 11    | 5  | 7   | 9    | 936  |
| Uroš Đurđević               | 17      | 1     | 16 | 0   | 8    | 302  |
| Renato Ibarra               | 23      | 11    | 12 | 4   | 3    | 1114 |
| Denys Oliynyk               | 30      | 22    | 8  | 11  | 1    | 2026 |
| Valeri Qazaishvili          | 33      | 27    | 6  | 11  | 1    | 2364 |
| Bertrand Traoré             | 29      | 27    | 2  | 20  | 1    | 2159 |

| Naam                        | Wedstr. | Basis | In | Uit | Bank | Min. |
| --------------------------- | ------- | ----- | -- | --- | ---- | ---- |
| Jeroen Houwen               | 0       | 0     | 0  | 0   | 1    | 0    |
| Eloy Room                   | 3       | 3     | 0  | 0   | 1    | 270  |
| Piet Velthuizen             | 1       | 1     | 0  | 0   | 2    | 90   |
| Rochdi Achenteh             | 4       | 4     | 0  | 0   | 0    | 360  |
| Kevin Diks                  | 4       | 3     | 1  | 1   | 0    | 336  |
| Jan-Arie van der Heijden    | 4       | 4     | 0  | 0   | 0    | 360  |
| Goeram Kasjia               | 2       | 2     | 0  | 0   | 0    | 151  |
| Arnold Kruiswijk            | 2       | 2     | 0  | 0   | 0    | 180  |
| Kelvin Leerdam              | 3       | 1     | 2  | 0   | 0    | 121  |
| Dan Mori                    | 1       | 0     | 1  | 0   | 2    | 19   |
| Wallace Oliveira dos Santos | 1       | 1     | 0  | 1   | 1    | 5    |
| Gino Bosz                   | 0       | 0     | 0  | 0   | 2    | 0    |
| Zakaria Labyad              | 2       | 2     | 0  | 0   | 0    | 180  |
| Josh McEachran              | 2       | 1     | 1  | 0   | 1    | 114  |
| Marvelous Nakamba           | 0       | 0     | 0  | 0   | 3    | 0    |
| Davy Pröpper                | 4       | 4     | 0  | 1   | 0    | 350  |
| Marko Vejinović             | 4       | 4     | 0  | 0   | 0    | 360  |
| Abiola Dauda                | 2       | 2     | 0  | 1   | 2    | 153  |
| Uroš Đurđević               | 1       | 1     | 0  | 0   | 2    | 90   |
| Renato Ibarra               | 3       | 2     | 1  | 0   | 1    | 199  |
| Denys Oliynyk               | 2       | 2     | 0  | 1   | 1    | 161  |
| Valeri Qazaishvili          | 3       | 2     | 1  | 1   | 1    | 186  |
| Bertrand Traoré             | 3       | 3     | 0  | 1   | 0    | 246  |

Play-offs:

| Naam                        | Wedstr. | Basis | In | Uit | Bank | Min. |
| --------------------------- | ------- | ----- | -- | --- | ---- | ---- |
| Jeroen Houwen               | 0       | 0     | 0  | 0   | 0    | 0    |
| Eloy Room                   | 4       | 4     | 0  | 0   | 0    | 360  |
| Piet Velthuizen             | 0       | 0     | 0  | 0   | 4    | 0    |
| Rochdi Achenteh             | 4       | 4     | 0  | 0   | 0    | 360  |
| Kevin Diks                  | 4       | 4     | 0  | 1   | 0    | 316  |
| Jan-Arie van der Heijden    | 4       | 4     | 0  | 0   | 0    | 360  |
| Goeram Kasjia               | 4       | 4     | 0  | 0   | 0    | 360  |
| Arnold Kruiswijk            | 0       | 0     | 0  | 0   | 4    | 0    |
| Kelvin Leerdam              | 0       | 0     | 0  | 0   | 0    | 0    |
| Dan Mori                    | 1       | 0     | 1  | 0   | 3    | 44   |
| Wallace Oliveira dos Santos | 4       | 2     | 2  | 0   | 0    | 230  |
| Gino Bosz                   | 0       | 0     | 0  | 0   | 0    | 0    |
| Zakaria Labyad              | 4       | 4     | 0  | 4   | 0    | 306  |
| Josh McEachran              | 4       | 4     | 0  | 4   | 0    | 251  |
| Marvelous Nakamba           | 2       | 0     | 2  | 0   | 2    | 3    |
| Davy Pröpper                | 4       | 4     | 0  | 0   | 0    | 360  |
| Marko Vejinović             | 4       | 0     | 4  | 0   | 0    | 109  |
| Abiola Dauda                | 0       | 0     | 0  | 0   | 0    | 0    |
| Uroš Đurđević               | 1       | 0     | 1  | 0   | 3    | 2    |
| Renato Ibarra               | 2       | 2     | 0  | 1   | 0    | 180  |
| Denys Oliynyk               | 1       | 0     | 1  | 0   | 1    | 1    |
| Valeri Qazaishvili          | 4       | 4     | 0  | 0   | 0    | 360  |
| Bertrand Traoré             | 4       | 4     | 0  | 1   | 0    | 358  |

#### Kaarten & schorsingen
Legenda
| - Gele kaarten (inclusief 2× geel) - 2× gele kaart in 1 wedstrijd |  | - Rode kaarten (inclusief 2× geel) - Geschorste wedstrijden |

| Naam                          | Gele kaart(en) | Twee gele kaarten in één wedstrijd | Rode kaart(en) | Geschorste wedstrijd(en) |
| ----------------------------- | -------------- | ---------------------------------- | -------------- | ------------------------ |
| Goeram Kasjia*4*5             | 7              | 0                                  | 0              | 2                        |
| Wallace Oliveira dos Santos*5 | 7              | 0                                  | 0              | 1                        |
| Davy Pröpper*2                | 5              | 0                                  | 1              | 2                        |
| Jan-Arie van der Heijden      | 5              | 0                                  | 0              | 1                        |
| Bertrand Traoré               | 5              | 0                                  | 0              | 1                        |
| Marko Vejinović               | 5              | 0                                  | 0              | 1                        |
| Rochdi Achenteh               | 4              | 0                                  | 0              | 0                        |
| Kevin Diks                    | 4              | 0                                  | 0              | 0                        |
| Zakaria Labyad                | 4              | 0                                  | 0              | 0                        |
| Arnold Kruiswijk              | 3              | 1                                  | 1              | 1                        |
| Renato Ibarra*5               | 2              | 0                                  | 0              | 0                        |
| Kelvin Leerdam*1              | 2              | 0                                  | 0              | 0                        |
| Dan Mori                      | 2              | 0                                  | 0              | 0                        |
| Denys Oliynyk                 | 2              | 0                                  | 0              | 0                        |
| Abiola Dauda                  | 1              | 0                                  | 0              | 0                        |
| Uroš Đurđević                 | 1              | 0                                  | 0              | 0                        |
| Josh McEachran*5              | 1              | 0                                  | 0              | 0                        |
| Marvelous Nakamba             | 1              | 0                                  | 0              | 0                        |
| Piet Velthuizen               | 1              | 0                                  | 0              | 0                        |

| Naam                     | Gele kaart(en) | Twee gele kaarten in één wedstrijd | Rode kaart(en) | Geschorste wedstrijd(en) |
| ------------------------ | -------------- | ---------------------------------- | -------------- | ------------------------ |
| Davy Pröpper*3           | 2              | 0                                  | 0              | 0                        |
| Rochdi Achenteh          | 1              | 0                                  | 0              | 0                        |
| Kevin Diks               | 1              | 0                                  | 0              | 0                        |
| Uroš Đurđević            | 1              | 0                                  | 0              | 0                        |
| Jan-Arie van der Heijden | 1              | 0                                  | 0              | 0                        |
| Zakaria Labyad           | 1              | 0                                  | 0              | 0                        |
| Marko Vejinović          | 1              | 0                                  | 0              | 0                        |
| Goeram Kasjia*4          | 0              | 0                                  | 1              | 0                        |

| Naam                          | Gele kaart(en) | Twee gele kaarten in één wedstrijd | Rode kaart(en) | Geschorste wedstrijd(en) |
| ----------------------------- | -------------- | ---------------------------------- | -------------- | ------------------------ |
| Wallace Oliveira dos Santos*7 | 2              | 0                                  | 0              | 0                        |
| Kevin Diks                    | 1              | 0                                  | 0              | 0                        |
| Jan-Arie van der Heijden      | 1              | 0                                  | 0              | 0                        |
| Goeram Kasjia                 | 1              | 0                                  | 0              | 0                        |
| Zakaria Labyad*8              | 1              | 0                                  | 0              | 0                        |
| Dan Mori                      | 1              | 0                                  | 0              | 0                        |
| Davy Pröpper                  | 1              | 0                                  | 0              | 0                        |
| Marko Vejinović               | 1              | 0                                  | 0              | 0                        |
| Kelvin Leerdam*6              | 0              | 0                                  | 0              | 1                        |

*2 Davy Pröpper kreeg één wedstrijd schorsing als straf voor zijn rode kaart in de wedstrijd tegen FC Twente op 7 december 2014.

*3 Davy Pröpper kreeg een twee gele kaarten in het bekertoernooi; de schorsing van één bekerduel nam hij mee naar het volgende seizoen.

*4 Goeram Kasjia kreeg een rode kaart in de bekerwedstrijd tegen FC Groningen op 28 januari 2015; hij kreeg hiervoor één wedstrijd schorsing die hij in de competitie uitzat.

*5 Speler kreeg een gele kaart in de laatste twee speelronden (deze kaart ging mee naar het volgende seizoen).

*6 Leerdam had nog een schorsing van één play-off-wedstrijd staan uit het seizoen 2013/2014.

*7 Wallace kreeg twee gele kaarten in de Play-offs; de schorsing van één play-off-wedstrijd ging mee naar volgend(e) seizoen(en).

*8 Zakaria Labyad kreeg een schorsing van vier wedstrijden voor het trappen van een tegenspeler in de play-off-wedstrijd tegen sc Heerenveen op 31 mei 2015; deze schorsing ging mee naar volgend(e) seizoen(en).
De in het seizoen 2014/15 gegeven kaarten in officiële wedstrijden staan in bovenstaande tabellen; daarnaast was voor het bepalen van schorsingen het onderstaande uit de KNVB-reglementen van toepassing:
- In de Eredivisie volgde een wedstrijd schorsing na de 5e, 10e en elke volgende gele kaart.
- Bij twee gele kaarten in één wedstrijd volgde (naast rood) een wedstrijd schorsing, maar telden de kaarten niet mee bij het totaal van gele kaarten.
- Een gele kaart gegeven voorafgaand aan een "direct rood" in één wedstrijd telde wel mee voor het totaal van gele kaarten.
- Gele kaarten in de laatste twee competitiewedstrijden, waarop (nog) geen schorsing volgde, gingen mee naar het volgende seizoen. De overige gele kaarten vervielen na het seizoen.
- Voor de KNVB Beker en de Play-offs golden aparte regels. In de KNVB Beker volgde een beker-wedstrijd schorsing na de 2e, 4e en elke volgende gele kaart; kaarten zonder schorsing vervielen na het seizoen. In de Play-offs volgde een play-off-wedstrijd schorsing na de 2e, 4e en elke volgende gele kaart; kaarten zonder schorsing vervielen na het seizoen.
- Aan het einde van het seizoen nog "openstaande" schorsingen gingen mee naar het volgende seizoen.

### Mutaties
De zomerse transferperiode in Nederland liep dit seizoen van 10 juni t/m 1 september 2014; de winterse transferperiode van 5 januari t/m 2 februari 2015.

#### Aangetrokken in de zomer 2014
| Speler                      | Vorige club                  | Contract tot        |
| --------------------------- | ---------------------------- | ------------------- |
| Brahim Darri                | De Graafschap (was verhuurd) | 2016                |
| Abiola Dauda                | Rode Ster Belgrado           | 2017                |
| Arnold Kruiswijk            | sc Heerenveen                | 2017                |
| Josh McEachran              | Chelsea FC                   | 2015 (op huurbasis) |
| Marvelous Nakamba           | AS Nancy                     | 2018                |
| Denys Oliynyk               | Dnipro Dnipropetrovsk        | 2016                |
| Marcus Pedersen             | Barnsley FC (was verhuurd)   | 2015                |
| Wallace Oliveira dos Santos | Chelsea FC                   | 2015 (op huurbasis) |

#### Vertrokken in de zomer 2014
| Speler                 | Nieuwe club                                      |
| ---------------------- | ------------------------------------------------ |
| Patrick van Aanholt    | Sunderland AFC (was gehuurd van Chelsea FC)      |
| Nikola Aksentijević    | OFK Beograd (was verhuurd aan FK Partizan)       |
| Christian Atsu         | Everton FC (was gehuurd van Chelsea FC)          |
| Mike Havenaar          | Córdoba CF                                       |
| Marko Meerits          | FC Emmen                                         |
| Marcus Pedersen        | SK Brann                                         |
| Lucas Piazón           | Eintracht Frankfurt (was gehuurd van Chelsea FC) |
| Sander van de Streek*1 | SC Cambuur                                       |
| Frank van der Struijk  | Willem II                                        |
| Wimilio Vink           | MVV Maastricht                                   |

*1 Van de Streek behoorde tot de selectie van Jong Vitesse, maar heeft wel bij officiële wedstrijden van het 1e elftal tot de wedstrijdselectie behoord.

#### Aangetrokken in de winter 2014/15
| Speler | Vorige club | Contract tot |
| ------ | ----------- | ------------ |
| –      | –           | –            |

#### Vertrokken in de winter 2014/15
| Speler         | Nieuwe club     |
| -------------- | --------------- |
| Brahim Darri*1 | Heracles Almelo |

*1 Darri behoorde tot de selectie van Jong Vitesse, maar heeft wel bij officiële wedstrijden van het 1e elftal tot de wedstrijdselectie behoord.

#### Contractverlenging
| Speler             | Contract tot, oud   | Contract tot, nieuw |
| ------------------ | ------------------- | ------------------- |
| Kevin Diks         | 2015                | 2018                |
| Jeroen Houwen*1    | 2015                | 2018                |
| Davy Pröpper       | 2014                | 2017                |
| Valeri Qazaishvili | 2014                | 2018                |
| Eloy Room          | 2015                | 2018                |
| Bertrand Traoré    | 2014 (op huurbasis) | 2015 (op huurbasis) |

*1 Houwen behoorde tot de selectie van Jong Vitesse, maar heeft wel bij officiële wedstrijden tot de selectie van het 1e elftal behoord.

## Wedstrijden

### Eredivisie
Speelronde 1:
| zondag 10 augustus 2014, 14:30                                               | Ajax                                           | 4-1 (1-0) | Vitesse       | Opstelling Ajax | Opstelling Vitesse |  |
| Stadion: Amsterdam ArenA, Amsterdam Toeschouwers: 48.494 Arbiter: Van Boekel | Viergever 40' Schöne 48' 87' Van der Hoorn 62' |           | 84' Vejinović | Vermeer, Ligeon 43', Van der Hoorn 82', Moisander , Boilesen, Klaassen 80' ( Sigþórsson), Viergever, Serero, Schöne, Milik 59' ( Blind), Kishna 70' ( El Ghazi) RESERVEBANK: Cillessen, Veltman, Andersen, Denswil | Velthuizen, Wallace 47', Kasjia , Van der Heijden, Kruiswijk, Pröpper, Vejinović, Leerdam 85' ( Achenteh), Traoré 66' ( Oliynyk), Qazaishvili 65' ( Đurđević), Labyad RESERVEBANK: Room, Dauda, Bosz, Diks |  |
| Stadion: Amsterdam ArenA, Amsterdam Toeschouwers: 48.494 Arbiter: Van Boekel |                                                |           |               | Vermeer, Ligeon 43', Van der Hoorn 82', Moisander , Boilesen, Klaassen 80' ( Sigþórsson), Viergever, Serero, Schöne, Milik 59' ( Blind), Kishna 70' ( El Ghazi) RESERVEBANK: Cillessen, Veltman, Andersen, Denswil | Velthuizen, Wallace 47', Kasjia , Van der Heijden, Kruiswijk, Pröpper, Vejinović, Leerdam 85' ( Achenteh), Traoré 66' ( Oliynyk), Qazaishvili 65' ( Đurđević), Labyad RESERVEBANK: Room, Dauda, Bosz, Diks |  |
| Stadion: Amsterdam ArenA, Amsterdam Toeschouwers: 48.494 Arbiter: Van Boekel |                                                |           |               | Vermeer, Ligeon 43', Van der Hoorn 82', Moisander , Boilesen, Klaassen 80' ( Sigþórsson), Viergever, Serero, Schöne, Milik 59' ( Blind), Kishna 70' ( El Ghazi) RESERVEBANK: Cillessen, Veltman, Andersen, Denswil | Velthuizen, Wallace 47', Kasjia , Van der Heijden, Kruiswijk, Pröpper, Vejinović, Leerdam 85' ( Achenteh), Traoré 66' ( Oliynyk), Qazaishvili 65' ( Đurđević), Labyad RESERVEBANK: Room, Dauda, Bosz, Diks |  |
|                                                                              |                                                |           |               | | |  |

Speelronde 2:
| zaterdag 16 augustus 2014, 20:45                                   | Vitesse               | 2-2 (2-1) | SC Cambuur             | Opstelling Vitesse | Opstelling SC Cambuur |  |
| Stadion: GelreDome, Arnhem Toeschouwers: 13.597 Arbiter: Braamhaar | Labyad 20' 37' (pen.) |           | 10' Hemmen 89' Ogbeche | Velthuizen 90', Wallace, Kasjia , Van der Heijden, Kruiswijk, Pröpper 53', Vejinović, Leerdam, Traoré 75' ( Oliynyk), Qazaishvili 90' ( Dauda), Labyad RESERVEBANK: Room, Đurđević, Bosz, Achenteh, Diks | Nienhuis, Droste, Reijnen, Bijker 65', Andriuškevičius, Bakker 64' ( Barto), Rusnák 81' ( Dijkstra), El Makrini , Meleg 56' ( Schepers), Hemmen, Ogbeche 4' RESERVEBANK: Zeinstra, Pereira, Schokker, Mac-Intosch |  |
| Stadion: GelreDome, Arnhem Toeschouwers: 13.597 Arbiter: Braamhaar |                       |           |                        | Velthuizen 90', Wallace, Kasjia , Van der Heijden, Kruiswijk, Pröpper 53', Vejinović, Leerdam, Traoré 75' ( Oliynyk), Qazaishvili 90' ( Dauda), Labyad RESERVEBANK: Room, Đurđević, Bosz, Achenteh, Diks | Nienhuis, Droste, Reijnen, Bijker 65', Andriuškevičius, Bakker 64' ( Barto), Rusnák 81' ( Dijkstra), El Makrini , Meleg 56' ( Schepers), Hemmen, Ogbeche 4' RESERVEBANK: Zeinstra, Pereira, Schokker, Mac-Intosch |  |
| Stadion: GelreDome, Arnhem Toeschouwers: 13.597 Arbiter: Braamhaar |                       |           |                        | Velthuizen 90', Wallace, Kasjia , Van der Heijden, Kruiswijk, Pröpper 53', Vejinović, Leerdam, Traoré 75' ( Oliynyk), Qazaishvili 90' ( Dauda), Labyad RESERVEBANK: Room, Đurđević, Bosz, Achenteh, Diks | Nienhuis, Droste, Reijnen, Bijker 65', Andriuškevičius, Bakker 64' ( Barto), Rusnák 81' ( Dijkstra), El Makrini , Meleg 56' ( Schepers), Hemmen, Ogbeche 4' RESERVEBANK: Zeinstra, Pereira, Schokker, Mac-Intosch |  |
|                                                                    |                       |           |                        | | |  |

Speelronde 3:
| zondag 24 augustus 2014, 12:30                                           | PEC Zwolle                    | 2-1 (0-1) | Vitesse     | Opstelling PEC Zwolle | Opstelling Vitesse |  |
| Stadion: IJsseldeltastadion, Zwolle Toeschouwers: 12.012 Arbiter: Higler | Van der Werff 65' Nijland 88' |           | 24' Pröpper | Boer, Lam, Van der Werff, Broerse 80' ( Sainsbury), Van Polen 41', Saymak, Drost, Rienstra 58', Lukoki, Necid 64' ( Nijland), Moro 64' ( Thomas) RESERVEBANK: De Jong, Dekker, Pereira, Ioannidis | Room, Diks, Kasjia 40', Van der Heijden, Kruiswijk, Pröpper 41', Vejinović 74' ( McEachran), Leerdam, Traoré 28' ( Oliynyk), Qazaishvili, Labyad 84' ( Achenteh) RESERVEBANK: Houwen, Mori, Đurđević, Bosz |  |
| Stadion: IJsseldeltastadion, Zwolle Toeschouwers: 12.012 Arbiter: Higler |                               |           |             | Boer, Lam, Van der Werff, Broerse 80' ( Sainsbury), Van Polen 41', Saymak, Drost, Rienstra 58', Lukoki, Necid 64' ( Nijland), Moro 64' ( Thomas) RESERVEBANK: De Jong, Dekker, Pereira, Ioannidis | Room, Diks, Kasjia 40', Van der Heijden, Kruiswijk, Pröpper 41', Vejinović 74' ( McEachran), Leerdam, Traoré 28' ( Oliynyk), Qazaishvili, Labyad 84' ( Achenteh) RESERVEBANK: Houwen, Mori, Đurđević, Bosz |  |
| Stadion: IJsseldeltastadion, Zwolle Toeschouwers: 12.012 Arbiter: Higler |                               |           |             | Boer, Lam, Van der Werff, Broerse 80' ( Sainsbury), Van Polen 41', Saymak, Drost, Rienstra 58', Lukoki, Necid 64' ( Nijland), Moro 64' ( Thomas) RESERVEBANK: De Jong, Dekker, Pereira, Ioannidis | Room, Diks, Kasjia 40', Van der Heijden, Kruiswijk, Pröpper 41', Vejinović 74' ( McEachran), Leerdam, Traoré 28' ( Oliynyk), Qazaishvili, Labyad 84' ( Achenteh) RESERVEBANK: Houwen, Mori, Đurđević, Bosz |  |
|                                                                          |                               |           |             | | |  |

Speelronde 4:
| zondag 31 augustus 2014, 12:30                                         | PSV                     | 2-0 (0-0) | Vitesse | Opstelling PSV | Opstelling Vitesse |  |
| Stadion: Philips Stadion, Eindhoven Toeschouwers: 32.000 Arbiter: Blom | De Jong 48' Maher 90+1' |           |         | Zoet, Brenet, Bruma, Karim Rekik, Willems 69' ( Arias), Wijnaldum , Maher 34', Guardado 73' 75' ( Hiljemark 85'), Narsingh 83' ( Jozefzoon), De Jong, Depay RESERVEBANK: Pasveer, Locadia, Ritzmaier, Hendrix | Velthuizen, Diks, Kasjia 86', Van der Heijden, Kruiswijk 24' 60' ( Achenteh), Pröpper, Vejinović, Leerdam, Traoré 70' ( Oliynyk), Qazaishvili 60' ( Dauda), Labyad RESERVEBANK: Room, Mori, McEachran, Ibarra |  |
| Stadion: Philips Stadion, Eindhoven Toeschouwers: 32.000 Arbiter: Blom |                         |           |         | Zoet, Brenet, Bruma, Karim Rekik, Willems 69' ( Arias), Wijnaldum , Maher 34', Guardado 73' 75' ( Hiljemark 85'), Narsingh 83' ( Jozefzoon), De Jong, Depay RESERVEBANK: Pasveer, Locadia, Ritzmaier, Hendrix | Velthuizen, Diks, Kasjia 86', Van der Heijden, Kruiswijk 24' 60' ( Achenteh), Pröpper, Vejinović, Leerdam, Traoré 70' ( Oliynyk), Qazaishvili 60' ( Dauda), Labyad RESERVEBANK: Room, Mori, McEachran, Ibarra |  |
| Stadion: Philips Stadion, Eindhoven Toeschouwers: 32.000 Arbiter: Blom |                         |           |         | Zoet, Brenet, Bruma, Karim Rekik, Willems 69' ( Arias), Wijnaldum , Maher 34', Guardado 73' 75' ( Hiljemark 85'), Narsingh 83' ( Jozefzoon), De Jong, Depay RESERVEBANK: Pasveer, Locadia, Ritzmaier, Hendrix | Velthuizen, Diks, Kasjia 86', Van der Heijden, Kruiswijk 24' 60' ( Achenteh), Pröpper, Vejinović, Leerdam, Traoré 70' ( Oliynyk), Qazaishvili 60' ( Dauda), Labyad RESERVEBANK: Room, Mori, McEachran, Ibarra |  |
|                                                                        |                         |           |         | | |  |

Speelronde 5:
| zondag 14 september 2014, 14:30                                  | Vitesse           | 3-1 (1-0) | Excelsior        | Opstelling Vitesse | Opstelling Excelsior |  |
| Stadion: GelreDome, Arnhem Toeschouwers: 14.234 Arbiter: Sanders | Dauda 41' 60' 65' |           | 86' (pen.) Stans | Velthuizen, Wallace, Kasjia , Kruiswijk, Achenteh, Pröpper 80' ( McEachran), Vejinović, Leerdam, Oliynyk, Dauda 75' ( Qazaishvili), Labyad 72' ( Ibarra) RESERVEBANK: Room, Nakamba, Van der Heijden, Diks | Damen, Karami, Fischer , Mattheij, Brito 71' ( Kuipers), Kruys, Stans, Auassar, Botaka, Van Weert 58' ( Gouriye), Van Mieghem 81' ( Maletić) RESERVEBANK: Deckers, Blij, Varela, Bovenberg |  |
| Stadion: GelreDome, Arnhem Toeschouwers: 14.234 Arbiter: Sanders |                   |           |                  | Velthuizen, Wallace, Kasjia , Kruiswijk, Achenteh, Pröpper 80' ( McEachran), Vejinović, Leerdam, Oliynyk, Dauda 75' ( Qazaishvili), Labyad 72' ( Ibarra) RESERVEBANK: Room, Nakamba, Van der Heijden, Diks | Damen, Karami, Fischer , Mattheij, Brito 71' ( Kuipers), Kruys, Stans, Auassar, Botaka, Van Weert 58' ( Gouriye), Van Mieghem 81' ( Maletić) RESERVEBANK: Deckers, Blij, Varela, Bovenberg |  |
| Stadion: GelreDome, Arnhem Toeschouwers: 14.234 Arbiter: Sanders |                   |           |                  | Velthuizen, Wallace, Kasjia , Kruiswijk, Achenteh, Pröpper 80' ( McEachran), Vejinović, Leerdam, Oliynyk, Dauda 75' ( Qazaishvili), Labyad 72' ( Ibarra) RESERVEBANK: Room, Nakamba, Van der Heijden, Diks | Damen, Karami, Fischer , Mattheij, Brito 71' ( Kuipers), Kruys, Stans, Auassar, Botaka, Van Weert 58' ( Gouriye), Van Mieghem 81' ( Maletić) RESERVEBANK: Deckers, Blij, Varela, Bovenberg |  |
|                                                                  |                   |           |                  | | |  |

Speelronde 6: 
| zaterdag 20 september 2014, 20:45                                 | Vitesse     | 1-1 (1-1) | sc Heerenveen | Opstelling Vitesse | Opstelling sc Heerenveen |  |
| Stadion: GelreDome, Arnhem Toeschouwers: 15.213 Arbiter: Makkelie | Pröpper 30' |           | 23' Uth       | Velthuizen, Wallace 90+1', Kruiswijk, Van der Heijden 88', Achenteh, Pröpper, Vejinović 45', Leerdam, Labyad 46' ( Ibarra), Dauda 71' ( Qazaishvili), Oliynyk 76' ( Traoré) RESERVEBANK: Room, Mori, McEachran, Diks | Nordfeldt, Marzo, Buijs, Van Aken 86', Van Anholt, De Roon 90+4', Sinkgraven, Van den Berg 45', Slagveer 89' ( Schmidt), Uth 70' 81' ( Dalgaard), Thorsby 66' ( Van Amersfoort) RESERVEBANK: De Fockert, Otigba, Raitala, Varga |  |
| Stadion: GelreDome, Arnhem Toeschouwers: 15.213 Arbiter: Makkelie |             |           |               | Velthuizen, Wallace 90+1', Kruiswijk, Van der Heijden 88', Achenteh, Pröpper, Vejinović 45', Leerdam, Labyad 46' ( Ibarra), Dauda 71' ( Qazaishvili), Oliynyk 76' ( Traoré) RESERVEBANK: Room, Mori, McEachran, Diks | Nordfeldt, Marzo, Buijs, Van Aken 86', Van Anholt, De Roon 90+4', Sinkgraven, Van den Berg 45', Slagveer 89' ( Schmidt), Uth 70' 81' ( Dalgaard), Thorsby 66' ( Van Amersfoort) RESERVEBANK: De Fockert, Otigba, Raitala, Varga |  |
| Stadion: GelreDome, Arnhem Toeschouwers: 15.213 Arbiter: Makkelie |             |           |               | Velthuizen, Wallace 90+1', Kruiswijk, Van der Heijden 88', Achenteh, Pröpper, Vejinović 45', Leerdam, Labyad 46' ( Ibarra), Dauda 71' ( Qazaishvili), Oliynyk 76' ( Traoré) RESERVEBANK: Room, Mori, McEachran, Diks | Nordfeldt, Marzo, Buijs, Van Aken 86', Van Anholt, De Roon 90+4', Sinkgraven, Van den Berg 45', Slagveer 89' ( Schmidt), Uth 70' 81' ( Dalgaard), Thorsby 66' ( Van Amersfoort) RESERVEBANK: De Fockert, Otigba, Raitala, Varga |  |
|                                                                   |             |           |               | | |  |

Speelronde 7:
| zaterdag 27 september 2014, 18:30 | FC Dordrecht            | 2-6 (0-2) | Vitesse                                                     | Opstelling FC Dordrecht | Opstelling Vitesse |  |
| Stadion: Riwal Hoogwerkers Stadion, Dordrecht Toeschouwers: 3.862 Arbiter: Gözübüyük                                                    | Fortes 65' Koolwijk 78' |           | 12' Dauda 19' Oliynyk 55' 65' 90+3' Qazaishvili 59' Wallace | Kurto, Van Deelen, Troost-Ekong, Haddad 63' ( Hamdaoui), Peersman, Van Overeem 63' ( Koolwijk), Fortes , Gosens, Meulens 46' ( Lieder), Ten Voorde, Pisas RESERVEBANK: Te Loeke, Danso, Van Haaren, Lima | Velthuizen, Wallace 85' ( Diks), Kruiswijk, Van der Heijden , Achenteh, Leerdam 82' ( Nakamba), Vejinović, Qazaishvili, Traoré 74' ( Ibarra), Dauda, Oliynyk RESERVEBANK: Room, Mori, McEachran, Đurđević |  |
| Stadion: Riwal Hoogwerkers Stadion, Dordrecht Toeschouwers: 3.862 Arbiter: Gözübüyük                                                    |                         |           |                                                             | Kurto, Van Deelen, Troost-Ekong, Haddad 63' ( Hamdaoui), Peersman, Van Overeem 63' ( Koolwijk), Fortes , Gosens, Meulens 46' ( Lieder), Ten Voorde, Pisas RESERVEBANK: Te Loeke, Danso, Van Haaren, Lima | Velthuizen, Wallace 85' ( Diks), Kruiswijk, Van der Heijden , Achenteh, Leerdam 82' ( Nakamba), Vejinović, Qazaishvili, Traoré 74' ( Ibarra), Dauda, Oliynyk RESERVEBANK: Room, Mori, McEachran, Đurđević |  |
| Stadion: Riwal Hoogwerkers Stadion, Dordrecht Toeschouwers: 3.862 Arbiter: Gözübüyük                                                    |                         |           |                                                             | Kurto, Van Deelen, Troost-Ekong, Haddad 63' ( Hamdaoui), Peersman, Van Overeem 63' ( Koolwijk), Fortes , Gosens, Meulens 46' ( Lieder), Ten Voorde, Pisas RESERVEBANK: Te Loeke, Danso, Van Haaren, Lima | Velthuizen, Wallace 85' ( Diks), Kruiswijk, Van der Heijden , Achenteh, Leerdam 82' ( Nakamba), Vejinović, Qazaishvili, Traoré 74' ( Ibarra), Dauda, Oliynyk RESERVEBANK: Room, Mori, McEachran, Đurđević |  |
| Bijz.: Pröpper raakt geblesseerd tijdens de warming up en wordt vervangen door Qazaishvili; Nakamba kan hierdoor plaatsnemen op de bank |                         |           |                                                             | | |  |

Speelronde 8:
| vrijdag 3 oktober 2014, 20:00                                    | Vitesse                                                               | 6-1 (5-1) | ADO Den Haag | Opstelling Vitesse | Opstelling ADO Den Haag |  |
| Stadion: GelreDome, Arnhem Toeschouwers: 13.231 Arbiter: Kuipers | Leerdam 5' 14' Derijck 31' (e.d.) Vejinović 37' 40' (pen.) 62' (pen.) |           | 21' Kramer   | Velthuizen, Wallace, Kruiswijk 90+1' ( Bosz), Van der Heijden , Achenteh, Qazaishvili, Vejinović, Leerdam 84' ( McEachran), Traoré, Dauda 76' ( Đurđević), Oliynyk RESERVEBANK: Houwen, Nakamba, Ibarra, Diks | Hansen, Zuiverloon 68', Derijck 23', Kanon, Meijers, Malone, Alberg 82' ( Gehrt), Jansen 61' 81' ( Bakker), Van Duinen, Kramer, Houtkoop 81' ( Merencia) RESERVEBANK: Zwinkels, De Vlugt, Ebuehi, Owobowale |  |
| Stadion: GelreDome, Arnhem Toeschouwers: 13.231 Arbiter: Kuipers |                                                                       |           |              | Velthuizen, Wallace, Kruiswijk 90+1' ( Bosz), Van der Heijden , Achenteh, Qazaishvili, Vejinović, Leerdam 84' ( McEachran), Traoré, Dauda 76' ( Đurđević), Oliynyk RESERVEBANK: Houwen, Nakamba, Ibarra, Diks | Hansen, Zuiverloon 68', Derijck 23', Kanon, Meijers, Malone, Alberg 82' ( Gehrt), Jansen 61' 81' ( Bakker), Van Duinen, Kramer, Houtkoop 81' ( Merencia) RESERVEBANK: Zwinkels, De Vlugt, Ebuehi, Owobowale |  |
| Stadion: GelreDome, Arnhem Toeschouwers: 13.231 Arbiter: Kuipers |                                                                       |           |              | Velthuizen, Wallace, Kruiswijk 90+1' ( Bosz), Van der Heijden , Achenteh, Qazaishvili, Vejinović, Leerdam 84' ( McEachran), Traoré, Dauda 76' ( Đurđević), Oliynyk RESERVEBANK: Houwen, Nakamba, Ibarra, Diks | Hansen, Zuiverloon 68', Derijck 23', Kanon, Meijers, Malone, Alberg 82' ( Gehrt), Jansen 61' 81' ( Bakker), Van Duinen, Kramer, Houtkoop 81' ( Merencia) RESERVEBANK: Zwinkels, De Vlugt, Ebuehi, Owobowale |  |
|                                                                  |                                                                       |           |              | | |  |

Speelronde 9:
| zaterdag 18 oktober 2014, 18:30                                               | Willem II | 1-4 (0-2) | Vitesse                                        | Opstelling Willem II | Opstelling Vitesse |  |
| Stadion: Koning Willem II-stadion, Tilburg Toeschouwers: 10.900 Arbiter: Vink | Sahar 57' |           | 15' Pröpper 45' Traoré 88' Oliynyk 90+3' Dauda | Lamprou, Van der Struijk, D. Wuytens, Peters , Dijks, S. Wuytens 83' ( Braber), Messaoud, Haemhouts, Ondaan 60' ( Andrade), Armenteros, Sahar 78' ( Cabral) RESERVEBANK: Meul, Heerkens, Ippel, Heymans | Velthuizen, Wallace 84', Kruiswijk, Van der Heijden , Achenteh 68', Pröpper, Vejinović, Leerdam 61' ( Qazaishvili), Traoré 75' 79' ( Đurđević), Dauda, Oliynyk RESERVEBANK: Room, Mori, Nakamba, Bosz, Diks |  |
| Stadion: Koning Willem II-stadion, Tilburg Toeschouwers: 10.900 Arbiter: Vink |           |           |                                                | Lamprou, Van der Struijk, D. Wuytens, Peters , Dijks, S. Wuytens 83' ( Braber), Messaoud, Haemhouts, Ondaan 60' ( Andrade), Armenteros, Sahar 78' ( Cabral) RESERVEBANK: Meul, Heerkens, Ippel, Heymans | Velthuizen, Wallace 84', Kruiswijk, Van der Heijden , Achenteh 68', Pröpper, Vejinović, Leerdam 61' ( Qazaishvili), Traoré 75' 79' ( Đurđević), Dauda, Oliynyk RESERVEBANK: Room, Mori, Nakamba, Bosz, Diks |  |
| Stadion: Koning Willem II-stadion, Tilburg Toeschouwers: 10.900 Arbiter: Vink |           |           |                                                | Lamprou, Van der Struijk, D. Wuytens, Peters , Dijks, S. Wuytens 83' ( Braber), Messaoud, Haemhouts, Ondaan 60' ( Andrade), Armenteros, Sahar 78' ( Cabral) RESERVEBANK: Meul, Heerkens, Ippel, Heymans | Velthuizen, Wallace 84', Kruiswijk, Van der Heijden , Achenteh 68', Pröpper, Vejinović, Leerdam 61' ( Qazaishvili), Traoré 75' 79' ( Đurđević), Dauda, Oliynyk RESERVEBANK: Room, Mori, Nakamba, Bosz, Diks |  |
|                                                                               |           |           |                                                | | |  |

Speelronde 10:
| zaterdag 25 oktober 2014, 18:30                                   | Vitesse                  | 2-2 (1-0) | NAC Breda                                 | Opstelling Vitesse | Opstelling NAC Breda |  |
| Stadion: GelreDome, Arnhem Toeschouwers: 17.239 Arbiter: Makkelie | Vejinović 32' (pen.) 80' |           | 42' (pen.) Falkenburg 61' 86' Tighadouini | Velthuizen, Wallace 36', Kruiswijk, Van der Heijden , Achenteh, Pröpper, Vejinović 90+4', Leerdam 66' ( Qazaishvili), Traoré 66' ( Ibarra), Dauda, Oliynyk RESERVEBANK: Room, Mori, Đurđević, Bosz, Kasjia | Ten Rouwelaar , Ssewankambo 31' 46' ( De Roover 81'), Drost 78' ( Damčevski), Van der Weg, Amieux, Falkenburg 89' ( Suk), Matić, Sarpong 83', Boateng 90+1', Seuntjens, Tighadouini RESERVEBANK: Babos, El Allouchi, Swerts, Robinson |  |
| Stadion: GelreDome, Arnhem Toeschouwers: 17.239 Arbiter: Makkelie |                          |           |                                           | Velthuizen, Wallace 36', Kruiswijk, Van der Heijden , Achenteh, Pröpper, Vejinović 90+4', Leerdam 66' ( Qazaishvili), Traoré 66' ( Ibarra), Dauda, Oliynyk RESERVEBANK: Room, Mori, Đurđević, Bosz, Kasjia | Ten Rouwelaar , Ssewankambo 31' 46' ( De Roover 81'), Drost 78' ( Damčevski), Van der Weg, Amieux, Falkenburg 89' ( Suk), Matić, Sarpong 83', Boateng 90+1', Seuntjens, Tighadouini RESERVEBANK: Babos, El Allouchi, Swerts, Robinson |  |
| Stadion: GelreDome, Arnhem Toeschouwers: 17.239 Arbiter: Makkelie |                          |           |                                           | Velthuizen, Wallace 36', Kruiswijk, Van der Heijden , Achenteh, Pröpper, Vejinović 90+4', Leerdam 66' ( Qazaishvili), Traoré 66' ( Ibarra), Dauda, Oliynyk RESERVEBANK: Room, Mori, Đurđević, Bosz, Kasjia | Ten Rouwelaar , Ssewankambo 31' 46' ( De Roover 81'), Drost 78' ( Damčevski), Van der Weg, Amieux, Falkenburg 89' ( Suk), Matić, Sarpong 83', Boateng 90+1', Seuntjens, Tighadouini RESERVEBANK: Babos, El Allouchi, Swerts, Robinson |  |
|                                                                   |                          |           |                                           | | |  |

Speelronde 11:
| zondag 2 november 2014, 12:30                                            | FC Utrecht                     | 3-1 (1-1) | Vitesse     | Opstelling FC Utrecht | Opstelling Vitesse |  |
| Stadion: Stadion Galgenwaard, Utrecht Toeschouwers: 16.079 Arbiter: Blom | Kum 12' Boymans 69' 76' (pen.) |           | 11' Pröpper | Verhoeven, Kum 59' 79' ( Heerings), Leeuwin, Markiet, Letschert, Janssen 71', Rubin, Ayoub, Peterson 84' ( Amrabat), Boymans, Oar 74' ( Van Velzen) RESERVEBANK: Heus, Diemers, Klaiber, Kerk | Velthuizen, Diks 83', Kruiswijk 64', 75', Van der Heijden , Achenteh, Pröpper 46' ( Qazaishvili), Vejinović, Leerdam 77', Traoré 63' ( Ibarra), Dauda 77' ( Kasjia), Oliynyk RESERVEBANK: Room, Mori, Đurđević, Bosz |  |
| Stadion: Stadion Galgenwaard, Utrecht Toeschouwers: 16.079 Arbiter: Blom |                                |           |             | Verhoeven, Kum 59' 79' ( Heerings), Leeuwin, Markiet, Letschert, Janssen 71', Rubin, Ayoub, Peterson 84' ( Amrabat), Boymans, Oar 74' ( Van Velzen) RESERVEBANK: Heus, Diemers, Klaiber, Kerk | Velthuizen, Diks 83', Kruiswijk 64', 75', Van der Heijden , Achenteh, Pröpper 46' ( Qazaishvili), Vejinović, Leerdam 77', Traoré 63' ( Ibarra), Dauda 77' ( Kasjia), Oliynyk RESERVEBANK: Room, Mori, Đurđević, Bosz |  |
| Stadion: Stadion Galgenwaard, Utrecht Toeschouwers: 16.079 Arbiter: Blom |                                |           |             | Verhoeven, Kum 59' 79' ( Heerings), Leeuwin, Markiet, Letschert, Janssen 71', Rubin, Ayoub, Peterson 84' ( Amrabat), Boymans, Oar 74' ( Van Velzen) RESERVEBANK: Heus, Diemers, Klaiber, Kerk | Velthuizen, Diks 83', Kruiswijk 64', 75', Van der Heijden , Achenteh, Pröpper 46' ( Qazaishvili), Vejinović, Leerdam 77', Traoré 63' ( Ibarra), Dauda 77' ( Kasjia), Oliynyk RESERVEBANK: Room, Mori, Đurđević, Bosz |  |
|                                                                          |                                |           |             | | |  |

Speelronde 12:
| zondag 9 november 2014, 14:30                                      | Vitesse | 0-0 (0-0) | Feyenoord | Opstelling Vitesse | Opstelling Feyenoord |  |
| Stadion: GelreDome, Arnhem Toeschouwers: 17.438 Arbiter: Gözübüyük |         |           |           | Velthuizen, Diks, Kasjia 23', Van der Heijden, Achenteh, Pröpper, Vejinović, Leerdam, Traoré 68' ( Ibarra), Dauda 89', Oliynyk 61' ( Labyad) RESERVEBANK: Room, Wallace, Mori, Qazaishvili, Nakamba | Vermeer, Karsdorp 67' ( Boulahrouz), Van Beek, Kongolo, Nelom, Clasie 87', Immers, El Ahmadi, Toornstra, Kâzım-Richards 46' ( Te Vrede), Manu 75' ( Boëtius) RESERVEBANK: Mulder, Başacıkoğlu, Vilhena, Steenvoorden |  |
| Stadion: GelreDome, Arnhem Toeschouwers: 17.438 Arbiter: Gözübüyük |         |           |           | Velthuizen, Diks, Kasjia 23', Van der Heijden, Achenteh, Pröpper, Vejinović, Leerdam, Traoré 68' ( Ibarra), Dauda 89', Oliynyk 61' ( Labyad) RESERVEBANK: Room, Wallace, Mori, Qazaishvili, Nakamba | Vermeer, Karsdorp 67' ( Boulahrouz), Van Beek, Kongolo, Nelom, Clasie 87', Immers, El Ahmadi, Toornstra, Kâzım-Richards 46' ( Te Vrede), Manu 75' ( Boëtius) RESERVEBANK: Mulder, Başacıkoğlu, Vilhena, Steenvoorden |  |
| Stadion: GelreDome, Arnhem Toeschouwers: 17.438 Arbiter: Gözübüyük |         |           |           | Velthuizen, Diks, Kasjia 23', Van der Heijden, Achenteh, Pröpper, Vejinović, Leerdam, Traoré 68' ( Ibarra), Dauda 89', Oliynyk 61' ( Labyad) RESERVEBANK: Room, Wallace, Mori, Qazaishvili, Nakamba | Vermeer, Karsdorp 67' ( Boulahrouz), Van Beek, Kongolo, Nelom, Clasie 87', Immers, El Ahmadi, Toornstra, Kâzım-Richards 46' ( Te Vrede), Manu 75' ( Boëtius) RESERVEBANK: Mulder, Başacıkoğlu, Vilhena, Steenvoorden |  |
| Bijz.: Kruiswijk geschorst                                         |         |           |           | | |  |

Speelronde 13:
| zaterdag 22 november 2014, 18:30                                                                               | AZ             | 1-0 (1-0) | Vitesse | Opstelling AZ | Opstelling Vitesse |  |
| Stadion: AFAS Stadion, Alkmaar Toeschouwers: 15.517 Arbiter: Nijhuis                                           | Jóhannsson 14' |           |         | Esteban, Johansson, Gouweleeuw, Hoedt, Poulsen 62' ( Haps), Gudelj , Ortíz 46' ( Elm), Dos Santos, Haye 70' ( Hupperts), Jóhannsson, Tanković RESERVEBANK: Rochet, Wuytens, Mühren, Luckassen | Room, Wallace, Kruiswijk, Van der Heijden , Achenteh, Pröpper 87', Vejinović, Leerdam 54' ( Kasjia), Traoré, Dauda 77' ( Qazaishvili), Oliynyk 54' ( Labyad 65') RESERVEBANK: Houwen, Nakamba, Ibarra, Diks |  |
| Stadion: AFAS Stadion, Alkmaar Toeschouwers: 15.517 Arbiter: Nijhuis                                           |                |           |         | Esteban, Johansson, Gouweleeuw, Hoedt, Poulsen 62' ( Haps), Gudelj , Ortíz 46' ( Elm), Dos Santos, Haye 70' ( Hupperts), Jóhannsson, Tanković RESERVEBANK: Rochet, Wuytens, Mühren, Luckassen | Room, Wallace, Kruiswijk, Van der Heijden , Achenteh, Pröpper 87', Vejinović, Leerdam 54' ( Kasjia), Traoré, Dauda 77' ( Qazaishvili), Oliynyk 54' ( Labyad 65') RESERVEBANK: Houwen, Nakamba, Ibarra, Diks |  |
| Stadion: AFAS Stadion, Alkmaar Toeschouwers: 15.517 Arbiter: Nijhuis                                           |                |           |         | Esteban, Johansson, Gouweleeuw, Hoedt, Poulsen 62' ( Haps), Gudelj , Ortíz 46' ( Elm), Dos Santos, Haye 70' ( Hupperts), Jóhannsson, Tanković RESERVEBANK: Rochet, Wuytens, Mühren, Luckassen | Room, Wallace, Kruiswijk, Van der Heijden , Achenteh, Pröpper 87', Vejinović, Leerdam 54' ( Kasjia), Traoré, Dauda 77' ( Qazaishvili), Oliynyk 54' ( Labyad 65') RESERVEBANK: Houwen, Nakamba, Ibarra, Diks |  |
| Bijz.: Vitesse speelt met rouwbanden i.v.m. het overlijden van clubman en Zilveren Vitessenaar Willem van Reem |                |           |         | | |  |

Speelronde 14:
| zaterdag 29 november 2014, 19:45                                    | Vitesse                 | 2-2 (1-0) | Go Ahead Eagles       | Opstelling Vitesse | Opstelling Go Ahead Eagles |  |
| Stadion: GelreDome, Arnhem Toeschouwers: 15.342 Arbiter: Van Sichem | Vejinović 41' Dauda 50' |           | 75' Schalk 83' Amevor | Room, Wallace, Kruiswijk, Van der Heijden 28', Achenteh, Pröpper, Vejinović, Qazaishvili, Ibarra, Dauda 74' ( Traoré), Oliynyk 68' ( Labyad) RESERVEBANK: Houwen, Leerdam, McEachran, Kasjia, Diks | Van der Hart, Nieuwpoort, Vriends , Van der Linden, Wijnaldum, Rijsdijk, Overgoor 82' ( Amevor), Duits 51' 60' ( Türüç), Reimerink, Schalk, Lewis 68' ( De Sa 90+2') RESERVEBANK: Cummins, Schenk, Lambooij, Ten Den |  |
| Stadion: GelreDome, Arnhem Toeschouwers: 15.342 Arbiter: Van Sichem |                         |           |                       | Room, Wallace, Kruiswijk, Van der Heijden 28', Achenteh, Pröpper, Vejinović, Qazaishvili, Ibarra, Dauda 74' ( Traoré), Oliynyk 68' ( Labyad) RESERVEBANK: Houwen, Leerdam, McEachran, Kasjia, Diks | Van der Hart, Nieuwpoort, Vriends , Van der Linden, Wijnaldum, Rijsdijk, Overgoor 82' ( Amevor), Duits 51' 60' ( Türüç), Reimerink, Schalk, Lewis 68' ( De Sa 90+2') RESERVEBANK: Cummins, Schenk, Lambooij, Ten Den |  |
| Stadion: GelreDome, Arnhem Toeschouwers: 15.342 Arbiter: Van Sichem |                         |           |                       | Room, Wallace, Kruiswijk, Van der Heijden 28', Achenteh, Pröpper, Vejinović, Qazaishvili, Ibarra, Dauda 74' ( Traoré), Oliynyk 68' ( Labyad) RESERVEBANK: Houwen, Leerdam, McEachran, Kasjia, Diks | Van der Hart, Nieuwpoort, Vriends , Van der Linden, Wijnaldum, Rijsdijk, Overgoor 82' ( Amevor), Duits 51' 60' ( Türüç), Reimerink, Schalk, Lewis 68' ( De Sa 90+2') RESERVEBANK: Cummins, Schenk, Lambooij, Ten Den |  |
| Bijz.: 1000e Eredivisiewedstrijd Vitesse                            |                         |           |                       | | |  |

Speelronde 15:
| zondag 7 december 2014, 16:45                                     | Vitesse                           | 2-2 (2-1) | FC Twente                    | Opstelling Vitesse | Opstelling FC Twente |  |
| Stadion: GelreDome, Arnhem Toeschouwers: 15.894 Arbiter: Liesveld | Vejinović 17' Van der Heijden 34' |           | 33' Corona 50' (pen.) Ziyech | Room, Wallace 54', Kasjia , Van der Heijden 76', Achenteh 18', Pröpper 49', Vejinović 15', Qazaishvili 56' ( McEachran), Ibarra, Dauda 56' ( Leerdam), Oliynyk 39' 82' ( Labyad) RESERVEBANK: Houwen, Mori, Traoré, Diks | Marsman, Martina 36' 61' ( Lachman), Bengtsson 77', Bjelland , Schilder, Ebecilio 76' ( Engelaar), Ziyech, Mokotjo 82', Corona, Børven 90' ( Oosterwijk), Mokhtar RESERVEBANK: Stevens, Koppers, Ould-Chikh, Kusk |  |
| Stadion: GelreDome, Arnhem Toeschouwers: 15.894 Arbiter: Liesveld |                                   |           |                              | Room, Wallace 54', Kasjia , Van der Heijden 76', Achenteh 18', Pröpper 49', Vejinović 15', Qazaishvili 56' ( McEachran), Ibarra, Dauda 56' ( Leerdam), Oliynyk 39' 82' ( Labyad) RESERVEBANK: Houwen, Mori, Traoré, Diks | Marsman, Martina 36' 61' ( Lachman), Bengtsson 77', Bjelland , Schilder, Ebecilio 76' ( Engelaar), Ziyech, Mokotjo 82', Corona, Børven 90' ( Oosterwijk), Mokhtar RESERVEBANK: Stevens, Koppers, Ould-Chikh, Kusk |  |
| Stadion: GelreDome, Arnhem Toeschouwers: 15.894 Arbiter: Liesveld |                                   |           |                              | Room, Wallace 54', Kasjia , Van der Heijden 76', Achenteh 18', Pröpper 49', Vejinović 15', Qazaishvili 56' ( McEachran), Ibarra, Dauda 56' ( Leerdam), Oliynyk 39' 82' ( Labyad) RESERVEBANK: Houwen, Mori, Traoré, Diks | Marsman, Martina 36' 61' ( Lachman), Bengtsson 77', Bjelland , Schilder, Ebecilio 76' ( Engelaar), Ziyech, Mokotjo 82', Corona, Børven 90' ( Oosterwijk), Mokhtar RESERVEBANK: Stevens, Koppers, Ould-Chikh, Kusk |  |
|                                                                   |                                   |           |                              | | |  |

Speelronde 16:
| zondag 14 december 2014, 14:30                                  | FC Groningen | 1-1 (0-1) | Vitesse    | Opstelling FC Groningen | Opstelling Vitesse |  |
| Stadion: Euroborg, Groningen Toeschouwers: 18.692 Arbiter: Vink | Chery 61'    |           | 42' Traoré | Padt, Kappelhof, Botteghin, Van der Laan 86' ( Lindgren), Van Nieff, Antonia 82' ( Van der Velden), Hiariej, Kieftenbeld , Chery, De Leeuw, Mahi 73' ( Islamovic) RESERVEBANK: Van der Vlag, Burnet, Payne, Arias | Room, Leerdam 87', Kasjia , Van der Heijden, Achenteh, Qazaishvili, Vejinović 73' 90+1' ( Nakamba), McEachran, Ibarra, Traoré 74' ( Dauda), Oliynyk 64' ( Labyad) RESERVEBANK: Houwen, Kruiswijk, Bosz, Diks |  |
| Stadion: Euroborg, Groningen Toeschouwers: 18.692 Arbiter: Vink |              |           |            | Padt, Kappelhof, Botteghin, Van der Laan 86' ( Lindgren), Van Nieff, Antonia 82' ( Van der Velden), Hiariej, Kieftenbeld , Chery, De Leeuw, Mahi 73' ( Islamovic) RESERVEBANK: Van der Vlag, Burnet, Payne, Arias | Room, Leerdam 87', Kasjia , Van der Heijden, Achenteh, Qazaishvili, Vejinović 73' 90+1' ( Nakamba), McEachran, Ibarra, Traoré 74' ( Dauda), Oliynyk 64' ( Labyad) RESERVEBANK: Houwen, Kruiswijk, Bosz, Diks |  |
| Stadion: Euroborg, Groningen Toeschouwers: 18.692 Arbiter: Vink |              |           |            | Padt, Kappelhof, Botteghin, Van der Laan 86' ( Lindgren), Van Nieff, Antonia 82' ( Van der Velden), Hiariej, Kieftenbeld , Chery, De Leeuw, Mahi 73' ( Islamovic) RESERVEBANK: Van der Vlag, Burnet, Payne, Arias | Room, Leerdam 87', Kasjia , Van der Heijden, Achenteh, Qazaishvili, Vejinović 73' 90+1' ( Nakamba), McEachran, Ibarra, Traoré 74' ( Dauda), Oliynyk 64' ( Labyad) RESERVEBANK: Houwen, Kruiswijk, Bosz, Diks |  |
| Bijz.: Pröpper en Wallace geschorst                             |              |           |            | | |  |

Speelronde 17:
| zondag 21 december 2014, 12:30                                   | Vitesse                   | 3-0 (3-0) | Heracles Almelo | Opstelling Vitesse | Opstelling Heracles Almelo |  |
| Stadion: GelreDome, Arnhem Toeschouwers: 15.432 Arbiter: Janssen | Traoré 25' 43' Labyad 32' |           |                 | Room, Diks, Kasjia 80' ( Leerdam), Van der Heijden, Achenteh, Pröpper 72' ( McEachran), Vejinović, Qazaishvili, Ibarra, Traoré 22' 66' ( Dauda), Labyad RESERVEBANK: Houwen, Oliynyk, Nakamba, Bosz | Telgenkamp, Koenders, Te Wierik, Veldmate 27', Aktaou, Bruns, Fledderus , Linssen, Bel Hassani 86' ( Pelupessy), Weghorst, Tannane RESERVEBANK: Fij, Sibum, Avdić, Navrátil, Zomer, Rienstra |  |
| Stadion: GelreDome, Arnhem Toeschouwers: 15.432 Arbiter: Janssen |                           |           |                 | Room, Diks, Kasjia 80' ( Leerdam), Van der Heijden, Achenteh, Pröpper 72' ( McEachran), Vejinović, Qazaishvili, Ibarra, Traoré 22' 66' ( Dauda), Labyad RESERVEBANK: Houwen, Oliynyk, Nakamba, Bosz | Telgenkamp, Koenders, Te Wierik, Veldmate 27', Aktaou, Bruns, Fledderus , Linssen, Bel Hassani 86' ( Pelupessy), Weghorst, Tannane RESERVEBANK: Fij, Sibum, Avdić, Navrátil, Zomer, Rienstra |  |
| Stadion: GelreDome, Arnhem Toeschouwers: 15.432 Arbiter: Janssen |                           |           |                 | Room, Diks, Kasjia 80' ( Leerdam), Van der Heijden, Achenteh, Pröpper 72' ( McEachran), Vejinović, Qazaishvili, Ibarra, Traoré 22' 66' ( Dauda), Labyad RESERVEBANK: Houwen, Oliynyk, Nakamba, Bosz | Telgenkamp, Koenders, Te Wierik, Veldmate 27', Aktaou, Bruns, Fledderus , Linssen, Bel Hassani 86' ( Pelupessy), Weghorst, Tannane RESERVEBANK: Fij, Sibum, Avdić, Navrátil, Zomer, Rienstra |  |
|                                                                  |                           |           |                 | | |  |

Speelronde 18:
| zaterdag 17 januari 2015, 20:45                                    | Vitesse | 0-1 (0-1) | PSV       | Opstelling Vitesse | Opstelling PSV |  |
| Stadion: GelreDome, Arnhem Toeschouwers: 17.894 Arbiter: Gözübüyük |         |           | 10' Maher | Room, Wallace 82', Kasjia , Van der Heijden 86' ( Đurđević), Achenteh 89', Vejinović, Qazaishvili 74' ( Oliynyk), McEachran 59' ( Leerdam), Ibarra, Pröpper, Labyad RESERVEBANK: Velthuizen, Dauda, Nakamba, Diks | Zoet, Arias, Bruma, Karim Rekik, Willems 82', Wijnaldum , Guardado, Maher 61' 87' ( Isimat-Mirin), Narsingh 72' ( Jozefzoon), De Jong, Depay RESERVEBANK: Pasveer, Locadia, Brenet, Vloet, Ritzmaier |  |
| Stadion: GelreDome, Arnhem Toeschouwers: 17.894 Arbiter: Gözübüyük |         |           |           | Room, Wallace 82', Kasjia , Van der Heijden 86' ( Đurđević), Achenteh 89', Vejinović, Qazaishvili 74' ( Oliynyk), McEachran 59' ( Leerdam), Ibarra, Pröpper, Labyad RESERVEBANK: Velthuizen, Dauda, Nakamba, Diks | Zoet, Arias, Bruma, Karim Rekik, Willems 82', Wijnaldum , Guardado, Maher 61' 87' ( Isimat-Mirin), Narsingh 72' ( Jozefzoon), De Jong, Depay RESERVEBANK: Pasveer, Locadia, Brenet, Vloet, Ritzmaier |  |
| Stadion: GelreDome, Arnhem Toeschouwers: 17.894 Arbiter: Gözübüyük |         |           |           | Room, Wallace 82', Kasjia , Van der Heijden 86' ( Đurđević), Achenteh 89', Vejinović, Qazaishvili 74' ( Oliynyk), McEachran 59' ( Leerdam), Ibarra, Pröpper, Labyad RESERVEBANK: Velthuizen, Dauda, Nakamba, Diks | Zoet, Arias, Bruma, Karim Rekik, Willems 82', Wijnaldum , Guardado, Maher 61' 87' ( Isimat-Mirin), Narsingh 72' ( Jozefzoon), De Jong, Depay RESERVEBANK: Pasveer, Locadia, Brenet, Vloet, Ritzmaier |  |
|                                                                    |         |           |           | | |  |

Speelronde 19:
| zaterdag 24 januari 2015, 20:45                                               | sc Heerenveen                          | 4-1 (3-0) | Vitesse    | Opstelling sc Heerenveen | Opstelling Vitesse |  |
| Stadion: Abe Lenstra Stadion, Heerenveen Toeschouwers: 23.900 Arbiter: Higler | Slagveer 4' 53' Uth 10' Sinkgraven 42' |           | 77' Kasjia | Nordfeldt, Marzo, Otigba 29', Van Aken 90' ( St. Juste), Van Anholt, Thern, Sinkgraven 85' ( Schmidt), Van den Berg , Slagveer 87' ( Namli), Uth 75', Larsson RESERVEBANK: De Fockert, Dalgaard, Bikel, Van Amersfoort | Room, Wallace 46' ( Diks), Kasjia , Van der Heijden 46' ( Mori 75'), Achenteh, Vejinović, Qazaishvili, McEachran 46' ( Đurđević), Ibarra, Pröpper, Labyad RESERVEBANK: Velthuizen, Leerdam, Dauda, Nakamba |  |
| Stadion: Abe Lenstra Stadion, Heerenveen Toeschouwers: 23.900 Arbiter: Higler |                                        |           |            | Nordfeldt, Marzo, Otigba 29', Van Aken 90' ( St. Juste), Van Anholt, Thern, Sinkgraven 85' ( Schmidt), Van den Berg , Slagveer 87' ( Namli), Uth 75', Larsson RESERVEBANK: De Fockert, Dalgaard, Bikel, Van Amersfoort | Room, Wallace 46' ( Diks), Kasjia , Van der Heijden 46' ( Mori 75'), Achenteh, Vejinović, Qazaishvili, McEachran 46' ( Đurđević), Ibarra, Pröpper, Labyad RESERVEBANK: Velthuizen, Leerdam, Dauda, Nakamba |  |
| Stadion: Abe Lenstra Stadion, Heerenveen Toeschouwers: 23.900 Arbiter: Higler |                                        |           |            | Nordfeldt, Marzo, Otigba 29', Van Aken 90' ( St. Juste), Van Anholt, Thern, Sinkgraven 85' ( Schmidt), Van den Berg , Slagveer 87' ( Namli), Uth 75', Larsson RESERVEBANK: De Fockert, Dalgaard, Bikel, Van Amersfoort | Room, Wallace 46' ( Diks), Kasjia , Van der Heijden 46' ( Mori 75'), Achenteh, Vejinović, Qazaishvili, McEachran 46' ( Đurđević), Ibarra, Pröpper, Labyad RESERVEBANK: Velthuizen, Leerdam, Dauda, Nakamba |  |
|                                                                               |                                        |           |            | | |  |

Speelronde 20:
| zondag 1 februari 2015, 14:30                                 | Vitesse      | 1-0 (0-0) | Ajax | Opstelling Vitesse | Opstelling Ajax |  |
| Stadion: GelreDome, Arnhem Toeschouwers: 20.384 Arbiter: Vink | Đurđević 85' |           |      | Room, Diks 75', Mori, Van der Heijden , Achenteh, Pröpper, Qazaishvili 83' ( Leerdam), Vejinović, Ibarra 23' ( Oliynyk), Traoré 83' ( Đurđević), Labyad RESERVEBANK: Velthuizen, Wallace, McEachran, Nakamba | Cillessen, Van Rhijn, Van der Hoorn, Moisander , Boilesen, Klaassen 57', Riedewald 70' ( Bazoer), Andersen 90+1' ( Zimling), El-Ghazi 90+1', Milik 60' 80' ( Živković), Schöne RESERVEBANK: Onana, Kishna, Tete, Viergever |  |
| Stadion: GelreDome, Arnhem Toeschouwers: 20.384 Arbiter: Vink |              |           |      | Room, Diks 75', Mori, Van der Heijden , Achenteh, Pröpper, Qazaishvili 83' ( Leerdam), Vejinović, Ibarra 23' ( Oliynyk), Traoré 83' ( Đurđević), Labyad RESERVEBANK: Velthuizen, Wallace, McEachran, Nakamba | Cillessen, Van Rhijn, Van der Hoorn, Moisander , Boilesen, Klaassen 57', Riedewald 70' ( Bazoer), Andersen 90+1' ( Zimling), El-Ghazi 90+1', Milik 60' 80' ( Živković), Schöne RESERVEBANK: Onana, Kishna, Tete, Viergever |  |
| Stadion: GelreDome, Arnhem Toeschouwers: 20.384 Arbiter: Vink |              |           |      | Room, Diks 75', Mori, Van der Heijden , Achenteh, Pröpper, Qazaishvili 83' ( Leerdam), Vejinović, Ibarra 23' ( Oliynyk), Traoré 83' ( Đurđević), Labyad RESERVEBANK: Velthuizen, Wallace, McEachran, Nakamba | Cillessen, Van Rhijn, Van der Hoorn, Moisander , Boilesen, Klaassen 57', Riedewald 70' ( Bazoer), Andersen 90+1' ( Zimling), El-Ghazi 90+1', Milik 60' 80' ( Živković), Schöne RESERVEBANK: Onana, Kishna, Tete, Viergever |  |
| Bijz.: Kasjia geschorst                                       |              |           |      | | |  |

Speelronde 21:
| woensdag 4 februari 2015, 20:45                                                          | SC Cambuur | 0-2 (0-1) | Vitesse                     | Opstelling SC Cambuur | Opstelling Vitesse |  |
| Stadion: Cambuurstadion, Leeuwarden Toeschouwers: 9.373 Arbiter: Kamphuis                |            |           | 34' Qazaishvili 56' Oliynyk | Nienhuis, Pereira 46' ( Bijker), Reijnen 47', Mac-Intosch, Andriuškevičius 68' ( Steblecki), Bytyqi, El Makrini , Barto, Rosheuvel, Ogbeche 72', De Ridder 46' ( Van de Streek) RESERVEBANK: Zeinstra, Droste, Bakker, Meleg | Room, Diks, Kasjia , Van der Heijden, Achenteh, Pröpper, Vejinović, Qazaishvili 75' ( McEachran), Labyad, Traoré 79' ( Đurđević), Oliynyk RESERVEBANK: Houwen, Wallace, Mori, Leerdam, Dauda |  |
| Stadion: Cambuurstadion, Leeuwarden Toeschouwers: 9.373 Arbiter: Kamphuis                |            |           |                             | Nienhuis, Pereira 46' ( Bijker), Reijnen 47', Mac-Intosch, Andriuškevičius 68' ( Steblecki), Bytyqi, El Makrini , Barto, Rosheuvel, Ogbeche 72', De Ridder 46' ( Van de Streek) RESERVEBANK: Zeinstra, Droste, Bakker, Meleg | Room, Diks, Kasjia , Van der Heijden, Achenteh, Pröpper, Vejinović, Qazaishvili 75' ( McEachran), Labyad, Traoré 79' ( Đurđević), Oliynyk RESERVEBANK: Houwen, Wallace, Mori, Leerdam, Dauda |  |
| Stadion: Cambuurstadion, Leeuwarden Toeschouwers: 9.373 Arbiter: Kamphuis                |            |           |                             | Nienhuis, Pereira 46' ( Bijker), Reijnen 47', Mac-Intosch, Andriuškevičius 68' ( Steblecki), Bytyqi, El Makrini , Barto, Rosheuvel, Ogbeche 72', De Ridder 46' ( Van de Streek) RESERVEBANK: Zeinstra, Droste, Bakker, Meleg | Room, Diks, Kasjia , Van der Heijden, Achenteh, Pröpper, Vejinović, Qazaishvili 75' ( McEachran), Labyad, Traoré 79' ( Đurđević), Oliynyk RESERVEBANK: Houwen, Wallace, Mori, Leerdam, Dauda |  |
| Bijz.: In de 80e minuut wordt de wedstrijd kort stilgelegd om lijnen sneeuwvrij te maken |            |           |                             | | |  |

Speelronde 22:
| zaterdag 7 februari 2015, 20:45                                                              | NAC Breda | 0-1 (0-0) | Vitesse    | Opstelling NAC Breda | Opstelling Vitesse |  |
| Stadion: Rat Verlegh Stadion, Breda Toeschouwers: 17.800 Arbiter: Wiedemeijer                |           |           | 64' Traoré | Ten Rouwelaar, Ligeon, Marcellis , Koch, Van der Weg, Borahsasar 62' ( Zschusschen), Swerts 69' ( Matić), De Kamps 82' ( Suk), Seuntjens, Fernandez, Tighadouini RESERVEBANK: Noppert, De Roover, Amieux, – | Room, Diks, Kasjia , Van der Heijden, Achenteh, Pröpper, Vejinović, Qazaishvili, Labyad 73' 77' ( Leerdam), Traoré 90' ( Wallace), Oliynyk 62' ( Đurđević) RESERVEBANK: Velthuizen, Mori, McEachran, Dauda |  |
| Stadion: Rat Verlegh Stadion, Breda Toeschouwers: 17.800 Arbiter: Wiedemeijer                |           |           |            | Ten Rouwelaar, Ligeon, Marcellis , Koch, Van der Weg, Borahsasar 62' ( Zschusschen), Swerts 69' ( Matić), De Kamps 82' ( Suk), Seuntjens, Fernandez, Tighadouini RESERVEBANK: Noppert, De Roover, Amieux, – | Room, Diks, Kasjia , Van der Heijden, Achenteh, Pröpper, Vejinović, Qazaishvili, Labyad 73' 77' ( Leerdam), Traoré 90' ( Wallace), Oliynyk 62' ( Đurđević) RESERVEBANK: Velthuizen, Mori, McEachran, Dauda |  |
| Stadion: Rat Verlegh Stadion, Breda Toeschouwers: 17.800 Arbiter: Wiedemeijer                |           |           |            | Ten Rouwelaar, Ligeon, Marcellis , Koch, Van der Weg, Borahsasar 62' ( Zschusschen), Swerts 69' ( Matić), De Kamps 82' ( Suk), Seuntjens, Fernandez, Tighadouini RESERVEBANK: Noppert, De Roover, Amieux, – | Room, Diks, Kasjia , Van der Heijden, Achenteh, Pröpper, Vejinović, Qazaishvili, Labyad 73' 77' ( Leerdam), Traoré 90' ( Wallace), Oliynyk 62' ( Đurđević) RESERVEBANK: Velthuizen, Mori, McEachran, Dauda |  |
| Bijz.: Falkenburg raakt geblesseerd tijdens de warming up en wordt vervangen door Borahsasar |           |           |            | | |  |

Speelronde 23:
| zaterdag 14 februari 2015, 19:45                                      | Vitesse               | 2-0 (2-0) | Willem II | Opstelling Vitesse | Opstelling Willem II |  |
| Stadion: GelreDome, Arnhem Toeschouwers: 13.956 Arbiter: Van de Graaf | Labyad 28' Traoré 44' |           |           | Room, Diks 87', Kasjia , Van der Heijden, Achenteh 17', Pröpper, Vejinović, Qazaishvili, Labyad 73' ( Wallace), Traoré 55' 90+1' ( Dauda), Oliynyk 86' ( Đurđević) RESERVEBANK: Velthuizen, Mori, Leerdam, McEachran | Lamprou, Van der Struijk, D. Wuytens, Peters , Dijks, S. Wuytens, Braber 60' ( Pluim), Haemhouts 54' ( Messaoud), Ondaan 17', Armenteros, Sahar 72' ( Cabral) RESERVEBANK: Meul, Heerkens, Cornelisse, Vicento |  |
| Stadion: GelreDome, Arnhem Toeschouwers: 13.956 Arbiter: Van de Graaf |                       |           |           | Room, Diks 87', Kasjia , Van der Heijden, Achenteh 17', Pröpper, Vejinović, Qazaishvili, Labyad 73' ( Wallace), Traoré 55' 90+1' ( Dauda), Oliynyk 86' ( Đurđević) RESERVEBANK: Velthuizen, Mori, Leerdam, McEachran | Lamprou, Van der Struijk, D. Wuytens, Peters , Dijks, S. Wuytens, Braber 60' ( Pluim), Haemhouts 54' ( Messaoud), Ondaan 17', Armenteros, Sahar 72' ( Cabral) RESERVEBANK: Meul, Heerkens, Cornelisse, Vicento |  |
| Stadion: GelreDome, Arnhem Toeschouwers: 13.956 Arbiter: Van de Graaf |                       |           |           | Room, Diks 87', Kasjia , Van der Heijden, Achenteh 17', Pröpper, Vejinović, Qazaishvili, Labyad 73' ( Wallace), Traoré 55' 90+1' ( Dauda), Oliynyk 86' ( Đurđević) RESERVEBANK: Velthuizen, Mori, Leerdam, McEachran | Lamprou, Van der Struijk, D. Wuytens, Peters , Dijks, S. Wuytens, Braber 60' ( Pluim), Haemhouts 54' ( Messaoud), Ondaan 17', Armenteros, Sahar 72' ( Cabral) RESERVEBANK: Meul, Heerkens, Cornelisse, Vicento |  |
|                                                                       |                       |           |           | | |  |

Speelronde 24:
| zondag 22 februari 2015, 14:30                                             | FC Twente  | 1-2 (0-1) | Vitesse                      | Opstelling FC Twente | Opstelling Vitesse |  |
| Stadion: De Grolsch Veste, Enschede Toeschouwers: 27.600 Arbiter: Makkelie | Corona 82' |           | 17' Labyad 90+2' Qazaishvili | Stevens, Ter Avest 74' ( Eghan), Martina , Tapia, Schilder, Mokotjo, Corona 7', Ziyech, Ould-Chikh 60' ( David), Castaignos, Mokhtar RESERVEBANK: Bednarek, Børven, Koppers, Andersen, Engelaar | Room, Diks, Kasjia 90+1', Van der Heijden, Achenteh, Pröpper, Vejinović 89' ( Mori), Qazaishvili, Labyad 67' ( Ibarra), Traoré 60' 79' ( Đurđević), Oliynyk RESERVEBANK: Velthuizen, Wallace, McEachran, Dauda |  |
| Stadion: De Grolsch Veste, Enschede Toeschouwers: 27.600 Arbiter: Makkelie |            |           |                              | Stevens, Ter Avest 74' ( Eghan), Martina , Tapia, Schilder, Mokotjo, Corona 7', Ziyech, Ould-Chikh 60' ( David), Castaignos, Mokhtar RESERVEBANK: Bednarek, Børven, Koppers, Andersen, Engelaar | Room, Diks, Kasjia 90+1', Van der Heijden, Achenteh, Pröpper, Vejinović 89' ( Mori), Qazaishvili, Labyad 67' ( Ibarra), Traoré 60' 79' ( Đurđević), Oliynyk RESERVEBANK: Velthuizen, Wallace, McEachran, Dauda |  |
| Stadion: De Grolsch Veste, Enschede Toeschouwers: 27.600 Arbiter: Makkelie |            |           |                              | Stevens, Ter Avest 74' ( Eghan), Martina , Tapia, Schilder, Mokotjo, Corona 7', Ziyech, Ould-Chikh 60' ( David), Castaignos, Mokhtar RESERVEBANK: Bednarek, Børven, Koppers, Andersen, Engelaar | Room, Diks, Kasjia 90+1', Van der Heijden, Achenteh, Pröpper, Vejinović 89' ( Mori), Qazaishvili, Labyad 67' ( Ibarra), Traoré 60' 79' ( Đurđević), Oliynyk RESERVEBANK: Velthuizen, Wallace, McEachran, Dauda |  |
|                                                                            |            |           |                              | | |  |

Speelronde 25:
| zaterdag 28 februari 2015, 18:30                              | Vitesse                                       | 2-1 (1-1) | PEC Zwolle | Opstelling Vitesse | Opstelling PEC Zwolle |  |
| Stadion: GelreDome, Arnhem Toeschouwers: 22.354 Arbiter: Blom | Traoré 34' Vejinović 45+1' (pen.) Pröpper 64' |           | 4' Saymak  | Room, Diks 42', Kasjia 59', Van der Heijden, Achenteh, Pröpper, Vejinović 82' ( Mori), Qazaishvili, Labyad 77' ( Ibarra), Traoré 88' ( Đurđević), Oliynyk RESERVEBANK: Velthuizen, Wallace, Leerdam, McEachran | Hahn, Van Polen , Van der Werff 17' ( Lam 33'), Broerse, Van Hintum, Rienstra 45', Drost, Brama, Lukoki 75' ( Babalj), Thomas 46' ( Necid), Saymak RESERVEBANK: Begois, Dekker, Moro, Pereira |  |
| Stadion: GelreDome, Arnhem Toeschouwers: 22.354 Arbiter: Blom |                                               |           |            | Room, Diks 42', Kasjia 59', Van der Heijden, Achenteh, Pröpper, Vejinović 82' ( Mori), Qazaishvili, Labyad 77' ( Ibarra), Traoré 88' ( Đurđević), Oliynyk RESERVEBANK: Velthuizen, Wallace, Leerdam, McEachran | Hahn, Van Polen , Van der Werff 17' ( Lam 33'), Broerse, Van Hintum, Rienstra 45', Drost, Brama, Lukoki 75' ( Babalj), Thomas 46' ( Necid), Saymak RESERVEBANK: Begois, Dekker, Moro, Pereira |  |
| Stadion: GelreDome, Arnhem Toeschouwers: 22.354 Arbiter: Blom |                                               |           |            | Room, Diks 42', Kasjia 59', Van der Heijden, Achenteh, Pröpper, Vejinović 82' ( Mori), Qazaishvili, Labyad 77' ( Ibarra), Traoré 88' ( Đurđević), Oliynyk RESERVEBANK: Velthuizen, Wallace, Leerdam, McEachran | Hahn, Van Polen , Van der Werff 17' ( Lam 33'), Broerse, Van Hintum, Rienstra 45', Drost, Brama, Lukoki 75' ( Babalj), Thomas 46' ( Necid), Saymak RESERVEBANK: Begois, Dekker, Moro, Pereira |  |
|                                                               |                                               |           |            | | |  |

Speelronde 26:
| zaterdag 7 maart 2015, 19:45                                         | Heracles Almelo | 1-1 (0-1) | Vitesse    | Opstelling Heracles Almelo | Opstelling Vitesse |  |
| Stadion: Polman Stadion, Almelo Toeschouwers: 8.231 Arbiter: Kuipers | Avdić 90+4'     |           | 21' Traoré | Castro, Breukers, Schenkeveld 45' ( Zomer 65'), Veldmate 82' ( Avdić), Aktaou 46' ( Cziommer), Vujičević, Bruns, Fledderus , Linssen 52', Weghorst 57', Darri 90' RESERVEBANK: Telgenkamp, Sibum, Bel Hassani, Navrátil | Room, Diks, Mori, Van der Heijden , Achenteh, Pröpper, Vejinović, Qazaishvili 70' ( Leerdam), Labyad, Traoré 90+4' ( Đurđević), Oliynyk 71' ( Ibarra 90') RESERVEBANK: Velthuizen, Wallace, McEachran, Kruiswijk |  |
| Stadion: Polman Stadion, Almelo Toeschouwers: 8.231 Arbiter: Kuipers |                 |           |            | Castro, Breukers, Schenkeveld 45' ( Zomer 65'), Veldmate 82' ( Avdić), Aktaou 46' ( Cziommer), Vujičević, Bruns, Fledderus , Linssen 52', Weghorst 57', Darri 90' RESERVEBANK: Telgenkamp, Sibum, Bel Hassani, Navrátil | Room, Diks, Mori, Van der Heijden , Achenteh, Pröpper, Vejinović, Qazaishvili 70' ( Leerdam), Labyad, Traoré 90+4' ( Đurđević), Oliynyk 71' ( Ibarra 90') RESERVEBANK: Velthuizen, Wallace, McEachran, Kruiswijk |  |
| Stadion: Polman Stadion, Almelo Toeschouwers: 8.231 Arbiter: Kuipers |                 |           |            | Castro, Breukers, Schenkeveld 45' ( Zomer 65'), Veldmate 82' ( Avdić), Aktaou 46' ( Cziommer), Vujičević, Bruns, Fledderus , Linssen 52', Weghorst 57', Darri 90' RESERVEBANK: Telgenkamp, Sibum, Bel Hassani, Navrátil | Room, Diks, Mori, Van der Heijden , Achenteh, Pröpper, Vejinović, Qazaishvili 70' ( Leerdam), Labyad, Traoré 90+4' ( Đurđević), Oliynyk 71' ( Ibarra 90') RESERVEBANK: Velthuizen, Wallace, McEachran, Kruiswijk |  |
| Bijz.: Kasjia geschorst                                              |                 |           |            | | |  |

Speelronde 27:
| vrijdag 13 maart 2015, 20:00                                                | Vitesse                                          | 3-1 (1-1) | AZ          | Opstelling Vitesse | Opstelling AZ |  |
| Stadion: GelreDome, Arnhem Toeschouwers: 23.381 Arbiter: Wiedemeijer        | Traoré 7' Vejinović 73' (pen.) Qazaishvili 90+4' |           | 8' Berghuis | Room, Diks, Kasjia , Van der Heijden 79', Achenteh, Pröpper 38', Vejinović, Qazaishvili, Labyad 85' ( Ibarra), Traoré 87' ( Đurđević), Oliynyk 90' RESERVEBANK: Velthuizen, Mori, Leerdam, McEachran, Kruiswijk | Esteban, Johansson, Gouweleeuw , Hoedt, Poulsen, Henriksen, Elm 74' ( Dos Santos), Haye 86' ( Mühren), Berghuis, Jóhannsson, Tanković 74' ( Hupperts) RESERVEBANK: Rochet, Luckassen, Haps, Spierings |  |
| Stadion: GelreDome, Arnhem Toeschouwers: 23.381 Arbiter: Wiedemeijer        |                                                  |           |             | Room, Diks, Kasjia , Van der Heijden 79', Achenteh, Pröpper 38', Vejinović, Qazaishvili, Labyad 85' ( Ibarra), Traoré 87' ( Đurđević), Oliynyk 90' RESERVEBANK: Velthuizen, Mori, Leerdam, McEachran, Kruiswijk | Esteban, Johansson, Gouweleeuw , Hoedt, Poulsen, Henriksen, Elm 74' ( Dos Santos), Haye 86' ( Mühren), Berghuis, Jóhannsson, Tanković 74' ( Hupperts) RESERVEBANK: Rochet, Luckassen, Haps, Spierings |  |
| Stadion: GelreDome, Arnhem Toeschouwers: 23.381 Arbiter: Wiedemeijer        |                                                  |           |             | Room, Diks, Kasjia , Van der Heijden 79', Achenteh, Pröpper 38', Vejinović, Qazaishvili, Labyad 85' ( Ibarra), Traoré 87' ( Đurđević), Oliynyk 90' RESERVEBANK: Velthuizen, Mori, Leerdam, McEachran, Kruiswijk | Esteban, Johansson, Gouweleeuw , Hoedt, Poulsen, Henriksen, Elm 74' ( Dos Santos), Haye 86' ( Mühren), Berghuis, Jóhannsson, Tanković 74' ( Hupperts) RESERVEBANK: Rochet, Luckassen, Haps, Spierings |  |
| Bijz.: Het doelpunt van Traoré is het 1500e Eredivisie-doelpunt van Vitesse |                                                  |           |             | | |  |

Speelronde 28:
| zaterdag 21 maart 2015, 18:30                                             | Go Ahead Eagles | 0-2 (0-1) | Vitesse                 | Opstelling Go Ahead Eagles | Opstelling Vitesse |  |
| Stadion: De Adelaarshorst, Deventer Toeschouwers: 7.863 Arbiter: Makkelie |                 |           | 5' Labyad 65' Vejinović | Van der Hart, Amevor 79', Vriends, Van der Linden, Schenk, Rijsdijk 66' ( Van Ooijen), Overgoor, Türüç, Reimerink, Kolder , Verhoek 46' ( De Sa) RESERVEBANK: Cummins, Nieuwpoort, Lambooij, Wijnaldum, Plet | Room, Diks, Kasjia , Van der Heijden, Achenteh 85' ( Kruiswijk), Pröpper, Vejinović, Qazaishvili, Labyad 55', Traoré 84' ( Ibarra), Oliynyk 84' ( Đurđević) RESERVEBANK: Velthuizen, Mori, Leerdam, McEachran |  |
| Stadion: De Adelaarshorst, Deventer Toeschouwers: 7.863 Arbiter: Makkelie |                 |           |                         | Van der Hart, Amevor 79', Vriends, Van der Linden, Schenk, Rijsdijk 66' ( Van Ooijen), Overgoor, Türüç, Reimerink, Kolder , Verhoek 46' ( De Sa) RESERVEBANK: Cummins, Nieuwpoort, Lambooij, Wijnaldum, Plet | Room, Diks, Kasjia , Van der Heijden, Achenteh 85' ( Kruiswijk), Pröpper, Vejinović, Qazaishvili, Labyad 55', Traoré 84' ( Ibarra), Oliynyk 84' ( Đurđević) RESERVEBANK: Velthuizen, Mori, Leerdam, McEachran |  |
| Stadion: De Adelaarshorst, Deventer Toeschouwers: 7.863 Arbiter: Makkelie |                 |           |                         | Van der Hart, Amevor 79', Vriends, Van der Linden, Schenk, Rijsdijk 66' ( Van Ooijen), Overgoor, Türüç, Reimerink, Kolder , Verhoek 46' ( De Sa) RESERVEBANK: Cummins, Nieuwpoort, Lambooij, Wijnaldum, Plet | Room, Diks, Kasjia , Van der Heijden, Achenteh 85' ( Kruiswijk), Pröpper, Vejinović, Qazaishvili, Labyad 55', Traoré 84' ( Ibarra), Oliynyk 84' ( Đurđević) RESERVEBANK: Velthuizen, Mori, Leerdam, McEachran |  |
|                                                                           |                 |           |                         | | |  |

Speelronde 29:
| zaterdag 4 april 2015, 18:30                                     | Vitesse         | 1-1 (0-1) | FC Groningen | Opstelling Vitesse | Opstelling FC Groningen |  |
| Stadion: GelreDome, Arnhem Toeschouwers: 20.121 Arbiter: Nijhuis | Padt 79' (e.d.) |           | 13' Lindgren | Room, Diks, Kasjia , Van der Heijden 60', Achenteh, Pröpper, Vejinović 90+1' ( McEachran), Qazaishvili 68' ( Đurđević 90+4'), Labyad, Traoré, Oliynyk 68' ( Ibarra) RESERVEBANK: Velthuizen, Wallace, Mori, Leerdam | Padt 75', Kappelhof, Botteghin, Lindgren, Burnet, Mahi 80' 84' ( Van Nieff), Tibbling, Chery, Kieftenbeld , Rusnák 73' ( Van der Velden 84'), Hoesen 71' 82' ( Bacuna) RESERVEBANK: Van der Vlag, Van der Laan, Hateboer, Payne |  |
| Stadion: GelreDome, Arnhem Toeschouwers: 20.121 Arbiter: Nijhuis |                 |           |              | Room, Diks, Kasjia , Van der Heijden 60', Achenteh, Pröpper, Vejinović 90+1' ( McEachran), Qazaishvili 68' ( Đurđević 90+4'), Labyad, Traoré, Oliynyk 68' ( Ibarra) RESERVEBANK: Velthuizen, Wallace, Mori, Leerdam | Padt 75', Kappelhof, Botteghin, Lindgren, Burnet, Mahi 80' 84' ( Van Nieff), Tibbling, Chery, Kieftenbeld , Rusnák 73' ( Van der Velden 84'), Hoesen 71' 82' ( Bacuna) RESERVEBANK: Van der Vlag, Van der Laan, Hateboer, Payne |  |
| Stadion: GelreDome, Arnhem Toeschouwers: 20.121 Arbiter: Nijhuis |                 |           |              | Room, Diks, Kasjia , Van der Heijden 60', Achenteh, Pröpper, Vejinović 90+1' ( McEachran), Qazaishvili 68' ( Đurđević 90+4'), Labyad, Traoré, Oliynyk 68' ( Ibarra) RESERVEBANK: Velthuizen, Wallace, Mori, Leerdam | Padt 75', Kappelhof, Botteghin, Lindgren, Burnet, Mahi 80' 84' ( Van Nieff), Tibbling, Chery, Kieftenbeld , Rusnák 73' ( Van der Velden 84'), Hoesen 71' 82' ( Bacuna) RESERVEBANK: Van der Vlag, Van der Laan, Hateboer, Payne |  |
|                                                                  |                 |           |              | | |  |

Speelronde 30:
| zaterdag 11 april 2015, 18:30                                              | Excelsior     | 1-3 (1-1) | Vitesse                     | Opstelling Excelsior | Opstelling Vitesse |  |
| Stadion: Stadion Woudestein, Rotterdam Toeschouwers: 3.600 Arbiter: Mulder | Van Weert 41' |           | 39' 72' Traoré 90+2' Ibarra | Coutinho, Karami, Fischer 86' ( De Reuver), Van Diermen, Kuipers 70', Auassar 79' ( Vermeulen), Kruys ( 86'+), Stans, Van Mieghem, Van Weert, Gouriye 79' ( Botaka) RESERVEBANK: Deckers, Mattheij, Varela, Bovenberg | Room, Diks, Kasjia , Mori 83', Achenteh, Pröpper 90', McEachran, Qazaishvili, Ibarra, Traoré, Labyad 78' ( Oliynyk) RESERVEBANK: Houwen, Leerdam, Đurđević, Dauda, Nakamba, Bosz |  |
| Stadion: Stadion Woudestein, Rotterdam Toeschouwers: 3.600 Arbiter: Mulder |               |           |                             | Coutinho, Karami, Fischer 86' ( De Reuver), Van Diermen, Kuipers 70', Auassar 79' ( Vermeulen), Kruys ( 86'+), Stans, Van Mieghem, Van Weert, Gouriye 79' ( Botaka) RESERVEBANK: Deckers, Mattheij, Varela, Bovenberg | Room, Diks, Kasjia , Mori 83', Achenteh, Pröpper 90', McEachran, Qazaishvili, Ibarra, Traoré, Labyad 78' ( Oliynyk) RESERVEBANK: Houwen, Leerdam, Đurđević, Dauda, Nakamba, Bosz |  |
| Stadion: Stadion Woudestein, Rotterdam Toeschouwers: 3.600 Arbiter: Mulder |               |           |                             | Coutinho, Karami, Fischer 86' ( De Reuver), Van Diermen, Kuipers 70', Auassar 79' ( Vermeulen), Kruys ( 86'+), Stans, Van Mieghem, Van Weert, Gouriye 79' ( Botaka) RESERVEBANK: Deckers, Mattheij, Varela, Bovenberg | Room, Diks, Kasjia , Mori 83', Achenteh, Pröpper 90', McEachran, Qazaishvili, Ibarra, Traoré, Labyad 78' ( Oliynyk) RESERVEBANK: Houwen, Leerdam, Đurđević, Dauda, Nakamba, Bosz |  |
| Bijz.: Van der Heijden geschorst                                           |               |           |                             | | |  |

Speelronde 31:
| zaterdag 18 april 2015, 19:45                                     | Vitesse                        | 3-0 (0-0) | FC Dordrecht | Opstelling Vitesse | Opstelling FC Dordrecht |  |
| Stadion: GelreDome, Arnhem Toeschouwers: 17.126 Arbiter: Kamphuis | Qazaishvili 52' 65' Ibarra 68' |           |              | Room, Diks, Kasjia 59', Van der Heijden, Achenteh, Vejinović 78' ( Nakamba), Qazaishvili, McEachran, Ibarra 70' ( Đurđević), Traoré 84', Labyad 9' 46' ( Oliynyk) RESERVEBANK: Houwen, Mori, Dauda, Bosz | Kurto, Klaiber 57' ( Touré), Van Haaren, Troost-Ekong, Peersman, Fortes , Haddad, Van Overeem, Korte, Biekman 53' ( Ten Voorde), Pisas RESERVEBANK: Meulmeester, Alisic, Goossens, Lima, – |  |
| Stadion: GelreDome, Arnhem Toeschouwers: 17.126 Arbiter: Kamphuis |                                |           |              | Room, Diks, Kasjia 59', Van der Heijden, Achenteh, Vejinović 78' ( Nakamba), Qazaishvili, McEachran, Ibarra 70' ( Đurđević), Traoré 84', Labyad 9' 46' ( Oliynyk) RESERVEBANK: Houwen, Mori, Dauda, Bosz | Kurto, Klaiber 57' ( Touré), Van Haaren, Troost-Ekong, Peersman, Fortes , Haddad, Van Overeem, Korte, Biekman 53' ( Ten Voorde), Pisas RESERVEBANK: Meulmeester, Alisic, Goossens, Lima, – |  |
| Stadion: GelreDome, Arnhem Toeschouwers: 17.126 Arbiter: Kamphuis |                                |           |              | Room, Diks, Kasjia 59', Van der Heijden, Achenteh, Vejinović 78' ( Nakamba), Qazaishvili, McEachran, Ibarra 70' ( Đurđević), Traoré 84', Labyad 9' 46' ( Oliynyk) RESERVEBANK: Houwen, Mori, Dauda, Bosz | Kurto, Klaiber 57' ( Touré), Van Haaren, Troost-Ekong, Peersman, Fortes , Haddad, Van Overeem, Korte, Biekman 53' ( Ten Voorde), Pisas RESERVEBANK: Meulmeester, Alisic, Goossens, Lima, – |  |
| Bijz.: Pröpper geschorst                                          |                                |           |              | | |  |

Speelronde 32:
| vrijdag 24 april 2015, 20:00                                                                  | ADO Den Haag | 1-0 (0-0) | Vitesse | Opstelling ADO Den Haag | Opstelling Vitesse |  |
| Stadion: Kyocera Stadion, Den Haag Toeschouwers: 14.837 Arbiter: Janssen                      | Kramer 85'   |           |         | Hansen, Malone, Wormgoor, Derijck, Meijers, Jansen, Kristensen 90', Alberg 42' 90+4' ( De Vlugt), Bakker, Kramer, Van Duinen 73' ( Kastaneer 75') RESERVEBANK: Zwinkels, Schet, Ebuehi, Hevel, Nieuwenhuijs | Room, Diks 79' ( Wallace), Kasjia , Van der Heijden, Achenteh, Pröpper, Vejinović 44' 63' ( McEachran), Qazaishvili 63' ( Nakamba 90+3'), Labyad, Đurđević, Oliynyk RESERVEBANK: Houwen, Mori, Dauda, Bosz |  |
| Stadion: Kyocera Stadion, Den Haag Toeschouwers: 14.837 Arbiter: Janssen                      |              |           |         | Hansen, Malone, Wormgoor, Derijck, Meijers, Jansen, Kristensen 90', Alberg 42' 90+4' ( De Vlugt), Bakker, Kramer, Van Duinen 73' ( Kastaneer 75') RESERVEBANK: Zwinkels, Schet, Ebuehi, Hevel, Nieuwenhuijs | Room, Diks 79' ( Wallace), Kasjia , Van der Heijden, Achenteh, Pröpper, Vejinović 44' 63' ( McEachran), Qazaishvili 63' ( Nakamba 90+3'), Labyad, Đurđević, Oliynyk RESERVEBANK: Houwen, Mori, Dauda, Bosz |  |
| Stadion: Kyocera Stadion, Den Haag Toeschouwers: 14.837 Arbiter: Janssen                      |              |           |         | Hansen, Malone, Wormgoor, Derijck, Meijers, Jansen, Kristensen 90', Alberg 42' 90+4' ( De Vlugt), Bakker, Kramer, Van Duinen 73' ( Kastaneer 75') RESERVEBANK: Zwinkels, Schet, Ebuehi, Hevel, Nieuwenhuijs | Room, Diks 79' ( Wallace), Kasjia , Van der Heijden, Achenteh, Pröpper, Vejinović 44' 63' ( McEachran), Qazaishvili 63' ( Nakamba 90+3'), Labyad, Đurđević, Oliynyk RESERVEBANK: Houwen, Mori, Dauda, Bosz |  |
| Bijz.: Traoré geschorst; door een brandalarm in het stadion duurt de rust vijf minuten langer |              |           |         | | |  |

Speelronde 33:
| maandag 11 mei 2015, 20:00 | Feyenoord     | 1-4 (1-3) | Vitesse                                                       | Opstelling Feyenoord | Opstelling Vitesse |  |
| Stadion: Stadion Feijenoord, Rotterdam Toeschouwers: 46.500 Arbiter: Kuipers | Toornstra 38' |           | 13' Qazaishvili 31' Van der Heijden 44' Achenteh 90+1' Labyad | Vermeer, Karsdorp, Van Beek, Kongolo 90+4', Nelom 68' ( Achahbar), El Ahmadi 80' 82' ( Vilhena), Immers, Clasie , Toornstra, Kâzım-Richards, Boëtius 63' ( Manu) RESERVEBANK: Mulder, Wilkshire, Mathijsen, Te Vrede | Room, Diks, Kasjia , Van der Heijden, Achenteh, Pröpper, McEachran 57' 89' ( Kruiswijk), Qazaishvili 76' ( Nakamba), Ibarra 27' 74' ( Wallace 88'), Traoré, Labyad RESERVEBANK: Velthuizen, Mori, Đurđević, Bosz |  |
| Stadion: Stadion Feijenoord, Rotterdam Toeschouwers: 46.500 Arbiter: Kuipers |               |           |                                                               | Vermeer, Karsdorp, Van Beek, Kongolo 90+4', Nelom 68' ( Achahbar), El Ahmadi 80' 82' ( Vilhena), Immers, Clasie , Toornstra, Kâzım-Richards, Boëtius 63' ( Manu) RESERVEBANK: Mulder, Wilkshire, Mathijsen, Te Vrede | Room, Diks, Kasjia , Van der Heijden, Achenteh, Pröpper, McEachran 57' 89' ( Kruiswijk), Qazaishvili 76' ( Nakamba), Ibarra 27' 74' ( Wallace 88'), Traoré, Labyad RESERVEBANK: Velthuizen, Mori, Đurđević, Bosz |  |
| Stadion: Stadion Feijenoord, Rotterdam Toeschouwers: 46.500 Arbiter: Kuipers |               |           |                                                               | Vermeer, Karsdorp, Van Beek, Kongolo 90+4', Nelom 68' ( Achahbar), El Ahmadi 80' 82' ( Vilhena), Immers, Clasie , Toornstra, Kâzım-Richards, Boëtius 63' ( Manu) RESERVEBANK: Mulder, Wilkshire, Mathijsen, Te Vrede | Room, Diks, Kasjia , Van der Heijden, Achenteh, Pröpper, McEachran 57' 89' ( Kruiswijk), Qazaishvili 76' ( Nakamba), Ibarra 27' 74' ( Wallace 88'), Traoré, Labyad RESERVEBANK: Velthuizen, Mori, Đurđević, Bosz |  |
| Bijz.: Vejinović geschorst. De wedstrijd was oorspronkelijk ingepland op 10 mei maar werd verboden door burgemeester Ahmed Aboutaleb van Rotterdam omdat de reguliere politie-inzet niet beschikbaar was. Hierdoor werd de wedstrijd niet tegelijkertijd gespeeld met de andere wedstrijden uit de 33e competitieronde. In verband met het overlijden van de vrouw van Patrick Lodewijks (de keeperstrainer van Feyenoord) speelden beide ploegen met rouwbanden. |               |           |                                                               | | |  |

Speelronde 34:
| zondag 17 mei 2015, 14:30                                         | Vitesse                   | 3-3 (2-2) | FC Utrecht                            | Opstelling Vitesse | Opstelling FC Utrecht |  |
| Stadion: GelreDome, Arnhem Toeschouwers: 18.696 Arbiter: Makkelie | Traoré 13' 25' Labyad 89' |           | 44' Ayoub 45+1' Ramselaar 87' Verbeek | Room, Diks 60' ( Kruiswijk), Kasjia 88', Van der Heijden, Achenteh 60' ( Nakamba), Pröpper, McEachran, Qazaishvili, Ibarra 78' ( Wallace), Traoré, Labyad RESERVEBANK: Velthuizen, Mori, Vejinović, Đurđević | Ruiter, Van der Maarel, Letschert, De Lange 61' ( Troupée), Kum, Ramselaar 73' ( Verbeek), Janssen , Ayoub, Diemers 87' ( Rosheuvel), Haller, Rubin RESERVEBANK: Verhoeven, Peterson, Amrabat, Antwi |  |
| Stadion: GelreDome, Arnhem Toeschouwers: 18.696 Arbiter: Makkelie |                           |           |                                       | Room, Diks 60' ( Kruiswijk), Kasjia 88', Van der Heijden, Achenteh 60' ( Nakamba), Pröpper, McEachran, Qazaishvili, Ibarra 78' ( Wallace), Traoré, Labyad RESERVEBANK: Velthuizen, Mori, Vejinović, Đurđević | Ruiter, Van der Maarel, Letschert, De Lange 61' ( Troupée), Kum, Ramselaar 73' ( Verbeek), Janssen , Ayoub, Diemers 87' ( Rosheuvel), Haller, Rubin RESERVEBANK: Verhoeven, Peterson, Amrabat, Antwi |  |
| Stadion: GelreDome, Arnhem Toeschouwers: 18.696 Arbiter: Makkelie |                           |           |                                       | Room, Diks 60' ( Kruiswijk), Kasjia 88', Van der Heijden, Achenteh 60' ( Nakamba), Pröpper, McEachran, Qazaishvili, Ibarra 78' ( Wallace), Traoré, Labyad RESERVEBANK: Velthuizen, Mori, Vejinović, Đurđević | Ruiter, Van der Maarel, Letschert, De Lange 61' ( Troupée), Kum, Ramselaar 73' ( Verbeek), Janssen , Ayoub, Diemers 87' ( Rosheuvel), Haller, Rubin RESERVEBANK: Verhoeven, Peterson, Amrabat, Antwi |  |
|                                                                   |                           |           |                                       | | |  |

### KNVB Beker
De KNVB Beker 2014/15 start voor de clubs uit het betaald voetbal met de tweede ronde op 23, 24 of 25 september 2014.
- Op 3 juli 2014 loot Vitesse een uitwedstrijd tegen VVSB in de tweede ronde.[61] Vanwege het competitieprogramma van beide teams is aanvankelijk alleen woensdag 24 september beschikbaar voor het duel, maar door een wijziging van het voorafgaande duel van VVSB komt ook de dinsdag beschikbaar.
- Voor de derde ronde loot Vitesse een thuiswedstrijd tegen FC Dordrecht op dinsdag 28 oktober.[62]
- Op 31 oktober 2014 loot Vitesse een uitwedstrijd tegen Ajax voor de achtste finale.
- Op 18 december 2014 loot Vitesse een uitwedstrijd tegen FC Groningen voor de kwartfinale.[63]

Tweede ronde:
| dinsdag 23 september 2014, 17:00                                                      | VVSB             | 1-2 (0-1) | Vitesse                 | Opstelling VVSB | Opstelling Vitesse |  |
| Stadion: Sportpark de Boekhorst, Noordwijkerhout Toeschouwers: 1.000 Arbiter: Martens | Van der Slot 71' |           | 20' Traoré 90+1' Ibarra | Ronald van der Meer, Peet van der Slot, Jordy Zwart, Stefan Kraaijvanger, Jelmer Vijlbrief, Bas Ruigrok, Vladimir Jozic , Frans van Niel 54' ( Brandon Zigo Tichem), Michael van Laere, Giovialli Serbony, Tomas Tavilla 46' ( Maikey Parami) RESERVEBANK: Tim de Rijk, Stijn van der Slot, Mats Warmerdam, Ramon Hoek, Luuk van Paridon | Room, Diks, Kruiswijk, Van der Heijden , Achenteh, Pröpper 90', Vejinović, McEachran, Traoré, Dauda 63' ( Qazaishvili), Oliynyk 71' ( Ibarra) RESERVEBANK: Velthuizen, Mori, Đurđević, Nakamba, Bosz |  |
| Stadion: Sportpark de Boekhorst, Noordwijkerhout Toeschouwers: 1.000 Arbiter: Martens |                  |           |                         | Ronald van der Meer, Peet van der Slot, Jordy Zwart, Stefan Kraaijvanger, Jelmer Vijlbrief, Bas Ruigrok, Vladimir Jozic , Frans van Niel 54' ( Brandon Zigo Tichem), Michael van Laere, Giovialli Serbony, Tomas Tavilla 46' ( Maikey Parami) RESERVEBANK: Tim de Rijk, Stijn van der Slot, Mats Warmerdam, Ramon Hoek, Luuk van Paridon | Room, Diks, Kruiswijk, Van der Heijden , Achenteh, Pröpper 90', Vejinović, McEachran, Traoré, Dauda 63' ( Qazaishvili), Oliynyk 71' ( Ibarra) RESERVEBANK: Velthuizen, Mori, Đurđević, Nakamba, Bosz |  |
| Stadion: Sportpark de Boekhorst, Noordwijkerhout Toeschouwers: 1.000 Arbiter: Martens |                  |           |                         | Ronald van der Meer, Peet van der Slot, Jordy Zwart, Stefan Kraaijvanger, Jelmer Vijlbrief, Bas Ruigrok, Vladimir Jozic , Frans van Niel 54' ( Brandon Zigo Tichem), Michael van Laere, Giovialli Serbony, Tomas Tavilla 46' ( Maikey Parami) RESERVEBANK: Tim de Rijk, Stijn van der Slot, Mats Warmerdam, Ramon Hoek, Luuk van Paridon | Room, Diks, Kruiswijk, Van der Heijden , Achenteh, Pröpper 90', Vejinović, McEachran, Traoré, Dauda 63' ( Qazaishvili), Oliynyk 71' ( Ibarra) RESERVEBANK: Velthuizen, Mori, Đurđević, Nakamba, Bosz |  |
|                                                                                       |                  |           |                         | | |  |

Derde ronde:
| dinsdag 28 oktober 2014, 20:45                                 | Vitesse                          | 2-1 (1-0) | FC Dordrecht   | Opstelling Vitesse | Opstelling FC Dordrecht |  |
| Stadion: GelreDome, Arnhem Toeschouwers: 7.000 Arbiter: Higler | Vejinović 45' (pen.) Oliynyk 81' |           | 83' Van Haaren | Velthuizen, Diks 71' ( Mori), Kruiswijk, Van der Heijden , Achenteh, Pröpper, Vejinović, Leerdam, Traoré, Dauda, Oliynyk RESERVEBANK: Room, Qazaishvili, Đurđević, Bosz, Ibarra, – | Kurto, Fortes 59', Haddad 72', Lima 46' ( Troost-Ekong), Peersman 52', Van Overeem, Van Haaren, Ojo , Koolwijk, Gosens 46' ( Pisas), Touré 75' ( Ten Voorde) RESERVEBANK: Te Loeke, Meulens, Lieder, Van Deelen |  |
| Stadion: GelreDome, Arnhem Toeschouwers: 7.000 Arbiter: Higler |                                  |           |                | Velthuizen, Diks 71' ( Mori), Kruiswijk, Van der Heijden , Achenteh, Pröpper, Vejinović, Leerdam, Traoré, Dauda, Oliynyk RESERVEBANK: Room, Qazaishvili, Đurđević, Bosz, Ibarra, – | Kurto, Fortes 59', Haddad 72', Lima 46' ( Troost-Ekong), Peersman 52', Van Overeem, Van Haaren, Ojo , Koolwijk, Gosens 46' ( Pisas), Touré 75' ( Ten Voorde) RESERVEBANK: Te Loeke, Meulens, Lieder, Van Deelen |  |
| Stadion: GelreDome, Arnhem Toeschouwers: 7.000 Arbiter: Higler |                                  |           |                | Velthuizen, Diks 71' ( Mori), Kruiswijk, Van der Heijden , Achenteh, Pröpper, Vejinović, Leerdam, Traoré, Dauda, Oliynyk RESERVEBANK: Room, Qazaishvili, Đurđević, Bosz, Ibarra, – | Kurto, Fortes 59', Haddad 72', Lima 46' ( Troost-Ekong), Peersman 52', Van Overeem, Van Haaren, Ojo , Koolwijk, Gosens 46' ( Pisas), Touré 75' ( Ten Voorde) RESERVEBANK: Te Loeke, Meulens, Lieder, Van Deelen |  |
|                                                                |                                  |           |                | | |  |

Achtste finale:
| donderdag 18 december 2014, 20:45                                                          | Ajax | 0-4 (0-2) | Vitesse                                     | Opstelling Ajax | Opstelling Vitesse |  |
| Stadion: Amsterdam ArenA, Amsterdam Toeschouwers: 35.835 Arbiter: Nijhuis                  |      |           | 22' 57' Traoré 45+1' Labyad 60' Qazaishvili | Boer, Van Rhijn 76' ( Ligeon), Veltman, Denswil, Viergever 58' ( Andersen), Klaassen , Riedewald, Serero, El-Ghazi, Milik 82' ( Živković), Kishna RESERVEBANK: Cillessen, Moisander, Van der Hoorn, Schöne | Room, Wallace 5' ( Diks), Kasjia , Van der Heijden, Achenteh 67', Qazaishvili, Vejinović, Pröpper 80' ( Leerdam), Ibarra, Traoré 66' ( McEachran), Labyad RESERVEBANK: Houwen, Oliynyk, Dauda, Nakamba |  |
| Stadion: Amsterdam ArenA, Amsterdam Toeschouwers: 35.835 Arbiter: Nijhuis                  |      |           |                                             | Boer, Van Rhijn 76' ( Ligeon), Veltman, Denswil, Viergever 58' ( Andersen), Klaassen , Riedewald, Serero, El-Ghazi, Milik 82' ( Živković), Kishna RESERVEBANK: Cillessen, Moisander, Van der Hoorn, Schöne | Room, Wallace 5' ( Diks), Kasjia , Van der Heijden, Achenteh 67', Qazaishvili, Vejinović, Pröpper 80' ( Leerdam), Ibarra, Traoré 66' ( McEachran), Labyad RESERVEBANK: Houwen, Oliynyk, Dauda, Nakamba |  |
| Stadion: Amsterdam ArenA, Amsterdam Toeschouwers: 35.835 Arbiter: Nijhuis                  |      |           |                                             | Boer, Van Rhijn 76' ( Ligeon), Veltman, Denswil, Viergever 58' ( Andersen), Klaassen , Riedewald, Serero, El-Ghazi, Milik 82' ( Živković), Kishna RESERVEBANK: Cillessen, Moisander, Van der Hoorn, Schöne | Room, Wallace 5' ( Diks), Kasjia , Van der Heijden, Achenteh 67', Qazaishvili, Vejinović, Pröpper 80' ( Leerdam), Ibarra, Traoré 66' ( McEachran), Labyad RESERVEBANK: Houwen, Oliynyk, Dauda, Nakamba |  |
| Bijz.: Wiedemeijer zou de wedstrijd fluiten maar ontbreekt vanwege zijn hoogzwangere vrouw |      |           |                                             | | |  |

Kwartfinale:
| woensdag 28 januari 2015, 20:45                                    | FC Groningen                                                    | 4-0 (0-0) | Vitesse | Opstelling FC Groningen | Opstelling Vitesse |  |
| Stadion: Euroborg, Groningen Toeschouwers: 12.458 Arbiter: Kuipers | De Leeuw 63' (pen.) 66' Chery 63' Van Nieff 76' Kieftenbeld 78' |           |         | Padt, Hateboer, Botteghin 2', Kappelhof 41', Van Nieff 12', Rusnák 69' ( Mahi), Tibbling, Kieftenbeld , Chery, Hoesen 52' ( Antonia), De Leeuw 82' ( Van der Velden) RESERVEBANK: Van der Vlag, Van der Laan, Lindgren, Payne | Room, Diks 78', Kasjia 61', Van der Heijden 65', Achenteh, Pröpper 36', Vejinović 81', Qazaishvili 69' ( Leerdam), Ibarra, Đurđević 16', Labyad 29' RESERVEBANK: Velthuizen, Wallace, Mori, McEachran, Dauda, Nakamba |  |
| Stadion: Euroborg, Groningen Toeschouwers: 12.458 Arbiter: Kuipers |                                                                 |           |         | Padt, Hateboer, Botteghin 2', Kappelhof 41', Van Nieff 12', Rusnák 69' ( Mahi), Tibbling, Kieftenbeld , Chery, Hoesen 52' ( Antonia), De Leeuw 82' ( Van der Velden) RESERVEBANK: Van der Vlag, Van der Laan, Lindgren, Payne | Room, Diks 78', Kasjia 61', Van der Heijden 65', Achenteh, Pröpper 36', Vejinović 81', Qazaishvili 69' ( Leerdam), Ibarra, Đurđević 16', Labyad 29' RESERVEBANK: Velthuizen, Wallace, Mori, McEachran, Dauda, Nakamba |  |
| Stadion: Euroborg, Groningen Toeschouwers: 12.458 Arbiter: Kuipers |                                                                 |           |         | Padt, Hateboer, Botteghin 2', Kappelhof 41', Van Nieff 12', Rusnák 69' ( Mahi), Tibbling, Kieftenbeld , Chery, Hoesen 52' ( Antonia), De Leeuw 82' ( Van der Velden) RESERVEBANK: Van der Vlag, Van der Laan, Lindgren, Payne | Room, Diks 78', Kasjia 61', Van der Heijden 65', Achenteh, Pröpper 36', Vejinović 81', Qazaishvili 69' ( Leerdam), Ibarra, Đurđević 16', Labyad 29' RESERVEBANK: Velthuizen, Wallace, Mori, McEachran, Dauda, Nakamba |  |
|                                                                    |                                                                 |           |         | | |  |

### Play-offs
Halve finale, wedstrijd 1:
| donderdag 21 mei 2015, 20:45                                                | PEC Zwolle        | 1-2 (1-0) | Vitesse                       | Opstelling PEC Zwolle | Opstelling Vitesse |  |
| Stadion: IJsseldeltastadion, Zwolle Toeschouwers: 7.200 Arbiter: Van Boekel | Van der Werff 31' |           | 68' Vejinović 74' Qazaishvili | Hahn, Van Polen , Sainsbury, Van der Werff, Van Hintum, Rienstra, Drost 73' ( Saymak), Brama, Lukoki, Necid, Thomas 73' ( Becker) RESERVEBANK: Begois, Broerse, Dekker, Lam, Rasevic | Room, Diks, Kasjia , Van der Heijden 68', Achenteh, Pröpper, McEachran 64' ( Vejinović), Qazaishvili, Ibarra, Traoré, Labyad 64' ( Wallace) RESERVEBANK: Velthuizen, Mori, Đurđević, Kruiswijk, Nakamba |  |
| Stadion: IJsseldeltastadion, Zwolle Toeschouwers: 7.200 Arbiter: Van Boekel |                   |           |                               | Hahn, Van Polen , Sainsbury, Van der Werff, Van Hintum, Rienstra, Drost 73' ( Saymak), Brama, Lukoki, Necid, Thomas 73' ( Becker) RESERVEBANK: Begois, Broerse, Dekker, Lam, Rasevic | Room, Diks, Kasjia , Van der Heijden 68', Achenteh, Pröpper, McEachran 64' ( Vejinović), Qazaishvili, Ibarra, Traoré, Labyad 64' ( Wallace) RESERVEBANK: Velthuizen, Mori, Đurđević, Kruiswijk, Nakamba |  |
| Stadion: IJsseldeltastadion, Zwolle Toeschouwers: 7.200 Arbiter: Van Boekel |                   |           |                               | Hahn, Van Polen , Sainsbury, Van der Werff, Van Hintum, Rienstra, Drost 73' ( Saymak), Brama, Lukoki, Necid, Thomas 73' ( Becker) RESERVEBANK: Begois, Broerse, Dekker, Lam, Rasevic | Room, Diks, Kasjia , Van der Heijden 68', Achenteh, Pröpper, McEachran 64' ( Vejinović), Qazaishvili, Ibarra, Traoré, Labyad 64' ( Wallace) RESERVEBANK: Velthuizen, Mori, Đurđević, Kruiswijk, Nakamba |  |
| Bijz.: Leerdam geschorst                                                    |                   |           |                               | | |  |

Halve finale, wedstrijd 2:
| zondag 24 mei 2015, 12:30                                          | Vitesse    | 1-1 (1-0) | PEC Zwolle | Opstelling Vitesse | Opstelling PEC Zwolle |  |
| Stadion: GelreDome, Arnhem Toeschouwers: 16.116 Arbiter: Braamhaar | Traoré 18' |           | 56' Necid  | Room, Diks, Kasjia , Van der Heijden, Achenteh, Pröpper, McEachran 66' ( Vejinović 83'), Qazaishvili, Ibarra 90+1' ( Nakamba), Traoré, Labyad 66' ( Wallace 90+2') RESERVEBANK: Velthuizen, Mori, Đurđević, Kruiswijk | Hahn, Van Polen , Van der Werff 49', 80', Lam 26' 46' ( Saymak 58'), Van Hintum, Rienstra, Drost, Brama, Lukoki 76' ( Ehizibue), Necid, Thomas RESERVEBANK: Begois, Broerse, Marinus, Dekker, Rasevic |  |
| Stadion: GelreDome, Arnhem Toeschouwers: 16.116 Arbiter: Braamhaar |            |           |            | Room, Diks, Kasjia , Van der Heijden, Achenteh, Pröpper, McEachran 66' ( Vejinović 83'), Qazaishvili, Ibarra 90+1' ( Nakamba), Traoré, Labyad 66' ( Wallace 90+2') RESERVEBANK: Velthuizen, Mori, Đurđević, Kruiswijk | Hahn, Van Polen , Van der Werff 49', 80', Lam 26' 46' ( Saymak 58'), Van Hintum, Rienstra, Drost, Brama, Lukoki 76' ( Ehizibue), Necid, Thomas RESERVEBANK: Begois, Broerse, Marinus, Dekker, Rasevic |  |
| Stadion: GelreDome, Arnhem Toeschouwers: 16.116 Arbiter: Braamhaar |            |           |            | Room, Diks, Kasjia , Van der Heijden, Achenteh, Pröpper, McEachran 66' ( Vejinović 83'), Qazaishvili, Ibarra 90+1' ( Nakamba), Traoré, Labyad 66' ( Wallace 90+2') RESERVEBANK: Velthuizen, Mori, Đurđević, Kruiswijk | Hahn, Van Polen , Van der Werff 49', 80', Lam 26' 46' ( Saymak 58'), Van Hintum, Rienstra, Drost, Brama, Lukoki 76' ( Ehizibue), Necid, Thomas RESERVEBANK: Begois, Broerse, Marinus, Dekker, Rasevic |  |
|                                                                    |            |           |            | | |  |

Finale, wedstrijd 1:
| donderdag 28 mei 2015, 20:45                                                   | sc Heerenveen        | 2-2 (1-1) | Vitesse                     | Opstelling sc Heerenveen | Opstelling Vitesse |  |
| Stadion: Abe Lenstra Stadion, Heerenveen Toeschouwers: 16.620 Arbiter: Kuipers | Slagveer 32' Uth 75' |           | 21' Qazaishvili 66' Pröpper | Nordfeldt, Marzo, St. Juste, Van Aken 61' ( Otigba), Van Anholt, De Roon 44', Van den Berg 77', Thern 82' ( Duarte), Slagveer 90' ( Veerman), Uth, Larsson RESERVEBANK: De Fockert, Thorsby, Warmolts, Namli | Room, Diks 23' 46' ( Mori 62'), Kasjia 80', Van der Heijden, Achenteh, Pröpper 56', McEachran 75' ( Vejinović), Qazaishvili, Wallace, Traoré, Labyad 89' ( Oliynyk) RESERVEBANK: Velthuizen, Đurđević, Kruiswijk, Nakamba |  |
| Stadion: Abe Lenstra Stadion, Heerenveen Toeschouwers: 16.620 Arbiter: Kuipers |                      |           |                             | Nordfeldt, Marzo, St. Juste, Van Aken 61' ( Otigba), Van Anholt, De Roon 44', Van den Berg 77', Thern 82' ( Duarte), Slagveer 90' ( Veerman), Uth, Larsson RESERVEBANK: De Fockert, Thorsby, Warmolts, Namli | Room, Diks 23' 46' ( Mori 62'), Kasjia 80', Van der Heijden, Achenteh, Pröpper 56', McEachran 75' ( Vejinović), Qazaishvili, Wallace, Traoré, Labyad 89' ( Oliynyk) RESERVEBANK: Velthuizen, Đurđević, Kruiswijk, Nakamba |  |
| Stadion: Abe Lenstra Stadion, Heerenveen Toeschouwers: 16.620 Arbiter: Kuipers |                      |           |                             | Nordfeldt, Marzo, St. Juste, Van Aken 61' ( Otigba), Van Anholt, De Roon 44', Van den Berg 77', Thern 82' ( Duarte), Slagveer 90' ( Veerman), Uth, Larsson RESERVEBANK: De Fockert, Thorsby, Warmolts, Namli | Room, Diks 23' 46' ( Mori 62'), Kasjia 80', Van der Heijden, Achenteh, Pröpper 56', McEachran 75' ( Vejinović), Qazaishvili, Wallace, Traoré, Labyad 89' ( Oliynyk) RESERVEBANK: Velthuizen, Đurđević, Kruiswijk, Nakamba |  |
|                                                                                |                      |           |                             | | |  |

Finale, wedstrijd 2:
| zondag 31 mei 2015, 16:45                                                                                       | Vitesse                                                                    | 5-2 (1-2) | sc Heerenveen | Opstelling Vitesse | Opstelling sc Heerenveen |  |
| Stadion: GelreDome, Arnhem Toeschouwers: 17.529 Arbiter: Nijhuis                                                | Kasjia 11' Vejinović 56' (pen.) Pröpper 77' Labyad 82' Van der Heijden 86' |           | 4' 24' Uth    | Room, Diks, Kasjia , Van der Heijden, Achenteh, Pröpper, McEachran 46' ( Vejinović), Qazaishvili, Wallace 83', Traoré 88' ( Đurđević), Labyad 83' 87' ( Nakamba) RESERVEBANK: Velthuizen, Mori, Oliynyk, Kruiswijk | Nordfeldt, Marzo 82' ( Veerman), Otigba 50', St. Juste, Van Anholt, De Roon 82', Van den Berg, Thern 56' 67' ( Duarte), Slagveer, Uth, Larsson RESERVEBANK: De Fockert, Thorsby, Warmolts, Huizing, Namli |  |
| Stadion: GelreDome, Arnhem Toeschouwers: 17.529 Arbiter: Nijhuis                                                |                                                                            |           |               | Room, Diks, Kasjia , Van der Heijden, Achenteh, Pröpper, McEachran 46' ( Vejinović), Qazaishvili, Wallace 83', Traoré 88' ( Đurđević), Labyad 83' 87' ( Nakamba) RESERVEBANK: Velthuizen, Mori, Oliynyk, Kruiswijk | Nordfeldt, Marzo 82' ( Veerman), Otigba 50', St. Juste, Van Anholt, De Roon 82', Van den Berg, Thern 56' 67' ( Duarte), Slagveer, Uth, Larsson RESERVEBANK: De Fockert, Thorsby, Warmolts, Huizing, Namli |  |
| Stadion: GelreDome, Arnhem Toeschouwers: 17.529 Arbiter: Nijhuis                                                |                                                                            |           |               | Room, Diks, Kasjia , Van der Heijden, Achenteh, Pröpper, McEachran 46' ( Vejinović), Qazaishvili, Wallace 83', Traoré 88' ( Đurđević), Labyad 83' 87' ( Nakamba) RESERVEBANK: Velthuizen, Mori, Oliynyk, Kruiswijk | Nordfeldt, Marzo 82' ( Veerman), Otigba 50', St. Juste, Van Anholt, De Roon 82', Van den Berg, Thern 56' 67' ( Duarte), Slagveer, Uth, Larsson RESERVEBANK: De Fockert, Thorsby, Warmolts, Huizing, Namli |  |
| Bijz.: Vitesse wint de Play-offs en behaalt hierdoor een plaats in de derde voorronde van de UEFA Europa League |                                                                            |           |               | | |  |

### Oefenwedstrijden
| vrijdag 4 juli 2014, 19:00                                      | Vitesse           | 1-1 (0-1) | Cercle Brugge | Opstelling Vitesse | Opstelling Cercle Brugge |  |
| Stadion: Lonapark, Loenen Toeschouwers: 500 Arbiter: Van Boekel | Labyad 50' (pen.) |           | 13' Wils      | Room, Diks 70' ( Lelieveld), Kasjia 46' ( Kruiswijk), Van der Heijden ( 46'+) 70' ( Verloo), Achenteh 46' ( Leerdam), Klein-Holte 46' ( Pröpper ( 70'+)), Vejinović 46' ( Bosz), Qazaishvili 46' ( Mori), Darri 46' ( Oliynyk 87' ( Mercan)), Pedersen 46' ( Đurđević), Labyad 70' ( Ennali) RESERVEBANK: NN | Werner, Cornelis, Wils, Dussenne, Bourdin, Van Acker, Smolders, Van Eenoo, Buyl, D’haene, Kabananga 89' ( Valcke) RESERVEBANK: NN |  |
| Stadion: Lonapark, Loenen Toeschouwers: 500 Arbiter: Van Boekel |                   |           |               | Room, Diks 70' ( Lelieveld), Kasjia 46' ( Kruiswijk), Van der Heijden ( 46'+) 70' ( Verloo), Achenteh 46' ( Leerdam), Klein-Holte 46' ( Pröpper ( 70'+)), Vejinović 46' ( Bosz), Qazaishvili 46' ( Mori), Darri 46' ( Oliynyk 87' ( Mercan)), Pedersen 46' ( Đurđević), Labyad 70' ( Ennali) RESERVEBANK: NN | Werner, Cornelis, Wils, Dussenne, Bourdin, Van Acker, Smolders, Van Eenoo, Buyl, D’haene, Kabananga 89' ( Valcke) RESERVEBANK: NN |  |
| Stadion: Lonapark, Loenen Toeschouwers: 500 Arbiter: Van Boekel |                   |           |               | Room, Diks 70' ( Lelieveld), Kasjia 46' ( Kruiswijk), Van der Heijden ( 46'+) 70' ( Verloo), Achenteh 46' ( Leerdam), Klein-Holte 46' ( Pröpper ( 70'+)), Vejinović 46' ( Bosz), Qazaishvili 46' ( Mori), Darri 46' ( Oliynyk 87' ( Mercan)), Pedersen 46' ( Đurđević), Labyad 70' ( Ennali) RESERVEBANK: NN | Werner, Cornelis, Wils, Dussenne, Bourdin, Van Acker, Smolders, Van Eenoo, Buyl, D’haene, Kabananga 89' ( Valcke) RESERVEBANK: NN |  |
|                                                                 |                   |           |               | | |  |

| zaterdag 12 juli 2014, 16:00                                       | Vitesse           | 0-0 (0-0) | Sparta Rotterdam | Opstelling Vitesse | Opstelling Sparta Rotterdam |  |
| Stadion: Sportveld Driel, Driel Toeschouwers: 1.131 Arbiter: Pérez | Labyad 12' (pen.) |           |                  | Velthuizen 46' ( Room), Diks 65' ( Lelieveld), Kasjia 65' ( Metalsi), Kruiswijk 65' ( Verloo), Achenteh 46' ( Van der Heijden ( 65'+)), Leerdam 65' ( Lieftink), Vejinović 65' ( Bosz), Pröpper 65' ( Klein-Holte), Đurđević 46' ( Qazaishvili), Oliynyk 46' ( Ennali), Labyad 65' ( Darri) RESERVEBANK: - | Kortsmit, Teijsse 68' ( Van Boxel), Bjelica 77' ( Albertus), Breuer 46' ( Breedijk), Van Buuren, Nys, Loen 60' ( Nieuwendaal), De Nooijer 46' ( Van der Stoep), Langedijk 46' ( Hiwat), Gladon 60' ( Voskamp), Verhaar 68' ( Stokkers) RESERVEBANK: NN |  |
| Stadion: Sportveld Driel, Driel Toeschouwers: 1.131 Arbiter: Pérez |                   |           |                  | Velthuizen 46' ( Room), Diks 65' ( Lelieveld), Kasjia 65' ( Metalsi), Kruiswijk 65' ( Verloo), Achenteh 46' ( Van der Heijden ( 65'+)), Leerdam 65' ( Lieftink), Vejinović 65' ( Bosz), Pröpper 65' ( Klein-Holte), Đurđević 46' ( Qazaishvili), Oliynyk 46' ( Ennali), Labyad 65' ( Darri) RESERVEBANK: - | Kortsmit, Teijsse 68' ( Van Boxel), Bjelica 77' ( Albertus), Breuer 46' ( Breedijk), Van Buuren, Nys, Loen 60' ( Nieuwendaal), De Nooijer 46' ( Van der Stoep), Langedijk 46' ( Hiwat), Gladon 60' ( Voskamp), Verhaar 68' ( Stokkers) RESERVEBANK: NN |  |
| Stadion: Sportveld Driel, Driel Toeschouwers: 1.131 Arbiter: Pérez |                   |           |                  | Velthuizen 46' ( Room), Diks 65' ( Lelieveld), Kasjia 65' ( Metalsi), Kruiswijk 65' ( Verloo), Achenteh 46' ( Van der Heijden ( 65'+)), Leerdam 65' ( Lieftink), Vejinović 65' ( Bosz), Pröpper 65' ( Klein-Holte), Đurđević 46' ( Qazaishvili), Oliynyk 46' ( Ennali), Labyad 65' ( Darri) RESERVEBANK: - | Kortsmit, Teijsse 68' ( Van Boxel), Bjelica 77' ( Albertus), Breuer 46' ( Breedijk), Van Buuren, Nys, Loen 60' ( Nieuwendaal), De Nooijer 46' ( Van der Stoep), Langedijk 46' ( Hiwat), Gladon 60' ( Voskamp), Verhaar 68' ( Stokkers) RESERVEBANK: NN |  |
|                                                                    |                   |           |                  | | |  |

| dinsdag 15 juli 2014, 19:00                                             | VfL Osnabrück                  | 2-2 (1-1) | Vitesse                 | Opstelling VfL Osnabrück | Opstelling Vitesse |  |
| Stadion: osnatel Arena, Osnabrück Toeschouwers: 500 Arbiter: Willenborg | Chahed 29' Feldhahn 57' (pen.) |           | 30' Pedersen 71' Labyad | Heuer Fernandes, Groß, Pisot, Grassi, Odenthal, Salem 76' ( Bode), Chahed ?' ( Lahrmann-Lammert), Feldhahn, Hohnstedt 57' ( Thee), Iljutcenko 62' ( Freiberger), Alvarez 72' ( Neldner) RESERVEBANK: NN | Velthuizen, Diks 81' ( Qazaishvili), Kruiswijk, Van der Heijden 46' ( Kasjia ( 46'+)), Achenteh 46' ( Verloo), Vejinović 46' ( Bosz), Nakamba 46' ( Leerdam), Qazaishvili 46' ( Pröpper), Pedersen 46' ( Labyad), Đurđević, Oliynyk 46' ( Klein-Holte) RESERVEBANK: NN |  |
| Stadion: osnatel Arena, Osnabrück Toeschouwers: 500 Arbiter: Willenborg |                                |           |                         | Heuer Fernandes, Groß, Pisot, Grassi, Odenthal, Salem 76' ( Bode), Chahed ?' ( Lahrmann-Lammert), Feldhahn, Hohnstedt 57' ( Thee), Iljutcenko 62' ( Freiberger), Alvarez 72' ( Neldner) RESERVEBANK: NN | Velthuizen, Diks 81' ( Qazaishvili), Kruiswijk, Van der Heijden 46' ( Kasjia ( 46'+)), Achenteh 46' ( Verloo), Vejinović 46' ( Bosz), Nakamba 46' ( Leerdam), Qazaishvili 46' ( Pröpper), Pedersen 46' ( Labyad), Đurđević, Oliynyk 46' ( Klein-Holte) RESERVEBANK: NN |  |
| Stadion: osnatel Arena, Osnabrück Toeschouwers: 500 Arbiter: Willenborg |                                |           |                         | Heuer Fernandes, Groß, Pisot, Grassi, Odenthal, Salem 76' ( Bode), Chahed ?' ( Lahrmann-Lammert), Feldhahn, Hohnstedt 57' ( Thee), Iljutcenko 62' ( Freiberger), Alvarez 72' ( Neldner) RESERVEBANK: NN | Velthuizen, Diks 81' ( Qazaishvili), Kruiswijk, Van der Heijden 46' ( Kasjia ( 46'+)), Achenteh 46' ( Verloo), Vejinović 46' ( Bosz), Nakamba 46' ( Leerdam), Qazaishvili 46' ( Pröpper), Pedersen 46' ( Labyad), Đurđević, Oliynyk 46' ( Klein-Holte) RESERVEBANK: NN |  |
|                                                                         |                                |           |                         | | |  |

| vrijdag 18 juli 2014, 18:00                                                                | Hertha BSC | 0-0 (0-0) | Vitesse | Opstelling Hertha BSC | Opstelling Vitesse |  |
| Stadion: Hotel Klosterpforte, Marienfeld (Harsewinkel) Toeschouwers: - Arbiter: Storks     |            |           |         | Kraft 46' ( Burchert), Ndjeng 46' ( Pekarík), Heitinga 46' ( Janker), Langkamp 46' ( Samson), Van den Bergh, Hegeler 46' ( Plattenhardt), Hosogai 46' ( Niemeyer), Beerens 46' ( Kauter), Baumjohann 46' ( Allagui), Haraguchi 46' ( Ronny), Schieber 46' ( Wagner) RESERVEBANK: NN | Room, Leerdam, Kasjia , Van der Heijden, Achenteh 70' ( Kruiswijk), Vejinović, Nakamba 70' ( Diks), Pröpper 70' ( Klein-Holte), Oliynyk 70' ( Traoré), Đurđević 46' ( Qazaishvili), Labyad RESERVEBANK: NN |  |
| Stadion: Hotel Klosterpforte, Marienfeld (Harsewinkel) Toeschouwers: - Arbiter: Storks     |            |           |         | Kraft 46' ( Burchert), Ndjeng 46' ( Pekarík), Heitinga 46' ( Janker), Langkamp 46' ( Samson), Van den Bergh, Hegeler 46' ( Plattenhardt), Hosogai 46' ( Niemeyer), Beerens 46' ( Kauter), Baumjohann 46' ( Allagui), Haraguchi 46' ( Ronny), Schieber 46' ( Wagner) RESERVEBANK: NN | Room, Leerdam, Kasjia , Van der Heijden, Achenteh 70' ( Kruiswijk), Vejinović, Nakamba 70' ( Diks), Pröpper 70' ( Klein-Holte), Oliynyk 70' ( Traoré), Đurđević 46' ( Qazaishvili), Labyad RESERVEBANK: NN |  |
| Stadion: Hotel Klosterpforte, Marienfeld (Harsewinkel) Toeschouwers: - Arbiter: Storks     |            |           |         | Kraft 46' ( Burchert), Ndjeng 46' ( Pekarík), Heitinga 46' ( Janker), Langkamp 46' ( Samson), Van den Bergh, Hegeler 46' ( Plattenhardt), Hosogai 46' ( Niemeyer), Beerens 46' ( Kauter), Baumjohann 46' ( Allagui), Haraguchi 46' ( Ronny), Schieber 46' ( Wagner) RESERVEBANK: NN | Room, Leerdam, Kasjia , Van der Heijden, Achenteh 70' ( Kruiswijk), Vejinović, Nakamba 70' ( Diks), Pröpper 70' ( Klein-Holte), Oliynyk 70' ( Traoré), Đurđević 46' ( Qazaishvili), Labyad RESERVEBANK: NN |  |
| Bijz.: Wedstrijd op besloten locatie in verband met organisatorische en veiligheidsredenen |            |           |         | | |  |

| zaterdag 26 juli 2014, 16:00                                          | Vitesse     | 1-1 (0-1) | Levante UD            | Opstelling Vitesse | Opstelling Levante UD |  |
| Stadion: Sportveld Driel, Driel Toeschouwers: 1.224 Arbiter: Kamphuis | Pröpper 80' |           | 32' 56' (pen.) Barral | Velthuizen 70' ( Room), Diks 61' ( Wallace), Kasjia 55', Van der Heijden, Kruiswijk, Vejinović, Leerdam, Pröpper, Oliynyk, Qazaishvili 46' ( Traoré), Labyad RESERVEBANK: NN | Jiménez, Iván, Navarro 88', Barral 77' ( Rafael), Rubén 70' ( Simão), Gavilán 70' ( Morales), Nikos 70' ( Torrent), El Adoua, Xumetra, Diop, Camarasa 86' RESERVEBANK: NN |  |
| Stadion: Sportveld Driel, Driel Toeschouwers: 1.224 Arbiter: Kamphuis |             |           |                       | Velthuizen 70' ( Room), Diks 61' ( Wallace), Kasjia 55', Van der Heijden, Kruiswijk, Vejinović, Leerdam, Pröpper, Oliynyk, Qazaishvili 46' ( Traoré), Labyad RESERVEBANK: NN | Jiménez, Iván, Navarro 88', Barral 77' ( Rafael), Rubén 70' ( Simão), Gavilán 70' ( Morales), Nikos 70' ( Torrent), El Adoua, Xumetra, Diop, Camarasa 86' RESERVEBANK: NN |  |
| Stadion: Sportveld Driel, Driel Toeschouwers: 1.224 Arbiter: Kamphuis |             |           |                       | Velthuizen 70' ( Room), Diks 61' ( Wallace), Kasjia 55', Van der Heijden, Kruiswijk, Vejinović, Leerdam, Pröpper, Oliynyk, Qazaishvili 46' ( Traoré), Labyad RESERVEBANK: NN | Jiménez, Iván, Navarro 88', Barral 77' ( Rafael), Rubén 70' ( Simão), Gavilán 70' ( Morales), Nikos 70' ( Torrent), El Adoua, Xumetra, Diop, Camarasa 86' RESERVEBANK: NN |  |
|                                                                       |             |           |                       | | |  |

| woensdag 30 juli 2014, 19:30                                  | Vitesse      | 1-3 (0-2) | Chelsea                         | Opstelling Vitesse | Opstelling Chelsea |  |
| Stadion: GelreDome, Arnhem Toeschouwers: 19.273 Arbiter: Blom | Đurđević 89' |           | 4' Salah 24' Fàbregas 76' Matić | Room 46' ( Velthuizen), Wallace 63' ( Diks), Kasjia , Van der Heijden, Kruiswijk, Pröpper, Vejinović 63' ( Nakamba), Leerdam, Traoré 63' ( Oliynyk), Qazaishvili 87' ( Đurđević), Labyad 87' ( Pedersen) RESERVEBANK: Dauda, Bosz, Ibarra, Klein-Holte | Čech 82' ( Beeney), Azpilicueta, Ivanović 82' ( Chalobah), Filipe Luís 46' ( Terry), Cahill 80' ( Zouma), Van Ginkel 67' ( Romeu), Matić 80' ( Boga), Salah 71' ( Aké), Fàbregas 76' ( Baker), Torres, Diego Costa 80' ( Solanke) RESERVEBANK: - |  |
| Stadion: GelreDome, Arnhem Toeschouwers: 19.273 Arbiter: Blom |              |           |                                 | Room 46' ( Velthuizen), Wallace 63' ( Diks), Kasjia , Van der Heijden, Kruiswijk, Pröpper, Vejinović 63' ( Nakamba), Leerdam, Traoré 63' ( Oliynyk), Qazaishvili 87' ( Đurđević), Labyad 87' ( Pedersen) RESERVEBANK: Dauda, Bosz, Ibarra, Klein-Holte | Čech 82' ( Beeney), Azpilicueta, Ivanović 82' ( Chalobah), Filipe Luís 46' ( Terry), Cahill 80' ( Zouma), Van Ginkel 67' ( Romeu), Matić 80' ( Boga), Salah 71' ( Aké), Fàbregas 76' ( Baker), Torres, Diego Costa 80' ( Solanke) RESERVEBANK: - |  |
| Stadion: GelreDome, Arnhem Toeschouwers: 19.273 Arbiter: Blom |              |           |                                 | Room 46' ( Velthuizen), Wallace 63' ( Diks), Kasjia , Van der Heijden, Kruiswijk, Pröpper, Vejinović 63' ( Nakamba), Leerdam, Traoré 63' ( Oliynyk), Qazaishvili 87' ( Đurđević), Labyad 87' ( Pedersen) RESERVEBANK: Dauda, Bosz, Ibarra, Klein-Holte | Čech 82' ( Beeney), Azpilicueta, Ivanović 82' ( Chalobah), Filipe Luís 46' ( Terry), Cahill 80' ( Zouma), Van Ginkel 67' ( Romeu), Matić 80' ( Boga), Salah 71' ( Aké), Fàbregas 76' ( Baker), Torres, Diego Costa 80' ( Solanke) RESERVEBANK: - |  |
|                                                               |              |           |                                 | | |  |

| zondag 3 augustus 2014, 14:00 (GMT)                                    | Bolton Wanderers | 0-1 (0-1) | Vitesse       | Opstelling Bolton Wanderers | Opstelling Vitesse |  |
| Stadion: Macron Stadium, Horwich Toeschouwers: 5.399 Arbiter: Kavanagh |                  |           | 16' Vejinović | Lonergan, McNaughton, Mills, Ream, Moxey, Spearing , Medo, Feeney, Danns, Pratley 64' ( Lee), Beckford 64' ( Wilkinson) RESERVEBANK: Fitzsimons, Dervite, Trotter, Threlkeld, Hall, Clough, Wheater, Bolger, Youngs, C. Davies | Velthuizen, Wallace 46' ( Diks), Kasjia , Van der Heijden, Kruiswijk 61' ( Achenteh), Vejinović, Leerdam 77' ( Bosz), Pröpper, Traoré 46' ( Labyad), Qazaishvili 61' ( Đurđević), Oliynyk 77' ( Dauda) RESERVEBANK: NN |  |
| Stadion: Macron Stadium, Horwich Toeschouwers: 5.399 Arbiter: Kavanagh |                  |           |               | Lonergan, McNaughton, Mills, Ream, Moxey, Spearing , Medo, Feeney, Danns, Pratley 64' ( Lee), Beckford 64' ( Wilkinson) RESERVEBANK: Fitzsimons, Dervite, Trotter, Threlkeld, Hall, Clough, Wheater, Bolger, Youngs, C. Davies | Velthuizen, Wallace 46' ( Diks), Kasjia , Van der Heijden, Kruiswijk 61' ( Achenteh), Vejinović, Leerdam 77' ( Bosz), Pröpper, Traoré 46' ( Labyad), Qazaishvili 61' ( Đurđević), Oliynyk 77' ( Dauda) RESERVEBANK: NN |  |
| Stadion: Macron Stadium, Horwich Toeschouwers: 5.399 Arbiter: Kavanagh |                  |           |               | Lonergan, McNaughton, Mills, Ream, Moxey, Spearing , Medo, Feeney, Danns, Pratley 64' ( Lee), Beckford 64' ( Wilkinson) RESERVEBANK: Fitzsimons, Dervite, Trotter, Threlkeld, Hall, Clough, Wheater, Bolger, Youngs, C. Davies | Velthuizen, Wallace 46' ( Diks), Kasjia , Van der Heijden, Kruiswijk 61' ( Achenteh), Vejinović, Leerdam 77' ( Bosz), Pröpper, Traoré 46' ( Labyad), Qazaishvili 61' ( Đurđević), Oliynyk 77' ( Dauda) RESERVEBANK: NN |  |
|                                                                        |                  |           |               | | |  |

| vrijdag 9 januari 2015, 16:00                                                | RSC Anderlecht                                                  | 5-0 (1-0) | Vitesse | Opstelling RSC Anderlecht | Opstelling Vitesse |  |
| Stadion: La Manga Club, Los Belones Toeschouwers: 300 Arbiter: Díaz Escudero | Cyriac 29' Dendoncker 53' Leya Iseka 68' Mitrović 72' Tarfi 73' |           |         | Roef, Heylen, Deschacht 61' ( Matthys), Colin, N'Sakala 61' ( Tarfi), Dendoncker, Tielemans, Defour 61' ( Kljestan), Najar 61' ( Kawaya), Álvarez 61' ( Leya Iseka), Cyriac 61' ( Mitrović) RESERVEBANK: Bossin, De Medina | Room, Wallace 61' ( Diks), Kasjia , Van der Heijden, Achenteh 69' ( Nakamba), Vejinović, McEachran, Qazaishvili, Ibarra 61' ( Oliynyk), Dauda 61' ( Đurđević), Labyad RESERVEBANK: Velthuizen, Houwen, Mori, Leerdam, Bosz, Lieftink, Gouw, Linthorst |  |
| Stadion: La Manga Club, Los Belones Toeschouwers: 300 Arbiter: Díaz Escudero |                                                                 |           |         | Roef, Heylen, Deschacht 61' ( Matthys), Colin, N'Sakala 61' ( Tarfi), Dendoncker, Tielemans, Defour 61' ( Kljestan), Najar 61' ( Kawaya), Álvarez 61' ( Leya Iseka), Cyriac 61' ( Mitrović) RESERVEBANK: Bossin, De Medina | Room, Wallace 61' ( Diks), Kasjia , Van der Heijden, Achenteh 69' ( Nakamba), Vejinović, McEachran, Qazaishvili, Ibarra 61' ( Oliynyk), Dauda 61' ( Đurđević), Labyad RESERVEBANK: Velthuizen, Houwen, Mori, Leerdam, Bosz, Lieftink, Gouw, Linthorst |  |
| Stadion: La Manga Club, Los Belones Toeschouwers: 300 Arbiter: Díaz Escudero |                                                                 |           |         | Roef, Heylen, Deschacht 61' ( Matthys), Colin, N'Sakala 61' ( Tarfi), Dendoncker, Tielemans, Defour 61' ( Kljestan), Najar 61' ( Kawaya), Álvarez 61' ( Leya Iseka), Cyriac 61' ( Mitrović) RESERVEBANK: Bossin, De Medina | Room, Wallace 61' ( Diks), Kasjia , Van der Heijden, Achenteh 69' ( Nakamba), Vejinović, McEachran, Qazaishvili, Ibarra 61' ( Oliynyk), Dauda 61' ( Đurđević), Labyad RESERVEBANK: Velthuizen, Houwen, Mori, Leerdam, Bosz, Lieftink, Gouw, Linthorst |  |
|                                                                              |                                                                 |           |         | | |  |

| woensdag 25 maart 2015, 14:30                                     | Vitesse                        | 3-1 (1-1) | K. Lierse SK  | Opstelling Vitesse | Opstelling K. Lierse SK |  |
| Stadion: Lonapark, Loenen Arbiter: Sanders                        | Hamdaoui 44' 71' Kruiswijk 51' |           | 11' Velikonja | Velthuizen, Wallace, Bosz, Kruiswijk, Nakamba, Mori, Leerdam , McEachran, Pröpper 46' ( Vejinović), Dauda, Hamdaoui RESERVEBANK: NN | Bajković 46' ( Goris), Traoré 46' ( Ngawa), Capdevila, Benson 46' ( Masika), Kasmi 46' ( Ntambwe), Hassan 46' ( Wanderson), Mojsov 73' ( Sabaouni), Tahiri 46' ( Allach 71' ( Bruylandts)), Velikonja 46' ( Keita), Diomandé 46' ( Wils), Hafez 46' ( Yakubu) RESERVEBANK: NN |  |
| Stadion: Lonapark, Loenen Arbiter: Sanders                        |                                |           |               | Velthuizen, Wallace, Bosz, Kruiswijk, Nakamba, Mori, Leerdam , McEachran, Pröpper 46' ( Vejinović), Dauda, Hamdaoui RESERVEBANK: NN | Bajković 46' ( Goris), Traoré 46' ( Ngawa), Capdevila, Benson 46' ( Masika), Kasmi 46' ( Ntambwe), Hassan 46' ( Wanderson), Mojsov 73' ( Sabaouni), Tahiri 46' ( Allach 71' ( Bruylandts)), Velikonja 46' ( Keita), Diomandé 46' ( Wils), Hafez 46' ( Yakubu) RESERVEBANK: NN |  |
| Stadion: Lonapark, Loenen Arbiter: Sanders                        |                                |           |               | Velthuizen, Wallace, Bosz, Kruiswijk, Nakamba, Mori, Leerdam , McEachran, Pröpper 46' ( Vejinović), Dauda, Hamdaoui RESERVEBANK: NN | Bajković 46' ( Goris), Traoré 46' ( Ngawa), Capdevila, Benson 46' ( Masika), Kasmi 46' ( Ntambwe), Hassan 46' ( Wanderson), Mojsov 73' ( Sabaouni), Tahiri 46' ( Allach 71' ( Bruylandts)), Velikonja 46' ( Keita), Diomandé 46' ( Wils), Hafez 46' ( Yakubu) RESERVEBANK: NN |  |
| Bijz.: Wedstrijd op besloten locatie; Vitesse speelt in uit-tenue |                                |           |               | | |  |

## Jong Vitesse 2014/15
Jong Vitesse trainde dit seizoen op de trainingsaccommodatie van Vitesse op Papendal en speelde daar ook haar wedstrijden op het hoofdveld van de accommodatie. Op maandag 30 juni 2014 vond de eerste training van het seizoen plaats.
Op dinsdag 21 oktober 2014 werd Jong Vitesse groepswinnaar in de eerste ronde van de Beloftencompetitie, waardoor Jong Vitesse geplaatst was voor de kampioenspoule in de tweede ronde van de competitie.
Op donderdag 26 februari 2015 maakte Vitesse bekend dat het beloftenteam is ingeschreven voor de voetbalpiramide van de KNVB, waardoor het team vanaf het seizoen 2016/'17 zou kunnen uitkomen in de landelijke amateur- en (semi)profcompetities.
Op maandag 20 april 2015 werd Jong Vitesse ongeslagen landskampioen bij de beloften. Dit was het tweede landskampioenschap van de beloften, de eerste titel dateerde van 1993.

### Staf Jong Vitesse
| Functie            | Naam              |
| ------------------ | ----------------- |
| Hoofdtrainer/coach | John Lammers      |
| Assistent-trainer  | Edward Sturing    |
| Assistent-trainer  | Kevin Moeliker    |
| Fysiotherapeut     | Marcel Dieduksman |
| Teammanager        | Toon Hendriks     |
| Videoanalist       | Kevin Balvers     |
| Materiaalman       | Chris van Dee     |

### Selectie Jong Vitesse
De selectie van Jong Vitesse in het seizoen 2014/15 staat in de onderstaande tabel. Bij de wedstrijden in de beloftencompetitie en -beker kon deze selectie worden aangevuld met spelers uit het eerste elftal die weinig of geen speeltijd in de eigen competitie gehad hadden.

| Nr. | Naam               | Positie      | Contract tot |
| --- | ------------------ | ------------ | ------------ |
| ?   | Wouter Dronkers    | Keeper       | 2016         |
| 48  | Jeroen Houwen      | Keeper       | 2015         |
| 40  | Kevin Diks*1       | Verdediger   | 2015         |
| ?   | Marijn de Kler     | Verdediger   | 2015         |
| ?   | Julian Lelieveld   | Verdediger   | 2016         |
| ?   | Tim Linthorst      | Verdediger   | 2015         |
| ?   | Abdel Metalsi      | Verdediger   | 2015         |
| ?   | Wellington Verloo  | Verdediger   | 2015         |
| ?   | Tristan Berghuis   | Middenvelder | 2015         |
| ?   | Sven van Doorm     | Middenvelder | ?            |
| ?   | Ewout Gouw         | Middenvelder | ?            |
| 41  | Joris Klein-Holte  | Middenvelder | 2016         |
| ?   | Elmo Lieftink      | Middenvelder | 2015         |
| ?   | Mohammed Osman     | Middenvelder | 2015         |
| 0?  | Brahim Darri*4     | Aanvaller    | 2016         |
| ?   | Amine Ennali       | Aanvaller    | 2016         |
| 0?  | Alvin Fortes*2     | Aanvaller    | 2017         |
| ?   | Mohamed Hamdaoui*3 | Aanvaller    | 2016         |
| ?   | Kai Huisman        | Aanvaller    | 2015         |
| ?   | Louisben Jagt      | Aanvaller    | ?            |
| ?   | Arsjak Korjan*5    | Aanvaller    | 2015         |
| ?   | Anil Mercan        | Aanvaller    | 2015         |
| ?   | Jovi Munter        | Aanvaller    | ?            |

*1 Diks werd kort na de start van het seizoen alleen nog tot de selectie van het eerste elftal gerekend.

*2 Fortes stapte per 1 januari 2015 over van RKC Waalwijk naar Jong Vitesse. Op 10 februari 2015 werd het contract met wederzijds goedvinden beëindigd.

*3 Hamdaoui keerde begin januari 2015 vervroegd terug van verhuur aan FC Dordrecht.

*4 Darri stapte per 29 januari 2015 over naar Heracles Almelo.

*5 Korjan tekende begin februari 2015 een contract voor een half seizoen en sloot na het verkrijgen van een werkvergunning aan bij de beloften.